# Unicodeblock Sutton-SignWriting
Der Unicodeblock Sutton-SignWriting (im deutschsprachigen Raum auch als GebärdenSchrift bezeichnet, engl. Sutton SignWriting, U+1D800 bis U+1DAAF, Unicode-Version 8.0) enthält die Symbole der 1974 von Valerie Sutton erfundenen Methode, Gebärdensprachen aufzuschreiben. Es war die Grundlage des International SignWriting Alphabet (ISWA), auf dem dieser Unicode-Block basiert. Diese Schrift besteht seit Juni 2015 aus 672 Grundsymbolen, welche teilweise bis zu 16 Variationen (Drehungen, Füllungen) haben. Deshalb gibt es im Block auch mehrere Rotations- und Füllselektoren.
Der Unicode-Standard deckt nur den Symbolsatz ab. Er befasst sich nicht mit dem Layout. In der Vergangenheit hat die Software die Positionierung jedes Symbols mithilfe kartesischer Koordinaten (x – y) ermöglicht. Da sich Unicode auf Symbole konzentriert, die in einem eindimensionalen Klartextkontext Sinn ergeben, wurden die für die zweidimensionale Platzierung erforderlichen Zahlenzeichen nicht in den Unicode-Vorschlag aufgenommen.
Aktuelle Software zeichnet jedes Symbol als Symbolfolge in ASCII oder Unicode auf. Ältere Software verwendet möglicherweise XML oder ein benutzerdefiniertes Binärformat, um ein Symbol darzustellen. Formal SignWriting (FSW) verwendet ASCII-Zeichen, um das zweidimensionale Layout innerhalb einer Symbolkombination und anderer einfacher Strukturen zu definieren. Es wäre möglich, ein Symbol in Unicode mit siebzehn zusätzlichen Symbolen vollständig zu definieren. Mit beiden Zeichensätzen (Unicode oder ASCII) ergibt die Schreibweise einer Gebärde ein Wort, welches effizient mit regulären Ausdrücken verarbeitet werden kann. Diese Sätze sind isomorph.

## Einteilung im International SignWriting Alphabet 2010
In Unicode gibt es keine Kategorien, sondern nur fortlaufende Nummern.
Im immer noch aktuellen ISWA 2010 wird in die 7 Kategorien Hände, Bewegungen, Dynamiken, Kopf & Gesicht, Körper, Detaillierter Ausführungsort und Interpunktion eingeteilt und besteht aus 30 Symbolgruppen. Danach wird zur Übersichtlichkeit noch in kleinere Gruppen eingeteilt. Die Kennziffer eines Symbols besteht im ISWA aus Nummern für Kategorie, Gruppe, Symbol, Variation, Füllung und Rotation aus der kleinsten Nummer (0)01 oder einer anderen, fortlaufenden/folgenden Zahl. Nummern für Untergruppen gibt es nicht. Die Nummer des Symbols wird für ein Basissymbol vergeben und dann über die Nummern für Variation, Füllung sowie Rotation weiter ausdifferenziert. Variationen sind nicht weiter bezeichnet, sodass generell die Ziffer 01 geschrieben wird. Die Füllung 01-03 bezeichnet die Handstellungen parallel zur Wand/Fenster und 04-06 parallel zum Boden/Tisch. Die Rotation 01-08 bezeichnet die Rotation der rechten Hand gegen den Uhrzeigersinn und 09-16 bezeichnet die Rotation der linken Hand im Uhrzeigersinn. Die Zeigehand parallel zur Wand mit Handfläche nach innen hat z. B. die Kennung 01-01-001-01-01-01.
Die Kategorien 1-5 Hände, Bewegung, Dynamiken, Kopf & Gesicht sowie Körper sind Schreibsymbole. Die Kategorie 6 Detaillierter Ausführungsort wird den Detaillierten Standortsymbolen zugeordnet. Die Kategorie 7 Interpunktion wird den Satzzeichen zugeordnet.

### Schreibsymbole
Die Schreibsymbole werden in 2-dimensionalen Clustern verwendet werden, um Gebärden zu schreiben.

#### Hände
In der Kategorie 1 Hände gibt es 10 (Symbol-)Gruppen bestehend aus 1. Zeigefinger, 2. Zeige- und Mittelfinger, 3. Daumen sowie Zeige- und Mittelfinger, 4. 4-Finger-Hand, 5. 5-Finger-Hand, 6. kleiner Finger, 7. Ringfinger, 8. Mittelfinger, 9. Zeigefinger und Daumen sowie 10. Daumen angeordnet nach ihren Aktionsfingern (Strichen für Finger an Grundhandformen) und den ASL-Ziffern 1-10 aus über 40 Gebärdensprachen. Die Handformen und Handstellungen (Angaben zur Füllung und Rotation) im neutralen Gebärdenraum (Gebärden mit leichten Abstand vor Brust ausführt) sind dadurch erkennbar.
SignWriting hat drei Grundhandformen: die Flachhand (Fünfeck aus einem Dreieck auf einem Rechteck, 01-05-015-01-01-01), die offene Faust (Kreis, 01-05-043-01-01-01) und die geschlossene Faust (Quadrat, 01-10-015-01-01-01). Diese Grundhandformen bilden nicht die Basissymbole, sondern sind in den Basissymbolen mit integriert. Die Füllung bezeichnet die Handstellungen parallel zur Wand/Fenster mit 01 Handfläche, 02 Handkante (Daumen zum Gebärdenden) sowie 03 Handrücken zum Gebärdenden und parallel zum Boden/Tisch mit 04 Handfläche, 05 Handkante (Daumen zum Gebärdenden) sowie 06 Handrücken zum Gebärdenden. Die Rotation 01-08 bezeichnet die Rotation der rechten Hand gegen den Uhrzeigersinn mit 01 gerade nach oben, 02 links oben, 03 links, 04 links unten, 05 gerade nach unten, 06 rechts unten, 07 rechts sowie 08 rechts oben und die Rotation 09-16 der linken Hand im Uhrzeigersinn 09 gerade nach oben, 10 rechts oben, 11 rechts, 12 rechts unten, 13 gerade nach unten, 14 links unten, 15 links, 16 links oben.
Die 1. Gruppe Zeigefinger besteht aus den 14 Basissymbolen 1. Zeigefinger mit Faust, 2. Zeigefinger mit kreisrunder Hand, 3. Zeigefinger mit gewölbter Hand, 4. Zeigefinger mit ovaler Hand, 5. Zeigefinger mit Scharnierhand, 6. Zeigefinger mit gewinkelter Hand, 7. gebogener Zeigefinger mit Faust, 8. gebogener Zeigefinger mit kreisrunder Hand, 9. gebogener Zeigefinger mit Faust sowie Daumen innen, 10. Faust mit nach oben erhöhtem gebogenen Zeigefinger, 11. gewölbter Zeigefinger mit Faust, 12. schräg nach oben gestreckter Zeigefinger mit Faust, 13. schräg nach vorn oben gestreckter Zeigefinger mit Faust und 14. schräg nach oben gestreckter Zeigefinger mit kreisrunder Hand.
Die 2. Gruppe Zeige- und Mittelfinger besteht aus den 16 Basissymbolen 15. gespreizte Zeige- und Mittelfinger mit Faust, 16. Zeige- und Mittelfinger mit kreisrunder Hand, 17. gebogener Zeige- und Mittelfinger mit Faust, 18. Faust mit nach oben erhöhtem gebogenen Zeige- und Mittelfinger, 19. schräg nach oben gestreckter gespreizte Zeige- und Mittelfinger mit Faust, 20. Faust mit Zeigefinger und schräg nach oben gestrecktem Mittelfinger, 21. Faust mit schräg nach oben gestrecktem Zeigefinger und Mittelfinger, 22. Zeige- und Mittelfinger mit Faust, 23. gebogener Zeigefinger und gestreckter Mittelfinger mit Faust, 24. gestreckter Zeigefinger und gebogener Mittelfinger mit Faust, 25. gebogener Zeige- und Mittelfinger mit Faust, 26. schräg nach oben gestreckter Zeige- und Mittelfinger mit Faust, 27. Faust mit gekreuztem Zeige- und Mittelfinger, 28. kreisrunde Hand mit gekreuztem Zeige- und Mittelfinger, 29. gebogener Mittelfinger über dem Zeigefinger mit Faust sowie 30. gebogener Zeigefinger über dem Mittelfinger mit Faust.
Die 3. Gruppe Daumen sowie Zeige- und Mittelfinger besteht aus den 38 Basissymbolen 31. gespreizter Daumen sowie Zeige- und Mittelfinger mit Faust, 32. Daumen sowie Zeige- und Mittelfinger mit kreisrunder Hand, 33. Faust mit zur Hand gebeugtem Daumen sowie gestrecktem Zeige- und Mittelfinger, 34. Faust mit gestrecktem Daumen sowie gebeugtem Zeige- und Mittelfinger, 35. Faust mit gebeugtem Daumen sowie Zeige- und Mittelfinger, 36. Daumen sowie schräg nach oben gestreckte Zeige- und Mittelfinger mit Faust, 37. gespreizter Daumen sowie Zeigefinger und gerade nach vorn gestrecktem Mittelfinger mit Faust, 38. Daumen sowie Zeigefinger und schräg nach vorn oben gestrecktem Mittelfinger mit Faust, 39. Daumen sowie Mittelfinger und schräg nach vorn oben gestrecktem Zeigefinger mit Faust, 40. gerade nach vorn gestreckter Daumen sowie gestreckter Zeige- und Mittelfinger mit Faust, 41. gebogener Daumen sowie Zeige- und Mittelfinger mit Faust, 42. Daumen sowie Zeige- und Mittelfinger zum Kreis gebogen mit Faust, 43. schräg nach oben gestreckter Daumen sowie gebogener Zeige- und Mittelfinger zum Kreis mit Faust, 44. gerader nach vorn gestreckter Daumen sowie gespreizter Zeige- und Mittelfinger mit Faust, 45. gerade nach vorn gestreckter Zeige- und Mittelfinger und dazwischen nach oben gestrecktem Daumen mit Faust, 46. gespreizter Daumen sowie verbundene Zeige- und Mittelfinger mit Faust, 47. Daumen sowie Zeige- und Mittelfinger mit Faust, 48. abgespreizt nach oben gestreckter Daumen sowie verbundener Zeige- und Mittelfinger mit Faust, 49. Daumen schräg nach oben gestreckt mit gebogenem Mittelfinger verbunden sowie Zeigefinger mit Faust, 50. Daumen schräg nach oben gestreckt mit gebogenem Zeigefinger verbunden sowie Mittelfinger mit Faust, 51. Daumen sowie schräg nach vorn oben gestreckte verbundene Zeige- und Mittelfinger mit Faust, 52. Daumen sowie gekreuzter Zeige- und Mittelfinger mit Faust, 53. gerade nach vorn gestreckter Daumen mit verbundenem Zeige- und Mittelfinger mit Faust, 54. gerade nach vorn gestreckter Daumen mit verbundenen gebogenen Zeige- und Mittelfinger mit Faust, 55. zueinander gebogener Daumen und Mittelfinger ohne Berührung sowie Zeigefinger mit Faust, 56. zueinander gebogener Daumen und Zeigefinger ohne Berührung sowie Mittelfinger mit Faust, 57. Daumen und Mittelfinger zum Kreis verbunden gebogen sowie Zeigefinger mit Faust, 58. Daumen und Mittelfinger zum Kreis verbunden gebogen sowie schräg schräg nach oben gestrecktem Zeigefinger mit Faust, 59. Daumen gestreckt an zur Handfläche gebogenen Zeigefinger sowie Mittelfinger mit Faust, 60. Daumen gestreckt unter zur Handfläche gebogenen Zeigefinger gesteckt sowie Mittelfinger mit Faust, 61. Daumen und Zeigefinger zum Kreis verbunden gebogen sowie Mittelfinger mit Faust, 62. gerader nach vorn gestreckter Daumen sowie Zeige- und Mittelfinger mit Faust, 63. Daumen schräg nach oben gestreckt an verbundene Zeige- und Mittelfinger mit Faust, 64. Daumen schräg nach oben gestreckt unter verbundene Zeige- und Mittelfinger gesteckt mit Faust, 65. Daumen schräg nach oben gestreckt an gerade nach vorn gestreckten Mittelfinger gedrückt und Zeigefinger mit Faust, 66. Daumen schräg nach oben gestreckt unter gerade nach vorn gestreckten Mittelfinger gesteckt und nach oben zum Dreieck geformten Zeigefinger an Mittelfinger gedrückt mit Faust, 67. Daumen schräg nach oben gestreckt unter gerade nach vorn gestreckten Mittelfinger gesteckt und Zeigefinger mit Faust sowie 68. Daumen schräg nach oben gestreckt an gerade nach vorn gestreckten Mittelfinger gedrückt und nach oben gebogenen Zeigefinger an Mittelfinger gedrückt mit Faust.
Die 4. Gruppe 4-Finger-Hand besteht aus den 8 Basissymbolen 69. gespreizter Zeige-, Mittel-, Ring- und kleiner Finger sowie Daumen an Handfläche gedrückt, 70. gebogener Zeige-, Mittel-, Ring- und kleiner Finger sowie Daumen an Handfläche gedrückt, 71. schräg nach oben gestreckter Zeige-, Mittel-, Ring- und kleiner Finger sowie Daumen an Handfläche gedrückt, 72. Zeige-, Mittel-, Ring- und kleiner Finger sowie Daumen an Handfläche gedrückt, 73. jeweils Zeige- und Mittelfinger sowie Ring- und kleiner Finger verbunden und nach außen gezogen sowie Daumen an Handfläche gedrückt, 74. gekrümmter Zeige-, Mittel-, Ring- und kleiner Finger sowie Daumen an Handfläche gedrückt, 75. Zeige-, Mittel-, Ring- und kleiner Finger gebogen auf an Handfläche Daumen gedrückt gestellt sowie 76. nach vorn gestreckter Zeige-, Mittel-, Ring- und kleiner Finger sowie Daumen an Handfläche gedrückt.
Die 5. Gruppe 5-Finger-Hand besteht aus den 58 Basissymbolen (Teil 1 5-Finger gespreizt von 77. - 90., Teil 2 5-Finger zusammen von 91. - 102., Teil 3 5-Finger zusammengebogen von 103. - 108., Teil 4 5-Finger zusammen im Kreis von 109. - 119., Teil 5 5-Finger zusammen im Winkel von 120. - 134.) 77. gespreizte Finger mit flacher Hand, 78. gespreizte Finger mit flachem Handballen in Handgelenksansicht, 79. gespreizter Daumen und restlichen 4 Finger gebogen mit flacher Hand, 80. gespreizter Daumen und restliche 4 Finger gebogen mit flachem Handballen in Handgelenksansicht, 81. gebogene Finger mit flacher Hand, 82. gebogene Finger mit flachem Handballen in Handgelenksansicht, 83. gerade nach vorn gestreckter Daumen mit 4 restlichen gespreizten Fingern und flacher Hand, 84. gebogene gespreizte Finger mit gewölbter Hand, 85. groß raumeinnehmend gebogene gespreizte Finger mit gewölbter Hand, 86. gerade nach vorn gestreckter Daumen mit 4 restlichen gespreizten gebogenen Fingern sowie gewölbter Hand, 87. locker nach vorn gebogene Finger mit locker gebogener Hand, 88. gerade nach vorn gestreckte gespreizte Finger mit flacher Hand, 89. gerader nach außen gestreckter Daumen mit 4 restlichen nach vorn gestreckten gespreizten Fingern sowie flacher Hand, 90. gerade nach oben gestreckter Daumen an Handfläche gedrückt mit 4 restlichen gerade nach vorn gestreckten gespreizten Fingern und flacher Hand, 91. Flachhand (Finger gerade nach oben mit flacher Hand), 92. Finger gerade nach oben und flacher Hand sowie Handstellung zwischen Handfläche und Handkante zum Gebärdenden, 93. Finger gerade nach oben mit flachem Handballen in Handgelenksansicht, 94. Daumen gerade zur Seite gestreckt mit 4 restlichen Fingern gerade nach oben und flacher Hand, 95. Daumen gerade zur Seite gestreckt mit 4 restlichen Fingern gerade nach oben und flachem Handballen in Handgelenksansicht, 96. Daumen ohne Berührung zur Hand gebeugt mit 4 restlichen Fingern gerade nach oben und flacher Hand, 97. gerade nach vorn gestreckter Daumen mit 4 restlichen Fingern gerade nach oben und flacher Hand, 98. gerade nach oben gestreckter abgespreizter Daumen und Zeigefinger mit 3 restlichen Fingern gerade nach oben sowie flacher Hand, 99. jeweils Zeige- und Mittelfinger sowie Ring- und kleiner Finger verbunden und nach außen gezogen mit Daumen gerade nach oben gestreckt an Hand gedrückt und flacher Hand, 100. jeweils Zeige- und Mittelfinger sowie Ring- und kleiner Finger verbunden und nach außen gezogen mit Daumen nach außen gestreckte und flacher Hand, 101. jeweils Zeige- und Mittelfinger sowie Ring- und kleiner Finger verbunden und nach außen gezogen mit Daumen ohne Berührung zur Hand gebeugt, 102. schräg nach oben gestreckter abgespreizter kleiner Finger mit 4 restlichen Fingern gerade nach oben und flacher Hand, 103. Finger gekrümmt zur Handfläche ohne Berührung mit flacher Hand (Klaue), 104. gerade nach außen gestreckter Daumen mit 4 restlichen Fingern zur Handfläche gekrümmt ohne Berührung und flacher Hand, 105. gerade nach oben gestreckter Daumen an Handfläche gedrückt mit 4 restlichen Fingern zur Handfläche gekrümmt ohne Berührung und flacher Hand, 106. gerade nach vorn gestreckter Daumen mit 4 restlichen Fingern zur Handfläche gekrümmt ohne Berührung und flacher Hand, 107. 4 Finger zur Handfläche gekrümmt ohne Berührung mit schräg nach oben gestrecktem Daumen der an Fingerkuppen Mittel- und Ringfinger gedrückt sowie flacher Hand, 108. 4 Finger zur Handfläche gekrümmt ohne Berührung mit schräg nach oben gestrecktem Daumen der an Fingerspitzen Mittel- und Ringfinger gedrückt sowie flacher Hand, 109. gerade nach vorn gestreckter Daumen mit 4 restlichen Fingern locker nach oben gebogen sowie flacher Hand, 110. schräg nach oben gestreckter Daumen mit 4 restlichen Fingern nach oben gebogen sowie flacher Hand, 111. nach oben außen gestreckter Daumen mit 4 restlichen Fingern locker nach oben gebeugt und flacher Hand, 112. nach oben außen gestreckter Daumen mit 4 restlichen Fingern nach oben gebeugt und flacher Hand, 113. gerade nach oben gestreckter Daumen an Hand gedrückt mit 4 restlichen Fingern locker nach oben gebogen sowie flacher Hand, 114. gerade nach oben gestreckter Daumen mit 4 restlichen Fingern nach oben gebogen sowie flacher Hand, 115. schräg nach vorn gestreckter Daumen mit 4 restlichen Fingern locker nach oben gebogen sowie flacher Hand, 116. schräg nach vorn gestreckter Daumen mit 4 restlichen Fingern nach oben gebogen sowie flacher Hand, 117. schräg nach oben gestreckter Daumen mit Berührung von Daumeninnenseite oben/mittig mit Zeigefingerspitze sowie 4 restlichen Fingern gebeugt und flacher Hand, 118. schräg nach oben gestreckter Daumen mit Berührung von Daumeninnenseite unten mit Zeigefingerspitze sowie 4 restlichen Fingern stark gebeugt und flacher Hand, 119. offene Faust (Finger zum Kreis gebogen mit flacher Hand), 120. Finger zum Oval gebogen mit flacher Hand, 121. schräg nach oben außen gestreckter Daumen mit 4 restlichen Fingern nach vorn gebogen und flacher Hand, 122. gerade nach oben gestreckter Daumen an Hand gedrückt mit 4 restlichen Fingern nach vorn gebogen und flacher Hand, 123. gerade nach vorn gestreckter Daumen mit 4 restlichen Fingern nach vorn gebogen und flacher Hand, 124. schräg nach vorn unten gestreckter Daumen mit 4 restlichen Fingern schräg nach oben gestreckt und flacher Hand, 125. gerade nach vorn gestreckter Daumen mit 4 restlichen Fingern schräg nach oben gestreckt und flacher Hand, 126. gerade nach vorn gestreckte Finger ohne Berührung Daumen und Finger sowie flacher Hand, 127. schräg nach oben gestreckter Daumen mit 4 restlichen Fingern gerade nach vorn gestreckt ohne Berührung und flacher Hand, 128. schräg nach oben außen gestreckter Daumen mit 4 restlichen Fingern nach schräg oben gestreckt und flacher Hand, 129. schräg nach oben außen gestreckter Daumen mit 4 restlichen Fingern gerade nach vorn gestreckt und flacher Hand, 130. gerade nach oben gestreckter Daumen an Hand gedrückt mit 4 restlichen Fingern schräg nach oben gestreckt und flacher Hand, 131. gerade nach oben gestreckter Daumen an Hand gedrückt mit 4 restlichen Fingern gerade nach vorn gestreckt und flacher Hand, 132. schräg nach oben gestreckter Daumen an Zeigefinger gedrückt mit 4 restlichen Fingern gerade nach vorn gestreckt und flacher Hand, 133. schräg nach oben gestreckter Daumen zwischen Mittel- und Ringfinger mit 4 restlichen Fingern gerade nach vorn gestreckt und flacher Hand sowie 134. schräg nach oben gestreckter Daumen unter Zeigefinger gedrückt mit 4 restlichen Fingern gerade nach vorn gestreckt und flacher Hand.
Die 6. Gruppe kleiner Finger besteht aus den 30 Basissymbolen 135. Zeige- sowie Mittel- und Ringfinger gespreizt nach oben gestreckt mit Daumen und kleinem Finger verbunden an Handfläche gedrückt mit flacher Hand, 136. Zeige- sowie Mittel- und Ringfinger gespreizt nach oben gestreckt mit Daumen und kleinem Finger zum Kreis verbunden mit flacher Hand, 137. Zeige- sowie Mittel- und Ringfinger gespreizt nach oben gestreckt mit Daumen und kleinem Finger locker gerade nach vorn gestreckt ohne Berührung mit flacher Hand, 138. Zeige- sowie Mittel- und Ringfinger gespreizt nach oben gestreckt mit Daumen und kleinem Finger nach vorn gestreckter miteinander verbunden mit flacher Hand, 139. gerade nach vorn gestreckter kleiner Finger mit 4 restlichen Fingern gerade nach oben gestreckt und flacher Hand, 140. Zeige- sowie Mittel- und Ringfinger nach oben gebeugt mit Daumen und kleinem Finger verbunden an Handfläche gedrückt mit flacher Hand, 141. Zeige- sowie Mittel- und Ringfinger nach oben gestreckt mit Daumen und kleinem Finger verbunden an Handfläche gedrückt und flacher Hand, 142. Zeige- sowie Mittel- und Ringfinger nach vorn gestreckt mit Daumen und kleinem Finger darunter verbunden an Handfläche gedrückt und flacher Hand, 143. gerade nach vorn gestreckter kleiner Finger mit 4 restlichen Fingern gerade nach oben gestreckt (Daumen dabei schräg nach außen) und flacher Hand, 144. gerade nach oben gestreckte gespreizte Daumen und Zeigefinger mit gestaffelten (schräg) nach vorn/oben gestreckten Mittel- sowie Ring- und kleinem Finger und flacher Hand, 145. gerade nach oben gestreckte gespreizte Daumen und Zeigefinger mit gestaffelten (schräg) nach vorn/oben gebeugten Mittel- sowie Ring- und kleinem Finger und flacher Hand, 146. zur Handfläche gebeugter kleiner Finger sowie Berührung mit 4 restlichen Fingern zum Kreis gebogen und flacher Hand, 147. gerade nach oben gestreckter kleiner Finger mit 4 restlichen Fingern zur Handfläche gebeugt und Daumen oben aufgelegt sowie flacher Hand, 148. gerade nach oben gestreckter kleiner Finger mit 4 restlichen Fingern zur Handfläche gebeugt und Daumen untergesteckt sowie flacher Hand, 149. gerade nach oben gestreckter kleiner Finger mit 4 restlichen Fingern zum Kreis gebogen und flacher Hand, 150. gerade nach oben gestreckter kleiner Finger mit 4 restlichen Fingern zum Oval gebogen und flacher Hand, 151. gerade nach oben gestreckter kleiner Finger mit 4 restlichen Fingern sich berührend schräg/gerade nach vorn gebeugt undflacherHand, 152. Faust mit nach oben gebogenen kleinen Finger an Handfläche gedrückt, 153. Faust mit nach oben gebogenen kleinem Finger, 154. Faust mit zueinander gebogenen Daumen und kleinem Finger über der Faust, 155. Faust mit schräg nach oben außen gestrecktem Daumen und kleinem Finger, 156. schräg nach oben außen gestreckter Daumen und kleiner Finger mit 3 restlichen Fingern gerade nach vorn gestreckt und flacher Hand, 157. Faust mit gespreizten gerade/schräg nach oben gestreckten Daumen sowie Zeige- und kleiner Finger, 158. gespreizte gerade/schräg nach oben gestreckter Daumen sowie Zeige- und kleiner Finger mit 2 restlichen Fingern gerade nach vorn gestreckt und flacher Hand, 159. Faust mit gerade nach vorn gestreckten Zeige- und kleinem Finger sowie Daumen gerade nach oben gestreckt an Zeigefinger gedrückt, 160. Faust mit gerade nach vorn gestreckten Zeige- und kleinem Finger sowie schräg nach oben gestrecktem Daumen unter Zeigefinger gedrückt, 161. Faust mit Daumen oben sowie gerade nach oben gestreckten Zeige- und kleiner Finger, 162. gerade nach oben gestreckter Zeige- und kleiner Finger mit 3 restlichen Fingern zum Kreis gebogen und flacher Hand, 163. gerade nach oben gestreckter Zeige- und kleiner Finger mit 3 restlichen Fingern gerade nach vorn gestreckt und flacher Hand sowie 164. gerade nach oben gestreckter Zeige- und kleiner Finger mit 3 restlichen Fingern gerade/schräg nach vorn gestreckt verbunden und flacher Hand.
Die 7. Gruppe Ringfinger besteht aus den 22 Basissymbolen 165. Daumen und Ringfinger zueinander zur Handfläche gebogen und Daumen oben mit 3 restlichen Fingern gespreizt gerade nach oben gestreckt und flacher Hand, 166. Daumen und Ringfinger zum Kreis gebogen mit 3 restlichen Fingern gespreizt nach oben gestreckt und flacher Hand, 167. Daumen und Ringfinger gerade nach vorn gestreckt mit 3 restlichen Fingern gespreizt nach oben gestreckt und flacher Hand, 168. Ringfinger gerade nach vorn gestreckt mit 4 restlichen Fingern gespreizt nach oben gestreckt und flacher Hand, 169. Daumen und Ringfinger gerade/schräg nach vorn gestreckt mit Berührung sowie 3 restlichen Fingern gespreizt nach oben gestreckt und flacher Hand, 170. Daumen und Ringfinger zueinander zur Handfläche gebogen und Daumen oben mit 3 restlichen Fingern gerade nach oben gestreckt und Zeige- mit Mittelfinger gekreuzt sowie flacher Hand, 171. Daumen und Ringfinger zum Kreis gebogen mit 3 restlichen Fingern gerade nach oben gestreckt und Zeige- mit Mittelfinger gekreuzt sowie flacher Hand, 172. Ringfinger zur Handfläche gebogen ohne Berührung mit 4 restlichen Fingern nach oben gestreckt mit Verbindung Zeige- und Mittelfinger und flacher Hand, 173. Ringfinger zur Handfläche gebogen mit Berührung sowie Mittelfinger gerade nach vorn gestreckt und kleiner Finger gerade nach oben gestreckt mit Daumen und Zeigefinger zum Oval verbunden an der Handfläche sowie flacher Hand, 174. Ringfinger zur Handfläche gebogen mit Berührung sowie Mittelfinger gerade nach vorn gestreckt und kleiner Finger gerade nach oben gestreckt mit Daumen und Zeigefinger zum Kreis gebogen mit Berührung seitlich mittig am Mittelfinger sowie flacher Hand, 175. Faust mit Ringfinger schräg nach oben gestreckt und Daumen oben, 176. Faust mit Ringfinger leicht nach oben gebeugt und Daumen oben, 177. Faust mit Ring- und kleinem Finger gespreizt gerade nach oben gestreckt und Daumen oben, 178. gespreizte gerade nach oben gestreckter Ring- und kleiner Finger mit 3 restlichen Fingern zum Kreis gebogen und flacher Hand, 179. gespreizte gerade nach oben gestreckter Ring- und kleiner Finger mit 3 restlichen Fingern zum Oval gebogen und flacher Hand, 180. gespreizte gerade nach oben gestreckter Ring- und kleiner Finger mir 3 restlichen Fingern gerade/schräg nach vorn gestreckte mit Berührung und flacher Hand, 181. Faust mit gespreizten gerade nach oben gestreckten Ring- und Mittelfinger sowie Daumen oben, 182. Faust mit gerade nach oben gestreckten Ring- und Mittelfinger sowie Daumen oben, 183. Faust mit Ring- und Mittelfinger leicht nach oben gebogen und Daumen oben, 184. Faust mit Zeige- und Ringfinger gerade nach oben gestreckt und Daumen oben, 185. Faust mit gerade/schräg nach oben/außen gestrecktem Daumen und Ringfinger sowie 186. Faust mit leicht nach oben gebogenen Ringfinger und untergestecktem Daumen.
Die 8. Gruppe Mittelfinger besteht aus den 19 Basissymbolen 187. Daumen und Mittelfinger zur Handfläche gebogen mit Daumen oben und 3 restlichen Fingern nach oben gestreckt sowie flacher Hand, 188. Daumen und Mittelfinger zum Kreis gebogen mit 3 restlichen Fingern gespreizt gerade nach oben gestreckt und flacher Hand, 189. Daumen und Mittelfinger zum Kreis gebogen mit Berührung an Daumenunterseite und Mittelfingerkuppe und 3 restlichen Fingern gespreizt gerade nach oben gestreckt mit flacher Hand, 190. Daumen und Mittelfinger zum Kreis gebogen mit Berührung seitlich an Daumenoberseite und Mittelfingerseite und 3 restlichen Fingern gespreizt gerade nach oben gestreckt mit flacher Hand, 191. Daumen und Mittelfinger zur Handfläche gebogen ohne Berührung mit Mittelfinger oben sowie 3 restlichen Fingern gespreizt gerade nach oben gestreckt und flacher Hand, 192. Daumen und Mittelfinger zum Kreis gebogen mit Berührung an Daumenspitze und Mittelfingerunterseite und 3 restlichen Fingern gespreizt gerade nach oben gestreckt mit flacher Hand, 193. Daumen und Mittelfinger zum offenen Kreis gebogen mit 3 restlichen Fingern gespreizt gerade nach oben gestreckt und flacher Hand, 194. Daumen und Mittelfinger gerade nach vorn gestreckt mit 3 restlichen Fingern gespreizt gerade nach oben gestreckt und flacher Hand, 195. Daumen und Mittelfinger zum Dreieck gestreckt mit Berührung an Daumenkuppe und Mittelfingerseite und 3 restlichen Fingern gespreizt gerade nach oben gestreckt mit flacher Hand, 196. Daumen und Mittelfinger zum Dreieck gestreckt mit Berührung an Daumenspitze und Mittelfingerunterseite und 3 restlichen Fingern gespreizt gerade nach oben gestreckt mit flacher Hand, 197. Mittelfinger zur Handfläche gebogen mit 4 restlichen Fingern gespreizt gerade nach oben gestreckt und flacher Hand, 198. gerade nach vorn gestreckter Mittelfinger mit 4 restlichen Fingern gespreizt gerade nach oben gestreckt und flacher Hand, 199. Faust mit gerade nach oben gestrecktem Mittelfinger, 200. gerade nach oben gestreckter Mittelfinger mit 4 restlichen Fingern zum Kreis gebogen und flacher Hand, 201. Faust mit Mittelfinger leicht nach oben gebogen, 202. Faust mit Daumen und Mittelfinger gerade nach oben gestreckt, 203. Faust mit Mittelfinger leicht nach oben gebogen und Daumen untergesteckt, 204. Faust mit gerade nach oben gestreckten Daumen sowie Mittel- und kleiner Finger sowie 205. Faust mit gerade nach oben gestrecktem Mittel- und kleinem Finger. 
Die 9. Gruppe Zeigefinger und Daumen besteht aus den 40 Basissymbolen (Teil 1 Daumen- und Zeigefingerberührung von 206.-220., Teil 2 Daumen und Zeigefinger raus von 221.-245.) 206. Daumen und Zeigefinger zum Kreis gebogen mit Berührung der Fingerkuppen und 3 restlichen Fingern gespreizt gerade nach oben gestreckt sowie flacher Hand, 207. Daumen und Zeigefinger zum Kreis gebogen mit 3 restlichen Fingern gespreizt gerade nach oben gestreckt und flacher Hand, 208. Daumen und Zeigefinger zum Kreis gebogen mit Berührung an Daumenunterseite und Zeigefingerkuppe sowie 3 restlichen Fingern gespreizt gerade nach oben gestreckt und flacher Hand, 209. Daumen und Zeigefinger zum offenen Kreis gebogen mit 3 restlichen Fingern gespreizt gerade nach oben gestreckt und flacher Hand, 210. Daumen und Zeigefinger gerade nach vorn gestreckt mit 3 restlichen Fingern gespreizt gerade nach oben gestreckt und flacher Hand, 211. Daumen und Zeigefinger gerade/schräg nach vorn gestreckt mit Berührung an Daumenkuppe und Zeigefingerseite sowie 3 restlichen Fingern gespreizt gerade nach oben gestreckt und flacher Hand, 212. Daumen und Zeigefinger gerade/schräg nach vorn gestreckt mit Berührung an oben Vorderseite Daumenkuppe und Zeigefingerseite sowie 3 restlichen Fingern gespreizt gerade nach oben gestreckt und flacher Hand, 213. Daumen und Zeigefinger gerade/schräg nach vorn gestreckt mit Berührung Kuppen von Daumen und Zeigefinger sowie 3 restlichen Fingern gespreizt gerade nach oben gestreckt und flacher Hand, 214. Daumen und Zeigefinger zum Kreis gebogen mit 3 restlichen Fingern gespreizt gerade nach oben gebogen und flacher Hand, 215. Daumen und Zeigefinger zur Handfläche gebogen ohne Berührung mit 3 restlichen Fingern gerade nach oben gestreckt und flacher Hand, 216. gebogener Zeigefinger mit schräg nach oben außen gestrecktem Daumen sowie 3 restlichen Fingern gerade nach oben gestreckt und flacher Hand, 217. Daumen und Zeigefinger zum Dreieck gestreckt/gebogen mit Berührung an Daumenkuppe und Zeigefingerseite sowie 3 restlichen Fingern gerade nach oben gestreckt und flacher Hand, 218. Daumen und Zeigefinger zum Dreieck gestreckt/gebogen mit Berührung an Daumenkuppenvorderseite und Zeigefingerseite sowie 3 restlichen Fingern gerade nach oben gestreckt und flacher Hand, 219. Daumen und Zeigefinger zum Dreieck gestreckt/gebogen mit Berührung an Daumenspitze und Mittelfingerunterseite sowie 3 restlichen Fingern gerade nach oben gestreckt und flacher Hand, 220. Daumen schräg nach oben gestreckt und Zeigefinger gerade nach vorn gestreckt mit 3 restlichen Fingern gespreizt gerade nach oben gestreckt und flacher Hand, 221. Faust mit gerade/schräg nach oben (außen) gestrecktem Zeigefinger und Daumen, 222. gerade/schräg nach oben (außen) gestreckte Daumen und Zeigefinger mit 3 restlichen Fingern gerade nach vorn gestreckt und flacher Hand, 223. Faust mit gespreizten gerade nach oben oben gestrecktem Daumen und Zeigefinger, 224. Faust mit gerade nach oben gestrecktem Daumen und Zeigefinger, 225. Faust mit gerade nach oben gestrecktem Zeigefinger und nach vorn gebogenen Daumen, 226. Faust mit nach oben gebogenen Zeigefinger und schräg nach oben gestrecktem Daumen, 227. Faust mit nach oben gebogenen Daumen und Zeigefinger, 228. Faust mit schräg nach vorn/oben außen gestrecktem Zeigefinger und Daumen, 229. Faust mit gerade nach vorn/oben gestrecktem Daumen und Zeigefinger, 230. Faust mit gerade nach vorn gestrecktem Daumen und nach oben gebogenen Zeigefinger, 231. Faust mit zum Oval nach oben gebogenen Daumen und Zeigefinger und Berührung an Fingerspitzen, 232. Faust mit Daumen nach vorn gestreckt und Zeigefinger leicht nach oben gebogen sowie Berührung an Daumenunterseite und Zeigefingerkuppe, 233. Faust mit zum Kreis verbundenen Daumen und Zeigefinger sowie Berührung an Daumenvorderseite und Zeigefingerseite, 234. Daumen und Zeigefinger zum Kreis gebogen mit Berührung an Daumenvorderseite und Zeigefingerseite sowie 3 restlichen Fingern nach oben gebogen mit flacher Hand, 235. Faust mit gerade nach oben gestrecktem/gebogenen Daumen und Zeigefinger, 236. Faust mit zum Kreis gebogenen Daumen und Zeigefinger sowie Berührung an Fingerspitzen, 237. Faust mit zum offenen Kreis gebogenen Daumen und Zeigefinger, 238. Faust mit zum weit offenen Kreis gebogenen Daumen und Zeigefinger, 239. Faust mit gerade/schräg nach vorn/oben gestreckten Daumen und Zeigefinger, 240. Faust mit gerade nach vorn gestreckten Daumen und Zeigefinger, 241. Faust mit gerade/schräg nach vorn gestreckten Zeigefinger und Daumen, 242. Faust mit gerade/schräg nach vorn/oben gestreckten Zeigefinger und Daumen, 243. Faust mit zum Dreieck gestreckten Daumen und Zeigefinger sowie Berührung an Daumeninnenseite und Zeigefingerseite, 244. Faust mit zum Dreieck gestreckten Daumen und Zeigefinger sowie Berührung an Daumenvorderseite und Zeigefingerseite und 245. Faust mit gerade/schräg nach vorn gestreckten Zeigefinger und Daumen sowie Berührung an Fingerkuppen. 
Die 10. Gruppe Daumen besteht aus den 16 Basissymbolen 246. Faust mit gerade nach außen gestreckten Daumen, 247. Faust mit gerade nach außen gestreckten Daumen in Handgelenksansicht, 248. Faust mit schräg nach oben außen gestreckten Daumen, 249. Faust mit gerade nach oben gestrecktem Daumen an Hand gedrückt, 250. Faust mit nach vorn gebogenen Daumen, 251. Faust mit schräg nach vorn oben gestreckten Daumen, 252. Faust mit gerade nach oben gestreckten Daumen zwischen Zeige- und Mittelfinger gesteckt, 253. Faust mit gerade nach oben gestreckten Daumen zwischen Mittel- und Ringfinger gesteckt, 254. Faust mit gerade nach oben gestreckten Daumen zwischen Ring- und kleinen Finger gesteckt, 255. Faust mit Zeige- und Mittelfinger leicht nach oben gebogen und Daumen an Handfläche gedrückt untergesteckt, 256. Faust mit Daumen über Faust gelegt, 257. Faust mit leicht nach oben gebogenen Zeige- sowie Mittel- und Ringfinger mit Daumen an Handfläche gedrückt untergesteckt, 258. Faust mit Daumen an Handfläche gedrückt untergesteckt, 259. Faust mit nach oben gebogenen Fingern zur Handfläche gebeugt und Daumen an gebogene Finger gedrückt, 260. geschlossene Faust (Faust mit Daumen über Faust gelegt) sowie 261. geschlossene Faust in Handgelenksansicht (Faust mit Daumen über Faust gelegt in Handgelenksansicht).

#### Bewegungen
Bei den Bewegungen in der Kategorie 2 gibt es die 10 Gruppen 11. Kontakt, 12. Fingerbewegung, 13. gerade Wandebene, 14. gerade Diagonalebene, 15. gerade Grundfläche, 16. Kurven parallele Wandebene, 17. Kurven treffen Wandebene, 18. Kurven treffen auf Bodenebene, 19. Kurven parallele Bodenebene sowie 20. Kreise. Darin sind Kontaktsymbole, kleine Fingerbewegungen, gerade und gebogene Pfeile sowie Kreise enthalten. Die Fenster-/Wandebene (Front Wall Plane) umfasst Bewegungen parallel zur Wand und die Tisch-/Bodenebene (Floor Plane) umfasst Bewegungen parallel zum Boden. Die Bewegungen bei Gebärden sind dadurch erkennbar.
Variationen, Füllungen/Unterarten eines Symbols und Rotationen gibt es hier teilweise. Bewegungssymbole können 1-3x je nach Häufigkeit der Bewegung vorhanden sein. Doppelstämmige Pfeile zeigen die Bewegung parallel zur Wand und einstämmige Pfeile stehen für Bewegungen parallel zum Boden. Eine hohle Pfeilspitze zeigt die Bewegung der linken Hand. Die Bewegung der rechten Hand zeigt eine ausgefüllte durchgezogene Pfeilspitze. Eine offene Pfeilspitze symbolisiert denselben Bewegungsweg von beiden Händen.
Die 11. Gruppe Kontakt besteht aus den 17 Basissymbolen 262. Berührung einmal, 263. Berührung mehrmals, 264. Berührung zwischendurch, 265. Greifen einmal, 266. Greifen mehrmals, 267. Greifen zwischendurch, 268. Schlag einmal, 269. Schlag mehrmals, 270. Schlag zwischendurch, 271. Streichen einmal, 272. Streichen mehrmals, 273. Streichen zwischendurch, 274. Reiben einmal, 275. Reiben mehrmals, 276. Reiben zwischendurch, 277. Oberflächenkontakt sowie 278. Oberflächenkontakt zwischendurch.
Die 12. Gruppe Fingerbewegung besteht aus den 20 Basissymbolen 279. Finger mittig einmal groß gebogen, 280. Finger mittig einmal klein gebogen, 281. Finger mittig mehrfach wiederholend groß gebogen, 282. Finger mittig mehrfach wiederholend klein gebogen, 283. Finger mittig sequentiell gebogen, 284. Finger mittig einmal groß gestreckt, 285. Finger mittig einmal klein gestreckt, 286. Finger mittig mehrfach wiederholend groß gestreckt, 287. Finger mittig mehrfach wiederholend klein gestreckt, 288. Finger mittig sequentiell gestreckt, 289. Finger mittig abwechselnd beugend und streckend, 290. Finger gerade gestreckt groß auf- und abwärts bewegt, 291. Finger gerade gestreckt klein auf- und abwärts bewegt, 292. Finger gerade gestreckt sequentiell nach oben, 293. Finger gerade gestreckt sequentiell nach unten, 294. Finger gerade gestreckt abwechselnd groß auf- und abwärts bewegt, 295. Finger gerade gestreckt abwechselnd klein auf- und abwärts bewegt, 296. Finger gerade gestreckt seitlich nach außen bewegt, 297. Bewegung eines Fingerkontakts auf Wandebene sowie 298. Bewegung eines Fingerkontakts auf Bodenebene.  
Die 13. Gruppe gerade Wandebene besteht aus den 42 Basissymbolen 299. einzelne kleine gerade Bewegung auf Wandebene, 300. einzelne mittlere gerade Bewegung auf Wandebene, 301. einzelne große gerade Bewegung auf Wandebene, 302. einzelne größte gerade Bewegung auf Wandebene, 303. einzelne Handgelenksbeugung auf Wandebene, 304. doppelte gerade Bewegung auf Wandebene, 305. doppelte Handgelenksbeugung auf Wandebene, 306. doppelte abwechselnde Bewegung auf Wandebene, 307. doppelte abwechselnde Handgelenksbeugung auf Wandebene, 308. Querbewegung auf Wandebene, 309. dreifach gerade Bewegung auf Wandebene, 310. dreifache Handgelenksbeugung auf Wandebene, 311. dreifach abwechselnde Bewegung auf Wandebene, 312. dreifach abwechselnde Handgelenksbeugung, 313. kleine Biegung auf Wandebene, 314. mittlere Biegung auf Wandebene, 315. große Biegung auf Wandebene, 316. kleine Eckbewegung auf Wandebene, 317. mittlere Eckbewegung auf Wandebene, 318. große Eckbewegung auf Wandebene, 319. Eckbewegung mit Drehung auf Wandebene, 320. kleine Hakenbewegung auf Wandebene, 321. mittlere Hakenbewegung auf Wandebene, 322. große Hakenbewegung auf Wandebene, 323. kleine offene Kistenbewegung auf Wandebene, 324. mittlere offene Kistenbewegung auf Wandebene, 325. große offene Kistenbewegung auf Wandebene, 326. kleine Zickzackbewegung auf Wandebene, 327. mittlere Zickzackbewegung auf Wandebene, 328. große Zickzackbewegung auf Wandebene, 329. kleine Schlangenbewegung auf Wandebene, 330. mittlere Schlangenbewegung auf Wandebene, 331. große Schlangenbewegung auf Wandebene, 332. gerade Bewegung mit einmal Unterarmdrehung nach innen auf Wandebene, 333. gerade Bewegung mit doppelter Unterarmdrehung nach innen auf Wandebene, 334. gerade Bewegung mit abwechselnder Unterarmdrehung nach innen und außen auf Wandebene, 335. gerade Bewegung auf Wandebene mit einmal Unterarmdrehung nach innen auf Bodenebene, 336. gerade Bewegung auf Wandebene mit doppelter Unterarmdrehung nach innen auf Bodenebene, 337. gerade Bewegung auf Wandebene mit abwechselnder Unterarmdrehung nach innen und außen auf Bodenebene, 338. gerade Bewegung auf Wandebene mit geschütteltem Unterarm auf Bodenebene, 339. gerade Bewegung mit einmaligem Unterarmkreis auf Wandebene, 340. gerade Bewegung mit doppeltem Unterarmkreis auf Wandebene sowie 341. gerade Bewegung mit dreifachen Unterarmkreis auf Wandebene.   
Die 14. Gruppe gerade Diagonalebene besteht aus den 16 Basissymbolen 342. gerade kleine diagonale Wegbewegung, 343. gerade mittlere diagonale Wegbewegung, 344. gerade große diagonale Wegbewegung, 345. gerade größte diagonale Wegbewegung, 346. gerade kleine Bewegung in diagonaler Richtung, 347. gerade mittlere Bewegung in diagonaler Richtung, 348. gerade große Bewegung in diagonaler Richtung, 349. gerade größte Bewegung in diagonaler Richtung, 350. gerade kleine diagonale Wegbewegung dazwischen, 351. gerade mittlere diagonale Wegbewegung dazwischen, 352. gerade große diagonale Wegbewegung dazwischen, 353. gerade größte diagonale Wegbewegung dazwischen, 354. gerade kleine Bewegung in diagonaler Richtung dazwischen, 355. gerade mittlere Bewegung in diagonaler Richtung dazwischen, 356. gerade große Bewegung in diagonaler Richtung dazwischen sowie 357. gerade größte Bewegung in diagonaler Richtung dazwischen.   
Die 15. Gruppe gerade Grundfläche besteht aus den 35 Basissymbolen 358. einzelne kleine gerade Bewegung auf Bodenebene, 359. einzelne mittlere gerade Bewegung auf Bodenebene, 360. einzelne große gerade Bewegung auf Bodenebene, 361. einzelne größte gerade Bewegung auf Bodenebene, 362. einzelne gerade Handgelenksbeugung auf Bodenebene, 363. doppelte gerade Bewegung auf Bodenebene, 364. doppelte gerade Handgelenksbeugung auf Bodenebene, 365. doppelte abwechselnde Bewegung vor und zurück auf Bodenebene, 366. doppelte abwechselnde Handgelenksbeugung vor und zurück auf Bodenebene, 367. gerade Kreuzbewegung auf Bodenebene, 368. dreifache gerade Bewegung auf Bodenebene, 369. dreifache gerade Handgelenksbeugung auf Bodenebene, 370. dreifache abwechselnde Bewegung vor und zurück auf Bodenebene, 371. dreifache abwechselnde Handgelenksbeugung vor und zurück auf Bodenebene, 372. gerade Biegung auf Bodenebene, 373. kleine Eckbewegung auf Bodenebene, 374. mittlere Eckbewegung auf Bodenebene, 375. große Eckbewegung auf Bodenebene, 376. Hakenbewegung auf Bodenebene, 377. kleine offene Kistenbewegung auf Bodenebene, 378. mittlere offene Kistenbewegung auf Bodenebene, 379. große offene Kistenbewegung auf Bodenebene, 380. kleine Zickzackbewegung auf Bodenebene, 381. mittlere Zickzackbewegung auf Bodenebene, 382. große Zickzackbewegung auf Bodenebene, 383. kleine Schlangenbewegung auf Bodenebene, 384. mittlere Schlangenbewegung auf Bodenebene, 385. große Schlangenbewegung auf Bodenebene, 386. gerade Bewegung mit einmal Unterarmdrehung nach innen auf Bodenebene, 387. gerade Bewegung mit doppelter Unterarmdrehung nach innen auf Bodenebene, 388. gerade Bewegung mit abwechselnder Unterarmdrehung nach innen und außen auf Bodenebene, 389. gerade Bewegung auf Bodenebene und einmal Unterarmdrehung nach innen auf Wandebene, 390. gerade Bewegung auf Bodenebene und doppelter Unterarmdrehung nach innen auf Wandebene, 391. gerade Bewegung auf Bodenebene mit abwechselnder Unterarmdrehung nach innen und außen auf Wandebene sowie 392. gerade Bewegung mit geschütteltem Unterarm auf Bodenebene.   
Die 16. Gruppe Kurven parallele Wandebene besteht aus den 30 Basissymbolen 393. kleine Viertelkreisbewegung auf Wandebene, 394. mittlere Viertelkreisbewegung auf Wandebene, 395. große Viertelkreisbewegung auf Wandebene, 396. größte Viertelkreisbewegung auf Wandebene, 397. kleine Halbkreisbewegung auf Wandebene, 398. mittlere Halbkreisbewegung auf Wandebene, 399. große Halbkreisbewegung auf Wandebene, 400. größte Halbkreisbewegung auf Wandebene, 401. kleine Dreiviertelkreisbewegung auf Wandebene, 402. mittlere Dreiviertelkreisbewegung auf Wandebene, 403. kleine Buckelbewegungen auf Wandebene, 404. mittlere Buckelbewegungen auf Wandebene, 405. große Buckelbewegungen auf Wandebene, 406. kleine Schleifenbewegung auf Wandebene, 407. mittlere Schleifenbewegung auf Wandebene, 408. große Schleifenbewegung auf Wandebene, 409. kleine doppelte Schleifenbewegung auf Wandebene, 410. kleine Doppelwellenbewegung auf Wandebene, 411. mittlere Doppelwellenbewegung auf Wandebene, 412. große Doppelwellenbewegung auf Wandebene, 413. kleine Dreifachwellenbewegung auf Wandebene, 414. mittlere Dreifachwellenbewegung auf Wandebene, 415. große Dreifachwellenbewegung auf Wandebene, 416. Kurve mit anschließend gerader Bewegung auf Wandebene, 417. kleine Kreuzkreisbewegung auf Wandebene, 418. mittlere Kreuzkreisbewegung auf Wandebene, 419. einzelne Rotationsbewegung des Unterarms nach innen auf Wandebene, 420. doppelte Rotationsbewegung des Unterarms nach innen auf Wandebene, 421. abwechselnde Rotationsbewegung des Unterarms nach innen und außen auf Wandebene sowie 422. schüttelnde Rotationsbewegung des Unterarms auf Wandebene.   
Die 17. Gruppe Kurven treffen Wandebene besteht aus den 17 Basissymbolen 423. Kurvenbewegung trifft auf Vorderwand, 424. Buckelbewegung trifft auf Vorderwand, 425. Schleifenbewegung trifft auf Vorderwand, 426. Wellenbewegung trifft auf Vorderwand, 427. einmalige Rotationsbewegung schlägt vorne auf Vorderwand, 428. doppelte Rotationsbewegung schlägt vorne auf Vorderwand, 429. abwechselnde Rotationsbewegung schlägt vorne und hinten auf Vorderwand, 430. Kurvenbewegung trifft auf Brust, 431. Buckelbewegung trifft auf Brust, 432. Schleifenbewegung trifft auf Brust, 433. Wellenbewegung trifft auf Vorderwand, 434. einmalige Rotationsbewegung schlägt vorne auf Vorderwand, 435. doppelte Rotationsbewegung schlägt vorne auf Vorderwand, 436. abwechselnde Rotationsbewegung schlägt vorne und hinten auf Vorderwand, 437. kleine diagonale Wellenbewegung, 438. mittlere diagonale Wellenbewegung sowie 439. große diagonale Wellenbewegung.   
Die 18. Gruppe Kurven treffen auf Bodenebene besteht aus den 30 Basissymbolen 440. kleine Kurvenbewegung trifft Decke, 441. große Kurvenbewegung trifft Decke, 442. kleine doppelte Buckelbewegung trifft Decke, 443. große doppelte Buckelbewegung trifft Decke, 444. kleine dreifache Buckelbewegung trifft Decke, 445. große dreifache Buckelbewegung trifft Decke, 446. kleine einmalige Schleifenbewegung trifft auf Decke, 447. große einmalige Schleifenbewegung trifft auf Decke, 448. kleine doppelte Schleifenbewegung trifft auf Decke, 449. große doppelte Schleifenbewegung trifft auf Decke, 450. kleine Wellenbewegung schlägt an Decke, 451. große Wellenbewegung schlägt an Decke, 452. einmalige Rotationsbewegung schlägt vorne an Decke, 453. doppelte Rotationsbewegung schlägt vorne an Decke, 454. abwechselnde Rotationsbewegung schlägt vorne und hinten an Decke, 455. kleine Kurvenbewegung trifft auf Bodenebene, 456. große Kurvenbewegung trifft auf Bodenebene, 457. kleine doppelte Buckelbewegung schlägt auf Bodenebene, 458. große doppelte Buckelbewegung schlägt auf Bodenebene, 459. kleine dreifache Buckelbewegung schlägt auf Bodenebene, 460. große dreifache Buckelbewegung schlägt auf Bodenebene, 461. kleine einmalige Schleifenbewegung trifft auf Bodenebene, 462. große einmalige Schleifenbewegung trifft auf Bodenebene, 463. kleine doppelte Schleifenbewegung trifft auf Bodenebene, 464. große doppelte Schleifenbewegung trifft auf Bodenebene, 465. kleine Wellenbewegung trifft auf Bodenebene, 466. große Wellenbewegung trifft auf Bodenebene, 467. einmalige Rotationsbewegung schlägt nach oben auf Bodenebene, 468. doppelte Rotationsbewegung schlägt nach oben auf Bodenebene sowie 469. abwechselnde Rotationsbewegung schlägt nach oben und unten auf Bodenebene.   
Die 19. Gruppe Kurven parallele Bodenebene besteht aus den 14 Basissymbolen 470. kleine Kurvenbewegung auf Bodenebene, 471. mittlere Kurvenbewegung auf Bodenebene, 472. große Kurvenbewegung auf Bodenebene, 473. größte Kurvenbewegung auf Bodenebene, 474. kombinierte Kurvenbewegung auf Bodenebene, 475. kleine Buckelbewegungen auf Bodenebene, 476. kleine Schleifenbewegung auf Bodenebene, 477. Schlangenbewegung auf Bodenebene, 478. kleine Wellenbewegung auf Bodenebene, 479. große Wellenbewegung auf Bodenebene, 480. einmalige Rotationsbewegung des Unterarms nach innen auf Bodenebene, 481. doppelte Rotationsbewegung des Unterarms nach innen auf Bodenebene, 482. abwechselnde Rotationsbewegung des Unterarms nach innen und außen auf Bodenebene sowie 483. schüttelnde Rotationsbewegung des Unterarms auf Bodenebene.   
Die 20. Gruppe Kreise besteht aus den 20 Basissymbolen 484. einmaliger kleiner Armkreis auf Wandebene, 485. einmaliger mittlerer Armkreis auf Wandebene, 486. doppelter kleiner Armkreis auf Wandebene, 487. doppelter mittlerer Armkreis auf Wandebene, 488. einmaliger kleiner Armkreis trifft auf Wandebene, 489. einmaliger mittlerer Armkreis trifft auf Wandebene, 490. einmaliger großer Armkreis trifft auf Wandebene, 491. doppelter kleiner Armkreis trifft auf Wandebene, 492. doppelter mittlerer Armkreis trifft auf Wandebene, 493. doppelter großer Armkreis trifft auf Wandebene, 494. einmaliger Handgelenkskreis auf Vorderwandebene, 495. doppelter Handgelenkskreis auf Vorderwandebene, 496. einmaliger Handgelenkskreis schlägt auf Wandebene, 497. doppelter Handgelenkskreis schlägt auf Wandebene, 498. einmaliger Fingerkreis auf Wandebene, 499. doppelter Fingerkreis auf Wandebene, 500. einmaliger Fingerkreis schlägt auf Wandebene, 501. doppelter Fingerkreis schlägt auf Wandebene, 502. kleiner Pfeilkopf sowie 503. großer Pfeilkopf.

#### Dynamiken
Die Kategorie 3 Dynamiken besteht nur aus der Gruppe 21. Dynamiken & Timing. Diese Dynamiksymbole verleihen Bewegungen dabei ein Gefühl oder Tempo. Sie betonen eine Bewegung oder einen Ausdruck und entsprechen in Kombination mit Satzzeichen Ausrufezeichen. Spannungssymbole vermitteln in Kombination mit Kontaktsymbolen ein Gefühl von Druck und können in Kombination mit Gesichtsausdrücken einen Ausdruck betonen oder ihm zusätzliches Gefühl verleihen. Zeitsymbole zeigen dagegen abwechselnde oder gleichzeitig Bewegungen an.
Die 21. Gruppe Dynamiken & Timing besteht aus den 8 Basissymbolen 504. schnell, 505. langsam, 506. zeitlich, 507. entspannt, 508. zeitgleich, 509. abwechselnd zeitgleich, 510. alles andere zeitlich sowie 511. sacht.

#### Kopf & Gesicht
Bei der Kategorie 4 Kopf & Gesicht gibt es die 5 Gruppen 22. Kopf, 23. Augenbrauen, Augen und Blickrichtung, 24. Wangen, Ohren, Nase und Atem, 25. Mund und Lippen sowie 26. Zunge, Zähne, Kinn und Hals. Die Kategorie erfasst zunächst den Kopf als Ganzes und geht dann von der Oberseite des Geschts (Stirn) nach unten.
Die 22. Gruppe Kopf besteht aus den 11 Basissymbolen 512. Kopf, 513. Kopfkontakt, 514. gerade Kopfbewegung auf Wandebene, 515. Kopfbewegung kippt auf Wandebene, 516. gerade Kopfbewegung auf Bodenebene, 517. Kurve der Kopfbewegung auf Wandebene, 518. Kurve der Kopfbewegung auf Bodenebene, 519. kreisende Kopfbewegung, 520. Gesichtsposition Nase kippt vorwärts, 521. Gesichtsposition Nase hoch oder runter sowie 522. Gesichtsposition Nase kippt hoch oder runter.
Die 23. Gruppe Augenbrauen, Augen und Blickrichtung besteht aus den 32 Basissymbolen 523. nach oben gezogene Augenbrauen, 524. neutrale Augenbrauen, 525. nach unten gezogene Augenbrauen, 526. verträumte Augenbrauen, 527. nach unten gezogene verträumte Augenbrauen, 528. nach oben gezogene verträumte Augenbrauen, 529. leicht nach oben gezogene verträumte Augenbrauen, 530. neutrale Stirn, 531. Stirnkontakt, 532. gerunzelte Stirn, 533. offene Augen, 534. zusammengedrückte Augenbrauen, 535. geschlossene Augenbrauen, 536. einzelnes Augenblinzeln, 537. mehrmaliges Augenblinzeln, 538. halb offene Augen, 539. weit offene Augen, 540. halb geschlossene Augen, 541. augenweitende Bewegung, 542. Augenzwinkern, 543. Wimpern hoch, 544. Wimpern unten, 545. Wimpern flattern, 546. Augenbewegung nach oben auf Wandebene, 547. doppelte Augenbewegung nach oben auf Wandebene, 548. abwechselnde Augenbewegung nach oben und unten auf Wandebene, 549. Augenbewegung nach oben auf Bodenebene, 550. doppelte Augenbewegung nach oben auf Bodenebene, 551. abwechselnde Augenbewegung mit Blick nach oben und unten auf Bodenebene, 552. gebogene Augenbewegung auf Wandebene, 553. gebogene Augenbewegung auf Bodenebene sowie 554. Augenbewegung im Kreis.
Die 24. Gruppe Wangen, Ohren, Nase und Atem besteht aus den 17 Basissymbolen 555. aufgeblasene Wangen, 556. neutrale Wangen, 557. eingezogene Wangen, 558. hochgezogene Wangen, 559. mittlere angespannte Wangen, 560. runtergezogene Wangen, 561. Ohren, 562. neutrale Nase, 563. Nasenkontakt, 564. gekrauste Nase, 565. wackelnde Nase, 566. ausgestoßener Atem, 567. eingezogener Atem, 568. kleiner Luftstoß, 569. kleine Luftrotation, 570. Ausatmen sowie 571. Einatmen.
Die 25. Gruppe Mund und Lippen besteht aus den 30 Basissymbolen 572. neutral geschlossener Mund, 573. nach oben gezogener geschlossener Mund, 574. Kontakt mit geschlossenem Mund, 575. lächelnder Mund, 576. lächelnder Mund mit hochgezogenen Mundwinkeln, 577. offener lächelnder Mund, 578. trauriger Mund, 579. trauriger Mund mit hochgezogenen Mundwinkeln, 580. offener trauriger Mund, 581. kreisrunder offener Mund, 582. nach oben gezogener kreisrunder offener Mund, 583. stark angespannter kreisrunder offener Mund, 584. offener ovaler Mund, 585. angespannter offener ovaler Mund, 586. gähnender offener ovaler Mund, 587. rechteckiger offener Mund, 588. angespannter rechteckiger offener Mund, 589. gähnender rechteckiger offener Mund, 590. Kussmund, 591. nach oben gezogener Kussmund, 592. angespannter Kussmund, 593. angespannter Mund, 594. nach oben gezogener angespannter Mund, 595. zusammengedrückter angespannter Mund, 596. zusammengepresste Lippen, 597. Unterlippe über Oberlippe gelegt, 598. Oberlippe über Unterlippe gelegt, 599. angespannte Mundwinkel, 600. einzelne Mundfalten sowie 601. doppelte Mundfalten.
Die 26. Gruppe Zunge, Zähne, Kinn und Hals besteht aus den 20 Basissymbolen 602. Zunge weit rausgestreckt, 603. Zunge leckt Lippen, 604. Zungenspitze zwischen den Lippen, 605. Zungenspitze berührt Mundinnenseite, 606. entspannte Zunge im Mund, 607. Zunge an der Wange, 608. Zunge ragt mittig heraus, 609. Zunge mittig im Mund, 610. Zähne, 611. Zahnbewegungen, 612. Zähne auf der Zunge, 613. Zahnbewegungen auf der Zunge, 614. Zähne auf den Lippen, 615. Zahnbewegungen auf den Lippen, 616. Zähne beißen Lippen, 617. Kieferbewegung auf Wandebene, 618. Kieferbewegung auf Bodenebene, 619. Nacken, 620. Haar sowie 621. Aufregung.

#### Körper
In der Kategorie 5 Körper gibt es die 2 Gruppen 27. Torso sowie 28. Glieder. Bewegungen von Rumpf, Schulter, Hüfte und Gliedmaßen werden in Gebärdensprachen als Teil der Grammatik verwendet. Insbesondere bei der Beschreibung von Gesprächen zwischen Menschen (Rollenwechsel) oder beim räumlichen Vergleich zwischen Elementen auf der linken und rechten Seite spielen sie eine große Rolle.
Die 27. Gruppe Torso besteht aus den 9 Basissymbolen 622. Schulter Hüfte Wirbelsäule, 623. Schulter-Hüft-Position, 624. Schulter-Hüft-Bewegung auf Wandebene, 625. Schulter-Hüft-Bewegung auf Bodenebene, 626. Schulterneigungen aus der Taille, 627. Torso gerade auf Wandebene, 628. Rumpfdrehung auf Wandebene, 629. Rumpfdrehung auf Bodenebene sowie 630. Oberkörperneigungen aus den Hüftgelenken.
Die 28. Gruppe Glieder besteht aus den 9 Basissymbolen 631. Gliedmaßenkombination, 632. Gliedmaßenlänge 1, 633. Gliedmaßenlänge 2, 634. Gliedmaßenlänge 3, 635. Gliedmaßenlänge 4, 636. Gliedmaßenlänge 5, 637. Gliedmaßenlänge 6, 638. Gliedmaßenlänge 7 sowie 639. Finger.

### Detaillierte Standortsymbole
Die detaillierten Standortsymbolen werden in geordneten Listen als Anmerkungen außerhalb des geschriebenen Clusters nicht für das alltägliche Schreiben verwendet.

#### Detaillierter Ausführungsort/Standort
Die Kategorie Detaillierter Ausführungsort besteht aus der Gruppe 29. Detaillierter Ausführungsort. Die Symbole des Ausführungsort (Standort) aus der SignSpelling-Sequenz können zum Sortieren großer Wörterbücher, Verfeinern von Animationen, Vereinfachen der Übersetzung zwischen Skripten und Notensystemen und für detaillierte Standortanalysen in der linguistischen Forschung nützlich sein.
Die 29. Gruppe Detaillierter Ausführungsort besteht aus den 8 Basissymbolen 640. Standort im Raum auf Wandebene, 641. Standort im Raum auf Bodenebene, 642. Standorthöhe, 643. Standortbreite, 644. Standorttiefe, 645. Lage Kopf und Hals, 646. Standort des Torso sowie 647. Ort Gliedmaßen und Finger.

### Satzzeichen
Die Satzzeichen zugeordnet werden immer allein verwendet.

#### Interpunktion (Zeichensetzung)
Bei der Kategorie Interpunktion gibt es nur die Gruppe 30. Interpunktion. Die Interpunktion (Zeichensetzung) wird beim Schreiben vollständiger Sätze oder bei Dokumenten in SignWriting verwendet.
Die 30. Gruppe Interpunktion besteht aus den 5 Basissymbolen 648. Komma/Pause, 649. Zeitraum/Satzende, 650. Semikolon/Pause vor Phrasenende, 651. Doppelpunkt/Pause bevor weiteren Symbolen sowie 652. Klammern.

## Tabelle
Dieser Abschnitt wird zurzeit noch übersetzt. Wer die in der Spalte „Beschreibung“ noch unübersetzten englischen Wörter (BLOCKSCHRIFT) in diesem Kontext übersetzen kann, ist gerne eingeladen, dies zu tun. Ebenfalls erwünscht ist Hilfe bei der Gramatikkorrektur der bisherigen Wort-für-Wort-Übersetzungen.
 Info: Die Handdarstellungen sind teilweise gegenüber dem nicht modifizierten Symbol gedreht oder gespiegelt, um die Erkennbarkeit zu verbessern.
| Unicodenummer    | Zeichen (400 %) | Kategorie                   | Bidirektionale Klasse       | Offizielle Bezeichnung                                                 | Beschreibung                                                                                              |
| ---------------- | --------------- | --------------------------- | --------------------------- | ---------------------------------------------------------------------- | --- |
| U+1D800 (120832) | 𝠀               | anderes Symbol              | links nach rechts           | SIGNWRITING HAND-FIST INDEX                                            | Gebärdenschriftzeichen Faust, Zeigefinger gerade                                                          |
| U+1D801 (120833) | 𝠁               | anderes Symbol              | links nach rechts           | SIGNWRITING HAND-CIRCLE INDEX                                          | Gebärdenschriftzeichen kreisrunde Hand, Zeigefinger gerade                                                |
| U+1D802 (120834) | 𝠂               | anderes Symbol              | links nach rechts           | SIGNWRITING HAND-CUP INDEX                                             | Gebärdenschriftzeichen gewölbte Hand, Zeigefinger gerade                                                  |
| U+1D803 (120835) | 𝠃               | anderes Symbol              | links nach rechts           | SIGNWRITING HAND-OVAL INDEX                                            | Gebärdenschriftzeichen ovale Hand, Zeigefinger gerade                                                     |
| U+1D804 (120836) | 𝠄               | anderes Symbol              | links nach rechts           | SIGNWRITING HAND-HINGE INDEX                                           | Gebärdenschriftzeichen „angelförmige“ (?) Hand, Zeigefinger gerade                                        |
| U+1D805 (120837) | 𝠅               | anderes Symbol              | links nach rechts           | SIGNWRITING HAND-ANGLE INDEX                                           | Gebärdenschriftzeichen gewinkelte Hand, Zeigefinger gerade                                                |
| U+1D806 (120838) | 𝠆               | anderes Symbol              | links nach rechts           | SIGNWRITING HAND-FIST INDEX BENT                                       | Gebärdenschriftzeichen Faust, Zeigefinger gebogen                                                         |
| U+1D807 (120839) | 𝠇               | anderes Symbol              | links nach rechts           | SIGNWRITING HAND-CIRCLE INDEX BENT                                     | Gebärdenschriftzeichen kreisrunde Hand, Zeigefinger gebogen                                               |
| U+1D808 (120840) | 𝠈               | anderes Symbol              | links nach rechts           | SIGNWRITING HAND-FIST THUMB UNDER INDEX BENT                           | Gebärdenschriftzeichen Faust mit Daumen innen, Zeigefinger gebogen                                        |
| U+1D809 (120841) | 𝠉               | anderes Symbol              | links nach rechts           | SIGNWRITING HAND-FIST INDEX RAISED KNUCKLE                             | Gebärdenschriftzeichen Faust, Zeigefinger über die Knöchel erhoben                                        |
| U+1D80A (120842) | 𝠊               | anderes Symbol              | links nach rechts           | SIGNWRITING HAND-FIST INDEX CUPPED                                     | Gebärdenschriftzeichen Faust, Zeigefinger gewölbt                                                         |
| U+1D80B (120843) | 𝠋               | anderes Symbol              | links nach rechts           | SIGNWRITING HAND-FIST INDEX HINGED                                     | Gebärdenschriftzeichen Faust, Zeigefinger angelförmig                                                     |
| U+1D80C (120844) | 𝠌               | anderes Symbol              | links nach rechts           | SIGNWRITING HAND-FIST INDEX HINGED LOW                                 | Gebärdenschriftzeichen Faust, Zeigefinger tief angelförmig                                                |
| U+1D80D (120845) | 𝠍               | anderes Symbol              | links nach rechts           | SIGNWRITING HAND-CIRCLE INDEX HINGE                                    | Gebärdenschriftzeichen Hand kreisrund, Zeigefinger angelförmig                                            |
| U+1D80E (120846) | 𝠎               | anderes Symbol              | links nach rechts           | SIGNWRITING HAND-FIST INDEX MIDDLE                                     | Gebärdenschriftzeichen Faust, Zeigefinger und Mittelfinger gestreckt                                      |
| U+1D80F (120847) | 𝠏               | anderes Symbol              | links nach rechts           | SIGNWRITING HAND-CIRCLE INDEX MIDDLE                                   | Gebärdenschriftzeichen Hand kreisrund, Zeigefinger und Mittelfinger gerade                                |
| U+1D810 (120848) | 𝠐               | anderes Symbol              | links nach rechts           | SIGNWRITING HAND-FIST INDEX MIDDLE BENT                                | Gebärdenschriftzeichen Faust, Zeigefinger und Mittelfinger gebogen                                        |
| U+1D811 (120849) | 𝠑               | anderes Symbol              | links nach rechts           | SIGNWRITING HAND-FIST INDEX MIDDLE RAISED KNUCKLES                     | Gebärdenschriftzeichen Faust, Zeigefinger und Mittelfinger über Knöchel erhoben                           |
| U+1D812 (120850) | 𝠒               | anderes Symbol              | links nach rechts           | SIGNWRITING HAND-FIST INDEX MIDDLE HINGED                              | Gebärdenschriftzeichen Faust, Zeigefinger und Mittelfinger angelförmig                                    |
| U+1D813 (120851) | 𝠓               | anderes Symbol              | links nach rechts           | SIGNWRITING HAND-FIST INDEX UP MIDDLE HINGED                           | Gebärdenschriftzeichen Faust, Zeigefinger oben Mittelfinger angelförmig                                   |
| U+1D814 (120852) | 𝠔               | anderes Symbol              | links nach rechts           | SIGNWRITING HAND-FIST INDEX HINGED MIDDLE UP                           | Gebärdenschriftzeichen Faust, Zeigefinger angelförmig, Mittelfinger oben                                  |
| U+1D815 (120853) | 𝠕               | anderes Symbol              | links nach rechts           | SIGNWRITING HAND-FIST INDEX MIDDLE CONJOINED                           | Gebärdenschriftzeichen angelförmige Faust, Zeigefinger und Mittelfinger verbunden                         |
| U+1D816 (120854) | 𝠖               | anderes Symbol              | links nach rechts           | SIGNWRITING HAND-FIST INDEX MIDDLE CONJOINED INDEX BENT                | Gebärdenschriftzeichen Faust, Zeigefinger und Mittelfinger verbunden, Zeigefinger dabei gebogen           |
| U+1D817 (120855) | 𝠗               | anderes Symbol              | links nach rechts           | SIGNWRITING HAND-FIST INDEX MIDDLE CONJOINED MIDDLE BENT               | Gebärdenschriftzeichen Faust, Zeigefinger und Mittelfinger verbunden, Mittelfinger dabei gebogen          |
| U+1D818 (120856) | 𝠘               | anderes Symbol              | links nach rechts           | SIGNWRITING HAND-FIST INDEX MIDDLE CONJOINED CUPPED                    | Gebärdenschriftzeichen Faust, Zeigefinger und Mittelfinger verbunden, gewölbt                             |
| U+1D819 (120857) | 𝠙               | anderes Symbol              | links nach rechts           | SIGNWRITING HAND-FIST INDEX MIDDLE CONJOINED HINGED                    | Gebärdenschriftzeichen Faust, Zeigefinger und Mittelfinger verbunden angelförmig                          |
| U+1D81A (120858) | 𝠚               | anderes Symbol              | links nach rechts           | SIGNWRITING HAND-FIST INDEX MIDDLE CROSSED                             | Gebärdenschriftzeichen Faust, Zeigefinger und Mittelfinger gekreuzt                                       |
| U+1D81B (120859) | 𝠛               | anderes Symbol              | links nach rechts           | SIGNWRITING HAND-CIRCLE INDEX MIDDLE CROSSED                           | Gebärdenschriftzeichen Hand, kreisrunder Zeigefinger und Mittelfinger gekreuzt                            |
| U+1D81C (120860) | 𝠜               | anderes Symbol              | links nach rechts           | SIGNWRITING HAND-FIST MIDDLE BENT OVER INDEX                           | Gebärdenschriftzeichen Faust, Mittelfinger gebogen über Zeigefinger                                       |
| U+1D81D (120861) | 𝠝               | anderes Symbol              | links nach rechts           | SIGNWRITING HAND-FIST INDEX BENT OVER MIDDLE                           | Gebärdenschriftzeichen Faust, Zeigefinger gebogen über Mittelfinger                                       |
| U+1D81E (120862) | 𝠞               | anderes Symbol              | links nach rechts           | SIGNWRITING HAND-FIST INDEX MIDDLE THUMB                               | Gebärdenschriftzeichen Faust, Zeigefinger und Mittelfinger Daumen                                         |
| U+1D81F (120863) | 𝠟               | anderes Symbol              | links nach rechts           | SIGNWRITING HAND-CIRCLE INDEX MIDDLE THUMB                             | Gebärdenschriftzeichen Hand, kreisrund Zeigefinger und Mittelfinger Daumen                                |
| U+1D820 (120864) | 𝠠               | anderes Symbol              | links nach rechts           | SIGNWRITING HAND-FIST INDEX MIDDLE STRAIGHT THUMB BENT                 | Gebärdenschriftzeichen Faust, Zeigefinger und Mittelfinger gerade Daumen gebogen                          |
| U+1D821 (120865) | 𝠡               | anderes Symbol              | links nach rechts           | SIGNWRITING HAND-FIST INDEX MIDDLE BENT THUMB STRAIGHT                 | Gebärdenschriftzeichen Faust, Zeigefinger und Mittelfinger gebogen Daumen gerade                          |
| U+1D822 (120866) | 𝠢               | anderes Symbol              | links nach rechts           | SIGNWRITING HAND-FIST INDEX MIDDLE THUMB BENT                          | Gebärdenschriftzeichen Faust, Zeigefinger und Mittelfinger Daumen gebogen                                 |
| U+1D823 (120867) | 𝠣               | anderes Symbol              | links nach rechts           | SIGNWRITING HAND-FIST INDEX MIDDLE HINGED SPREAD THUMB SIDE            | Gebärdenschriftzeichen Faust, Zeigefinger und Mittelfinger angelförmig gespreizt Daumen seitlich          |
| U+1D824 (120868) | 𝠤               | anderes Symbol              | links nach rechts           | SIGNWRITING HAND-FIST INDEX UP MIDDLE HINGED THUMB SIDE                | Gebärdenschriftzeichen Faust, Zeigefinger oben Mittelfinger angelförmig, Daumen seitlich                  |
| U+1D825 (120869) | 𝠥               | anderes Symbol              | links nach rechts           | SIGNWRITING HAND-FIST INDEX UP MIDDLE HINGED THUMB CONJOINED           | Gebärdenschriftzeichen Faust, Zeigefinger oben Mittelfinger angelförmig Daumen verbunden                  |
| U+1D826 (120870) | 𝠦               | anderes Symbol              | links nach rechts           | SIGNWRITING HAND-FIST INDEX HINGED MIDDLE UP THUMB SIDE                | Gebärdenschriftzeichen Faust, Zeigefinger angelförmig Mittelfinger oben Daumen seitlich                   |
| U+1D827 (120871) | 𝠧               | anderes Symbol              | links nach rechts           | SIGNWRITING HAND-FIST INDEX MIDDLE UP SPREAD THUMB FORWARD             | Gebärdenschriftzeichen Faust, Zeigefinger und Mittelfinger oben gespreizt Daumen vorwärts                 |
| U+1D828 (120872) | 𝠨               | anderes Symbol              | links nach rechts           | SIGNWRITING HAND-FIST INDEX MIDDLE THUMB CUPPED                        | Gebärdenschriftzeichen Faust, Zeigefinger und Mittelfinger Daumen gewölbt                                 |
| U+1D829 (120873) | 𝠩               | anderes Symbol              | links nach rechts           | SIGNWRITING HAND-FIST INDEX MIDDLE THUMB CIRCLED                       | Gebärdenschriftzeichen Faust, Zeigefinger und Mittelfinger Daumen kreisrund                               |
| U+1D82A (120874) | 𝠪               | anderes Symbol              | links nach rechts           | SIGNWRITING HAND-FIST INDEX MIDDLE THUMB HOOKED                        | Gebärdenschriftzeichen Faust, Zeigefinger und Mittelfinger Daumen gehakt                                  |
| U+1D82B (120875) | 𝠫               | anderes Symbol              | links nach rechts           | SIGNWRITING HAND-FIST INDEX MIDDLE THUMB HINGED                        | Gebärdenschriftzeichen Faust, Zeigefinger und Mittelfinger Daumen angelförmig                             |
| U+1D82C (120876) | 𝠬               | anderes Symbol              | links nach rechts           | SIGNWRITING HAND-FIST THUMB BETWEEN INDEX MIDDLE STRAIGHT              | Gebärdenschriftzeichen Faust, Daumen zwischen Zeigefinger und Mittelfinger gerade                         |
| U+1D82D (120877) | 𝠭               | anderes Symbol              | links nach rechts           | SIGNWRITING HAND-FIST INDEX MIDDLE CONJOINED THUMB SIDE                | Gebärdenschriftzeichen Faust, Zeigefinger und Mittelfinger verbunden, Daumen seitlich                     |
| U+1D82E (120878) | 𝠮               | anderes Symbol              | links nach rechts           | SIGNWRITING HAND-FIST INDEX MIDDLE CONJOINED THUMB SIDE CONJOINED      | Gebärdenschriftzeichen Faust, Zeigefinger und Mittelfinger verbunden, Daumen seitlich verbunden           |
| U+1D82F (120879) | 𝠯               | anderes Symbol              | links nach rechts           | SIGNWRITING HAND-FIST INDEX MIDDLE CONJOINED THUMB SIDE BENT           | Gebärdenschriftzeichen Faust, Zeigefinger und Mittelfinger verbunden, Daumen seitlich gebogen             |
| U+1D830 (120880) | 𝠰               | anderes Symbol              | links nach rechts           | SIGNWRITING HAND-FIST MIDDLE THUMB HOOKED INDEX UP                     | Gebärdenschriftzeichen Faust, Mittelfinger Daumen gehakt Zeigefinger oben                                 |
| U+1D831 (120881) | 𝠱               | anderes Symbol              | links nach rechts           | SIGNWRITING HAND-FIST INDEX THUMB HOOKED MIDDLE UP                     | Gebärdenschriftzeichen Faust, Zeigefinger Daumen gehakt Mittelfinger oben                                 |
| U+1D832 (120882) | 𝠲               | anderes Symbol              | links nach rechts           | SIGNWRITING HAND-FIST INDEX MIDDLE CONJOINED HINGED THUMB SIDE         | Gebärdenschriftzeichen Faust, Zeigefinger und Mittelfinger verbunden angelförmig Daumen seitlich          |
| U+1D833 (120883) | 𝠳               | anderes Symbol              | links nach rechts           | SIGNWRITING HAND-FIST INDEX MIDDLE CROSSED THUMB SIDE                  | Gebärdenschriftzeichen Faust, Zeigefinger und Mittelfinger gekreuzt Daumen seitlich                       |
| U+1D834 (120884) | 𝠴               | anderes Symbol              | links nach rechts           | SIGNWRITING HAND-FIST INDEX MIDDLE CONJOINED THUMB FORWARD             | Gebärdenschriftzeichen Faust, Zeigefinger und Mittelfinger verbunden, Daumen vorwärts                     |
| U+1D835 (120885) | 𝠵               | anderes Symbol              | links nach rechts           | SIGNWRITING HAND-FIST INDEX MIDDLE CONJOINED CUPPED THUMB FORWARD      | Gebärdenschriftzeichen Faust, Zeigefinger und Mittelfinger verbunden gewölbt Daumen vorwärts              |
| U+1D836 (120886) | 𝠶               | anderes Symbol              | links nach rechts           | SIGNWRITING HAND-FIST MIDDLE THUMB CUPPED INDEX UP                     | Gebärdenschriftzeichen Faust, Mittelfinger Daumen gewölbt Zeigefinger oben                                |
| U+1D837 (120887) | 𝠷               | anderes Symbol              | links nach rechts           | SIGNWRITING HAND-FIST INDEX THUMB CUPPED MIDDLE UP                     | Gebärdenschriftzeichen Faust, Zeigefinger Daumen gewölbt Mittelfinger oben                                |
| U+1D838 (120888) | 𝠸               | anderes Symbol              | links nach rechts           | SIGNWRITING HAND-FIST MIDDLE THUMB CIRCLED INDEX UP                    | Gebärdenschriftzeichen Faust, Mittelfinger Daumen kreisrunder Zeigefinger oben                            |
| U+1D839 (120889) | 𝠹               | anderes Symbol              | links nach rechts           | SIGNWRITING HAND-FIST MIDDLE THUMB CIRCLED INDEX HINGED                | Gebärdenschriftzeichen Faust, Mittelfinger Daumen kreisrunder Zeigefinger angelförmig                     |
| U+1D83A (120890) | 𝠺               | anderes Symbol              | links nach rechts           | SIGNWRITING HAND-FIST INDEX THUMB ANGLED OUT MIDDLE UP                 | Gebärdenschriftzeichen Faust, Zeigefinger Daumen nach außen gewinkelt Mittelfinger oben                   |
| U+1D83B (120891) | 𝠻               | anderes Symbol              | links nach rechts           | SIGNWRITING HAND-FIST INDEX THUMB ANGLED IN MIDDLE UP                  | Gebärdenschriftzeichen Faust Zeigefinger Daumen gewinkelt in Mittelfinger oben                            |
| U+1D83C (120892) | 𝠼               | anderes Symbol              | links nach rechts           | SIGNWRITING HAND-FIST INDEX THUMB CIRCLED MIDDLE UP                    | Gebärdenschriftzeichen Faust, Zeigefinger Daumen kreisrunder Mittelfinger oben                            |
| U+1D83D (120893) | 𝠽               | anderes Symbol              | links nach rechts           | SIGNWRITING HAND-FIST INDEX MIDDLE THUMB CONJOINED HINGED              | Gebärdenschriftzeichen Faust, Zeigefinger und Mittelfinger Daumen verbunden angelförmig                   |
| U+1D83E (120894) | 𝠾               | anderes Symbol              | links nach rechts           | SIGNWRITING HAND-FIST INDEX MIDDLE THUMB ANGLED OUT                    | Gebärdenschriftzeichen Faust Zeigefinger und Mittelfinger Daumen nach außen gewinkelt                     |
| U+1D83F (120895) | 𝠿               | anderes Symbol              | links nach rechts           | SIGNWRITING HAND-FIST INDEX MIDDLE THUMB ANGLED                        | Gebärdenschriftzeichen Faust, Zeigefinger und Mittelfinger Daumen gewinkelt                               |
| U+1D840 (120896) | 𝡀               | anderes Symbol              | links nach rechts           | SIGNWRITING HAND-FIST MIDDLE THUMB ANGLED OUT INDEX UP                 | Gebärdenschriftzeichen Faust, Mittelfinger Daumen nach außen gewinkelt Zeigefinger oben                   |
| U+1D841 (120897) | 𝡁               | anderes Symbol              | links nach rechts           | SIGNWRITING HAND-FIST MIDDLE THUMB ANGLED OUT INDEX CROSSED            | Gebärdenschriftzeichen Faust, Mittelfinger Daumen nach außen gewinkelt Zeigefinger gekreuzt               |
| U+1D842 (120898) | 𝡂               | anderes Symbol              | links nach rechts           | SIGNWRITING HAND-FIST MIDDLE THUMB ANGLED INDEX UP                     | Gebärdenschriftzeichen Faust, Mittelfinger Daumen gewinkelt Zeigefinger oben                              |
| U+1D843 (120899) | 𝡃               | anderes Symbol              | links nach rechts           | SIGNWRITING HAND-FIST INDEX THUMB HOOKED MIDDLE HINGED                 | Gebärdenschriftzeichen Faust Zeigefinger Daumen gehakt Mittelfinger angelförmig                           |
| U+1D844 (120900) | 𝡄               | anderes Symbol              | links nach rechts           | SIGNWRITING HAND-FLAT FOUR FINGERS                                     | Gebärdenschriftzeichen Hand flach vier Finger                                                             |
| U+1D845 (120901) | 𝡅               | anderes Symbol              | links nach rechts           | SIGNWRITING HAND-FLAT FOUR FINGERS BENT                                | Gebärdenschriftzeichen Hand flach vier Finger gebogen                                                     |
| U+1D846 (120902) | 𝡆               | anderes Symbol              | links nach rechts           | SIGNWRITING HAND-FLAT FOUR FINGERS HINGED                              | Gebärdenschriftzeichen Hand flach vier Finger angelförmig                                                 |
| U+1D847 (120903) | 𝡇               | anderes Symbol              | links nach rechts           | SIGNWRITING HAND-FLAT FOUR FINGERS CONJOINED                           | Gebärdenschriftzeichen Hand flach vier Finger verbunden                                                   |
| U+1D848 (120904) | 𝡈               | anderes Symbol              | links nach rechts           | SIGNWRITING HAND-FLAT FOUR FINGERS CONJOINED SPLIT                     | Gebärdenschriftzeichen Hand flach vier Finger verbunden geteilt                                           |
| U+1D849 (120905) | 𝡉               | anderes Symbol              | links nach rechts           | SIGNWRITING HAND-CLAW FOUR FINGERS CONJOINED                           | Gebärdenschriftzeichen Hand CLAW vier Finger verbunden                                                    |
| U+1D84A (120906) | 𝡊               | anderes Symbol              | links nach rechts           | SIGNWRITING HAND-FIST FOUR FINGERS CONJOINED BENT                      | Gebärdenschriftzeichen Faust flach Finger verbunden gebogen                                               |
| U+1D84B (120907) | 𝡋               | anderes Symbol              | links nach rechts           | SIGNWRITING HAND-HINGE FOUR FINGERS CONJOINED                          | Gebärdenschriftzeichen Hand angelförmig vier Finger verbunden                                             |
| U+1D84C (120908) | 𝡌               | anderes Symbol              | links nach rechts           | SIGNWRITING HAND-FLAT FIVE FINGERS SPREAD                              | Gebärdenschriftzeichen Hand flach fünf Finger gespreizt                                                   |
| U+1D84D (120909) | 𝡍               | anderes Symbol              | links nach rechts           | SIGNWRITING HAND-FLAT HEEL FIVE FINGERS SPREAD                         | Gebärdenschriftzeichen Hand flach HEEL fünf Finger gespreizt                                              |
| U+1D84E (120910) | 𝡎               | anderes Symbol              | links nach rechts           | SIGNWRITING HAND-FLAT FIVE FINGERS SPREAD FOUR BENT                    | Gebärdenschriftzeichen Hand flach fünf Finger gespreizt vier gebogen                                      |
| U+1D84F (120911) | 𝡏               | anderes Symbol              | links nach rechts           | SIGNWRITING HAND-FLAT HEEL FIVE FINGERS SPREAD FOUR BENT               | Gebärdenschriftzeichen Hand flach HEEL fünf Finger gespreizt vier gebogen                                 |
| U+1D850 (120912) | 𝡐               | anderes Symbol              | links nach rechts           | SIGNWRITING HAND-FLAT FIVE FINGERS SPREAD BENT                         | Gebärdenschriftzeichen Hand flach fünf Finger gespreizt gebogen                                           |
| U+1D851 (120913) | 𝡑               | anderes Symbol              | links nach rechts           | SIGNWRITING HAND-FLAT HEEL FIVE FINGERS SPREAD BENT                    | Gebärdenschriftzeichen Hand flach HEEL fünf Finger gespreizt gebogen                                      |
| U+1D852 (120914) | 𝡒               | anderes Symbol              | links nach rechts           | SIGNWRITING HAND-FLAT FIVE FINGERS SPREAD THUMB FORWARD                | Gebärdenschriftzeichen Hand flach fünf Finger gespreizt Daumen vorwärts                                   |
| U+1D853 (120915) | 𝡓               | anderes Symbol              | links nach rechts           | SIGNWRITING HAND-CUP FIVE FINGERS SPREAD                               | Gebärdenschriftzeichen Hand gewölbt fünf Finger gespreizt                                                 |
| U+1D854 (120916) | 𝡔               | anderes Symbol              | links nach rechts           | SIGNWRITING HAND-CUP FIVE FINGERS SPREAD OPEN                          | Gebärdenschriftzeichen Hand gewölbt fünf Finger gespreizt offen                                           |
| U+1D855 (120917) | 𝡕               | anderes Symbol              | links nach rechts           | SIGNWRITING HAND-HINGE FIVE FINGERS SPREAD OPEN                        | Gebärdenschriftzeichen Hand angelförmig fünf Finger gespreizt offen                                       |
| U+1D856 (120918) | 𝡖               | anderes Symbol              | links nach rechts           | SIGNWRITING HAND-OVAL FIVE FINGERS SPREAD                              | Gebärdenschriftzeichen Hand oval fünf Finger gespreizt                                                    |
| U+1D857 (120919) | 𝡗               | anderes Symbol              | links nach rechts           | SIGNWRITING HAND-FLAT FIVE FINGERS SPREAD HINGED                       | Gebärdenschriftzeichen Hand flach fünf Finger gespreizt angelförmig                                       |
| U+1D858 (120920) | 𝡘               | anderes Symbol              | links nach rechts           | SIGNWRITING HAND-FLAT FIVE FINGERS SPREAD HINGED THUMB SIDE            | Gebärdenschriftzeichen Hand flach fünf Finger gespreizt angelförmig Daumen seitlich                       |
| U+1D859 (120921) | 𝡙               | anderes Symbol              | links nach rechts           | SIGNWRITING HAND-FLAT FIVE FINGERS SPREAD HINGED NO THUMB              | Gebärdenschriftzeichen Hand flach fünf Finger gespreizt angelförmig kein Daumen                           |
| U+1D85A (120922) | 𝡚               | anderes Symbol              | links nach rechts           | SIGNWRITING HAND-FLAT                                                  | Gebärdenschriftzeichen Hand flach                                                                         |
| U+1D85B (120923) | 𝡛               | anderes Symbol              | links nach rechts           | SIGNWRITING HAND-FLAT BETWEEN PALM FACINGS                             | Gebärdenschriftzeichen Hand flach zwischen PALM FACINGS                                                   |
| U+1D85C (120924) | 𝡜               | anderes Symbol              | links nach rechts           | SIGNWRITING HAND-FLAT HEEL                                             | Gebärdenschriftzeichen Hand flach HEEL                                                                    |
| U+1D85D (120925) | 𝡝               | anderes Symbol              | links nach rechts           | SIGNWRITING HAND-FLAT THUMB SIDE                                       | Gebärdenschriftzeichen Hand flach Daumen seitlich                                                         |
| U+1D85E (120926) | 𝡞               | anderes Symbol              | links nach rechts           | SIGNWRITING HAND-FLAT HEEL THUMB SIDE                                  | Gebärdenschriftzeichen Hand flach HEEL Daumen seitlich                                                    |
| U+1D85F (120927) | 𝡟               | anderes Symbol              | links nach rechts           | SIGNWRITING HAND-FLAT THUMB BENT                                       | Gebärdenschriftzeichen Hand flach Daumen gebogen                                                          |
| U+1D860 (120928) | 𝡠               | anderes Symbol              | links nach rechts           | SIGNWRITING HAND-FLAT THUMB FORWARD                                    | Gebärdenschriftzeichen Hand flach Daumen vorwärts                                                         |
| U+1D861 (120929) | 𝡡               | anderes Symbol              | links nach rechts           | SIGNWRITING HAND-FLAT SPLIT INDEX THUMB SIDE                           | Gebärdenschriftzeichen Hand flach geteilt Zeigefinger Daumen seitlich                                     |
| U+1D862 (120930) | 𝡢               | anderes Symbol              | links nach rechts           | SIGNWRITING HAND-FLAT SPLIT CENTRE                                     | Gebärdenschriftzeichen Hand flach geteilt Mitte                                                           |
| U+1D863 (120931) | 𝡣               | anderes Symbol              | links nach rechts           | SIGNWRITING HAND-FLAT SPLIT CENTRE THUMB SIDE                          | Gebärdenschriftzeichen Hand flach geteilt Mitte Daumen seitlich                                           |
| U+1D864 (120932) | 𝡤               | anderes Symbol              | links nach rechts           | SIGNWRITING HAND-FLAT SPLIT CENTRE THUMB SIDE BENT                     | Gebärdenschriftzeichen Hand flach geteilt Mitte Daumen seitlich gebogen                                   |
| U+1D865 (120933) | 𝡥               | anderes Symbol              | links nach rechts           | SIGNWRITING HAND-FLAT SPLIT LITTLE                                     | Gebärdenschriftzeichen Hand flach geteilt Kleinfinger                                                     |
| U+1D866 (120934) | 𝡦               | anderes Symbol              | links nach rechts           | SIGNWRITING HAND-CLAW                                                  | Gebärdenschriftzeichen Hand CLAW                                                                          |
| U+1D867 (120935) | 𝡧               | anderes Symbol              | links nach rechts           | SIGNWRITING HAND-CLAW THUMB SIDE                                       | Gebärdenschriftzeichen Hand CLAW Daumen seitlich                                                          |
| U+1D868 (120936) | 𝡨               | anderes Symbol              | links nach rechts           | SIGNWRITING HAND-CLAW NO THUMB                                         | Gebärdenschriftzeichen Hand CLAW kein Daumen                                                              |
| U+1D869 (120937) | 𝡩               | anderes Symbol              | links nach rechts           | SIGNWRITING HAND-CLAW THUMB FORWARD                                    | Gebärdenschriftzeichen Hand CLAW Daumen vorwärts                                                          |
| U+1D86A (120938) | 𝡪               | anderes Symbol              | links nach rechts           | SIGNWRITING HAND-HOOK CURLICUE                                         | Gebärdenschriftzeichen Hand hakenförmig CURLICUE                                                          |
| U+1D86B (120939) | 𝡫               | anderes Symbol              | links nach rechts           | SIGNWRITING HAND-HOOK                                                  | Gebärdenschriftzeichen Hand hakenförmig                                                                   |
| U+1D86C (120940) | 𝡬               | anderes Symbol              | links nach rechts           | SIGNWRITING HAND-CUP OPEN                                              | Gebärdenschriftzeichen Hand gewölbt offen                                                                 |
| U+1D86D (120941) | 𝡭               | anderes Symbol              | links nach rechts           | SIGNWRITING HAND-CUP                                                   | Gebärdenschriftzeichen Hand gewölbt                                                                       |
| U+1D86E (120942) | 𝡮               | anderes Symbol              | links nach rechts           | SIGNWRITING HAND-CUP OPEN THUMB SIDE                                   | Gebärdenschriftzeichen Hand gewölbt offen Daumen seitlich                                                 |
| U+1D86F (120943) | 𝡯               | anderes Symbol              | links nach rechts           | SIGNWRITING HAND-CUP THUMB SIDE                                        | Gebärdenschriftzeichen Hand gewölbt Daumen seitlich                                                       |
| U+1D870 (120944) | 𝡰               | anderes Symbol              | links nach rechts           | SIGNWRITING HAND-CUP OPEN NO THUMB                                     | Gebärdenschriftzeichen Hand gewölbt offen kein Daumen                                                     |
| U+1D871 (120945) | 𝡱               | anderes Symbol              | links nach rechts           | SIGNWRITING HAND-CUP NO THUMB                                          | Gebärdenschriftzeichen Hand gewölbt kein Daumen                                                           |
| U+1D872 (120946) | 𝡲               | anderes Symbol              | links nach rechts           | SIGNWRITING HAND-CUP OPEN THUMB FORWARD                                | Gebärdenschriftzeichen Hand gewölbt offen Daumen vorwärts                                                 |
| U+1D873 (120947) | 𝡳               | anderes Symbol              | links nach rechts           | SIGNWRITING HAND-CUP THUMB FORWARD                                     | Gebärdenschriftzeichen Hand gewölbt Daumen vorwärts                                                       |
| U+1D874 (120948) | 𝡴               | anderes Symbol              | links nach rechts           | SIGNWRITING HAND-CURLICUE OPEN                                         | Gebärdenschriftzeichen Hand CURLICUE offen                                                                |
| U+1D875 (120949) | 𝡵               | anderes Symbol              | links nach rechts           | SIGNWRITING HAND-CURLICUE                                              | Gebärdenschriftzeichen Hand CURLICUE                                                                      |
| U+1D876 (120950) | 𝡶               | anderes Symbol              | links nach rechts           | SIGNWRITING HAND-CIRCLE                                                | Gebärdenschriftzeichen Hand kreisrund                                                                     |
| U+1D877 (120951) | 𝡷               | anderes Symbol              | links nach rechts           | SIGNWRITING HAND-OVAL                                                  | Gebärdenschriftzeichen Hand oval                                                                          |
| U+1D878 (120952) | 𝡸               | anderes Symbol              | links nach rechts           | SIGNWRITING HAND-OVAL THUMB SIDE                                       | Gebärdenschriftzeichen Hand oval Daumen seitlich                                                          |
| U+1D879 (120953) | 𝡹               | anderes Symbol              | links nach rechts           | SIGNWRITING HAND-OVAL NO THUMB                                         | Gebärdenschriftzeichen Hand oval kein Daumen                                                              |
| U+1D87A (120954) | 𝡺               | anderes Symbol              | links nach rechts           | SIGNWRITING HAND-OVAL THUMB FORWARD                                    | Gebärdenschriftzeichen Hand oval Daumen vorwärts                                                          |
| U+1D87B (120955) | 𝡻               | anderes Symbol              | links nach rechts           | SIGNWRITING HAND-HINGE OPEN                                            | Gebärdenschriftzeichen Hand HINGE offen                                                                   |
| U+1D87C (120956) | 𝡼               | anderes Symbol              | links nach rechts           | SIGNWRITING HAND-HINGE OPEN THUMB FORWARD                              | Gebärdenschriftzeichen Hand HINGE offen Daumen vorwärts                                                   |
| U+1D87D (120957) | 𝡽               | anderes Symbol              | links nach rechts           | SIGNWRITING HAND-HINGE                                                 | Gebärdenschriftzeichen Hand HINGE                                                                         |
| U+1D87E (120958) | 𝡾               | anderes Symbol              | links nach rechts           | SIGNWRITING HAND-HINGE SMALL                                           | Gebärdenschriftzeichen Hand HINGE klein                                                                   |
| U+1D87F (120959) | 𝡿               | anderes Symbol              | links nach rechts           | SIGNWRITING HAND-HINGE OPEN THUMB SIDE                                 | Gebärdenschriftzeichen Hand HINGE offen Daumen seitlich                                                   |
| U+1D880 (120960) | 𝢀               | anderes Symbol              | links nach rechts           | SIGNWRITING HAND-HINGE THUMB SIDE                                      | Gebärdenschriftzeichen Hand HINGE Daumen seitlich                                                         |
| U+1D881 (120961) | 𝢁               | anderes Symbol              | links nach rechts           | SIGNWRITING HAND-HINGE OPEN NO THUMB                                   | Gebärdenschriftzeichen Hand HINGE offen kein Daumen                                                       |
| U+1D882 (120962) | 𝢂               | anderes Symbol              | links nach rechts           | SIGNWRITING HAND-HINGE NO THUMB                                        | Gebärdenschriftzeichen Hand HINGE kein Daumen                                                             |
| U+1D883 (120963) | 𝢃               | anderes Symbol              | links nach rechts           | SIGNWRITING HAND-HINGE THUMB SIDE TOUCHING INDEX                       | Gebärdenschriftzeichen Hand HINGE Daumen seitlich den Zeigefinger berührend                               |
| U+1D884 (120964) | 𝢄               | anderes Symbol              | links nach rechts           | SIGNWRITING HAND-HINGE THUMB BETWEEN MIDDLE RING                       | Gebärdenschriftzeichen Hand HINGE Daumen zwischen Mittel- und Ringfinger                                  |
| U+1D885 (120965) | 𝢅               | anderes Symbol              | links nach rechts           | SIGNWRITING HAND-ANGLE                                                 | Gebärdenschriftzeichen Hand gewinkelt                                                                     |
| U+1D886 (120966) | 𝢆               | anderes Symbol              | links nach rechts           | SIGNWRITING HAND-FIST INDEX MIDDLE RING                                | Gebärdenschriftzeichen Faust Zeige-, Mittel- und Ringfinger                                               |
| U+1D887 (120967) | 𝢇               | anderes Symbol              | links nach rechts           | SIGNWRITING HAND-CIRCLE INDEX MIDDLE RING                              | Gebärdenschriftzeichen Hand kreisrunder Zeige-, Mittel- und Ringfinger                                    |
| U+1D888 (120968) | 𝢈               | anderes Symbol              | links nach rechts           | SIGNWRITING HAND-HINGE INDEX MIDDLE RING                               | Gebärdenschriftzeichen Hand HINGE Zeige-, Mittel- und Ringfinger                                          |
| U+1D889 (120969) | 𝢉               | anderes Symbol              | links nach rechts           | SIGNWRITING HAND-ANGLE INDEX MIDDLE RING                               | Gebärdenschriftzeichen Hand gewinkelter Zeige-, Mittel- und Ringfinger                                    |
| U+1D88A (120970) | 𝢊               | anderes Symbol              | links nach rechts           | SIGNWRITING HAND-HINGE LITTLE                                          | Gebärdenschriftzeichen Hand HINGE Kleinfinger                                                             |
| U+1D88B (120971) | 𝢋               | anderes Symbol              | links nach rechts           | SIGNWRITING HAND-FIST INDEX MIDDLE RING BENT                           | Gebärdenschriftzeichen Faust Zeige-, Mittel- und Ringfinger gebogen                                       |
| U+1D88C (120972) | 𝢌               | anderes Symbol              | links nach rechts           | SIGNWRITING HAND-FIST INDEX MIDDLE RING CONJOINED                      | Gebärdenschriftzeichen Faust Zeige-, Mittel- und Ringfinger verbunden                                     |
| U+1D88D (120973) | 𝢍               | anderes Symbol              | links nach rechts           | SIGNWRITING HAND-HINGE INDEX MIDDLE RING CONJOINED                     | Gebärdenschriftzeichen Hand HINGE Zeige-, Mittel- und Ringfinger verbunden                                |
| U+1D88E (120974) | 𝢎               | anderes Symbol              | links nach rechts           | SIGNWRITING HAND-FIST LITTLE DOWN                                      | Gebärdenschriftzeichen Faust Kleinfinger unten                                                            |
| U+1D88F (120975) | 𝢏               | anderes Symbol              | links nach rechts           | SIGNWRITING HAND-FIST LITTLE DOWN RIPPLE STRAIGHT                      | Gebärdenschriftzeichen Faust Kleinfinger unten RIPPLE gerade                                              |
| U+1D890 (120976) | 𝢐               | anderes Symbol              | links nach rechts           | SIGNWRITING HAND-FIST LITTLE DOWN RIPPLE CURVED                        | Gebärdenschriftzeichen Faust Kleinfinger unten RIPPLE kurvig                                              |
| U+1D891 (120977) | 𝢑               | anderes Symbol              | links nach rechts           | SIGNWRITING HAND-FIST LITTLE DOWN OTHERS CIRCLED                       | Gebärdenschriftzeichen Faust Kleinfinger unten die andere kreisrund                                       |
| U+1D892 (120978) | 𝢒               | anderes Symbol              | links nach rechts           | SIGNWRITING HAND-FIST LITTLE UP                                        | Gebärdenschriftzeichen Faust Kleinfinger oben                                                             |
| U+1D893 (120979) | 𝢓               | anderes Symbol              | links nach rechts           | SIGNWRITING HAND-FIST THUMB UNDER LITTLE UP                            | Gebärdenschriftzeichen Faust Daumen unter Kleinfinger oben                                                |
| U+1D894 (120980) | 𝢔               | anderes Symbol              | links nach rechts           | SIGNWRITING HAND-CIRCLE LITTLE UP                                      | Gebärdenschriftzeichen Hand kreisrund Kleinfinger oben                                                    |
| U+1D895 (120981) | 𝢕               | anderes Symbol              | links nach rechts           | SIGNWRITING HAND-OVAL LITTLE UP                                        | Gebärdenschriftzeichen Hand oval Kleinfinger oben                                                         |
| U+1D896 (120982) | 𝢖               | anderes Symbol              | links nach rechts           | SIGNWRITING HAND-ANGLE LITTLE UP                                       | Gebärdenschriftzeichen Hand gewinkelt Kleinfinger oben                                                    |
| U+1D897 (120983) | 𝢗               | anderes Symbol              | links nach rechts           | SIGNWRITING HAND-FIST LITTLE RAISED KNUCKLE                            | Gebärdenschriftzeichen Faust Kleinfinger erhobener Knöchel                                                |
| U+1D898 (120984) | 𝢘               | anderes Symbol              | links nach rechts           | SIGNWRITING HAND-FIST LITTLE BENT                                      | Gebärdenschriftzeichen Faust Kleinfinger gebogen                                                          |
| U+1D899 (120985) | 𝢙               | anderes Symbol              | links nach rechts           | SIGNWRITING HAND-FIST LITTLE TOUCHES THUMB                             | Gebärdenschriftzeichen Faust Kleinfinger berührt Daumen                                                   |
| U+1D89A (120986) | 𝢚               | anderes Symbol              | links nach rechts           | SIGNWRITING HAND-FIST LITTLE THUMB                                     | Gebärdenschriftzeichen Faust Kleinfinger Daumen                                                           |
| U+1D89B (120987) | 𝢛               | anderes Symbol              | links nach rechts           | SIGNWRITING HAND-HINGE LITTLE THUMB                                    | Gebärdenschriftzeichen Hand HINGE Kleinfinger Daumen                                                      |
| U+1D89C (120988) | 𝢜               | anderes Symbol              | links nach rechts           | SIGNWRITING HAND-FIST LITTLE INDEX THUMB                               | Gebärdenschriftzeichen Faust Kleinfinger Zeigefinger Daumen                                               |
| U+1D89D (120989) | 𝢝               | anderes Symbol              | links nach rechts           | SIGNWRITING HAND-HINGE LITTLE INDEX THUMB                              | Gebärdenschriftzeichen Hand HINGE Kleinfinger Zeigefinger Daumen                                          |
| U+1D89E (120990) | 𝢞               | anderes Symbol              | links nach rechts           | SIGNWRITING HAND-ANGLE LITTLE INDEX THUMB INDEX THUMB OUT              | Gebärdenschriftzeichen Hand gewinkelt Kleinfinger Zeigefinger Daumen Zeigefinger Daumen außen             |
| U+1D89F (120991) | 𝢟               | anderes Symbol              | links nach rechts           | SIGNWRITING HAND-ANGLE LITTLE INDEX THUMB INDEX THUMB                  | Gebärdenschriftzeichen Hand gewinkelt Kleinfinger Zeigefinger Daumen Zeigefinger Daumen                   |
| U+1D8A0 (120992) | 𝢠               | anderes Symbol              | links nach rechts           | SIGNWRITING HAND-FIST LITTLE INDEX                                     | Gebärdenschriftzeichen Faust Kleinfinger Zeigefinger                                                      |
| U+1D8A1 (120993) | 𝢡               | anderes Symbol              | links nach rechts           | SIGNWRITING HAND-CIRCLE LITTLE INDEX                                   | Gebärdenschriftzeichen Hand kreisrund Kleinfinger Zeigefinger                                             |
| U+1D8A2 (120994) | 𝢢               | anderes Symbol              | links nach rechts           | SIGNWRITING HAND-HINGE LITTLE INDEX                                    | Gebärdenschriftzeichen Hand HINGE Kleinfinger Zeigefinger                                                 |
| U+1D8A3 (120995) | 𝢣               | anderes Symbol              | links nach rechts           | SIGNWRITING HAND-ANGLE LITTLE INDEX                                    | Gebärdenschriftzeichen Hand gewinkelt Kleinfinger Zeigefinger                                             |
| U+1D8A4 (120996) | 𝢤               | anderes Symbol              | links nach rechts           | SIGNWRITING HAND-FIST INDEX MIDDLE LITTLE                              | Gebärdenschriftzeichen Faust Zeigefinger und Mittelfinger Kleinfinger                                     |
| U+1D8A5 (120997) | 𝢥               | anderes Symbol              | links nach rechts           | SIGNWRITING HAND-CIRCLE INDEX MIDDLE LITTLE                            | Gebärdenschriftzeichen Hand kreisrund Zeigefinger und Mittelfinger Kleinfinger                            |
| U+1D8A6 (120998) | 𝢦               | anderes Symbol              | links nach rechts           | SIGNWRITING HAND-HINGE INDEX MIDDLE LITTLE                             | Gebärdenschriftzeichen Hand HINGE Zeigefinger und Mittelfinger Kleinfinger                                |
| U+1D8A7 (120999) | 𝢧               | anderes Symbol              | links nach rechts           | SIGNWRITING HAND-HINGE RING                                            | Gebärdenschriftzeichen Hand HINGE Ringfinger                                                              |
| U+1D8A8 (121000) | 𝢨               | anderes Symbol              | links nach rechts           | SIGNWRITING HAND-ANGLE INDEX MIDDLE LITTLE                             | Gebärdenschriftzeichen Hand gewinkelt Zeigefinger und Mittelfinger Kleinfinger                            |
| U+1D8A9 (121001) | 𝢩               | anderes Symbol              | links nach rechts           | SIGNWRITING HAND-FIST INDEX MIDDLE CROSS LITTLE                        | Gebärdenschriftzeichen Faust Zeigefinger und Mittelfinger gekreuzt Kleinfinger                            |
| U+1D8AA (121002) | 𝢪               | anderes Symbol              | links nach rechts           | SIGNWRITING HAND-CIRCLE INDEX MIDDLE CROSS LITTLE                      | Gebärdenschriftzeichen Hand kreisrund Zeigefinger und Mittelfinger gekreuzt Kleinfinger                   |
| U+1D8AB (121003) | 𝢫               | anderes Symbol              | links nach rechts           | SIGNWRITING HAND-FIST RING DOWN                                        | Gebärdenschriftzeichen Faust Ringfinger abwärts                                                           |
| U+1D8AC (121004) | 𝢬               | anderes Symbol              | links nach rechts           | SIGNWRITING HAND-HINGE RING DOWN INDEX THUMB HOOK MIDDLE               | Gebärdenschriftzeichen Hand HINGE Ringfinger abwärts Zeigefinger Daumen hakenförmig Mittelfinger          |
| U+1D8AD (121005) | 𝢭               | anderes Symbol              | links nach rechts           | SIGNWRITING HAND-ANGLE RING DOWN MIDDLE THUMB INDEX CROSS              | Gebärdenschriftzeichen Hand gewinkelt Ringfinger abwärts Mittelfinger Daumen Zeigefinger gekreuzt         |
| U+1D8AE (121006) | 𝢮               | anderes Symbol              | links nach rechts           | SIGNWRITING HAND-FIST RING UP                                          | Gebärdenschriftzeichen Faust Ringfinger oben                                                              |
| U+1D8AF (121007) | 𝢯               | anderes Symbol              | links nach rechts           | SIGNWRITING HAND-FIST RING RAISED KNUCKLE                              | Gebärdenschriftzeichen Faust Ringfinger erhoben Knöchel                                                   |
| U+1D8B0 (121008) | 𝢰               | anderes Symbol              | links nach rechts           | SIGNWRITING HAND-FIST RING LITTLE                                      | Gebärdenschriftzeichen Faust Ringfinger Kleinfinger                                                       |
| U+1D8B1 (121009) | 𝢱               | anderes Symbol              | links nach rechts           | SIGNWRITING HAND-CIRCLE RING LITTLE                                    | Gebärdenschriftzeichen Hand kreisrund Ringfinger Kleinfinger                                              |
| U+1D8B2 (121010) | 𝢲               | anderes Symbol              | links nach rechts           | SIGNWRITING HAND-OVAL RING LITTLE                                      | Gebärdenschriftzeichen Hand oval Ringfinger Kleinfinger                                                   |
| U+1D8B3 (121011) | 𝢳               | anderes Symbol              | links nach rechts           | SIGNWRITING HAND-ANGLE RING LITTLE                                     | Gebärdenschriftzeichen Hand gewinkelt Ringfinger Kleinfinger                                              |
| U+1D8B4 (121012) | 𝢴               | anderes Symbol              | links nach rechts           | SIGNWRITING HAND-FIST RING MIDDLE                                      | Gebärdenschriftzeichen Faust Ring- und Mittelfinger                                                       |
| U+1D8B5 (121013) | 𝢵               | anderes Symbol              | links nach rechts           | SIGNWRITING HAND-FIST RING MIDDLE CONJOINED                            | Gebärdenschriftzeichen Faust Ring- und Mittelfinger verbunden                                             |
| U+1D8B6 (121014) | 𝢶               | anderes Symbol              | links nach rechts           | SIGNWRITING HAND-FIST RING MIDDLE RAISED KNUCKLES                      | Gebärdenschriftzeichen Faust Ring- und Mittelfinger erhoben Knöchel                                       |
| U+1D8B7 (121015) | 𝢷               | anderes Symbol              | links nach rechts           | SIGNWRITING HAND-FIST RING INDEX                                       | Gebärdenschriftzeichen Faust Ring- und Zeigefinger                                                        |
| U+1D8B8 (121016) | 𝢸               | anderes Symbol              | links nach rechts           | SIGNWRITING HAND-FIST RING THUMB                                       | Gebärdenschriftzeichen Faust Ringfinger und Daumen                                                        |
| U+1D8B9 (121017) | 𝢹               | anderes Symbol              | links nach rechts           | SIGNWRITING HAND-HOOK RING THUMB                                       | Gebärdenschriftzeichen Hand hakenförmig Ringfinger Daumen                                                 |
| U+1D8BA (121018) | 𝢺               | anderes Symbol              | links nach rechts           | SIGNWRITING HAND-FIST INDEX RING LITTLE                                | Gebärdenschriftzeichen Faust Zeige-, Ring- und Kleinfinger                                                |
| U+1D8BB (121019) | 𝢻               | anderes Symbol              | links nach rechts           | SIGNWRITING HAND-CIRCLE INDEX RING LITTLE                              | Gebärdenschriftzeichen Hand kreisrund Zeige-, Ring- und Kleinfinger                                       |
| U+1D8BC (121020) | 𝢼               | anderes Symbol              | links nach rechts           | SIGNWRITING HAND-CURLICUE INDEX RING LITTLE ON                         | Gebärdenschriftzeichen Hand CURLICUE Zeige-, Ring- und Kleinfinger auf                                    |
| U+1D8BD (121021) | 𝢽               | anderes Symbol              | links nach rechts           | SIGNWRITING HAND-HOOK INDEX RING LITTLE OUT                            | Gebärdenschriftzeichen Hand hakenförmig Zeige-, Ring- und Kleinfinger außen                               |
| U+1D8BE (121022) | 𝢾               | anderes Symbol              | links nach rechts           | SIGNWRITING HAND-HOOK INDEX RING LITTLE IN                             | Gebärdenschriftzeichen Hand hakenförmig Zeige-, Ring- und Kleinfinger innen                               |
| U+1D8BF (121023) | 𝢿               | anderes Symbol              | links nach rechts           | SIGNWRITING HAND-HOOK INDEX RING LITTLE UNDER                          | Gebärdenschriftzeichen Hand hakenförmig Zeige-, Ring- und Kleinfinger unter                               |
| U+1D8C0 (121024) | 𝣀               | anderes Symbol              | links nach rechts           | SIGNWRITING HAND-CUP INDEX RING LITTLE                                 | Gebärdenschriftzeichen Hand gewölbt Zeige-, Ring- und Kleinfinger                                         |
| U+1D8C1 (121025) | 𝣁               | anderes Symbol              | links nach rechts           | SIGNWRITING HAND-HINGE INDEX RING LITTLE                               | Gebärdenschriftzeichen Hand HINGE Zeige-, Ring- und Kleinfinger                                           |
| U+1D8C2 (121026) | 𝣂               | anderes Symbol              | links nach rechts           | SIGNWRITING HAND-ANGLE INDEX RING LITTLE OUT                           | Gebärdenschriftzeichen Hand gewinkelt Zeige-, Ring- und Kleinfinger außen                                 |
| U+1D8C3 (121027) | 𝣃               | anderes Symbol              | links nach rechts           | SIGNWRITING HAND-ANGLE INDEX RING LITTLE                               | Gebärdenschriftzeichen Hand gewinkelt Zeige-, Ring- und Kleinfinger                                       |
| U+1D8C4 (121028) | 𝣄               | anderes Symbol              | links nach rechts           | SIGNWRITING HAND-FIST MIDDLE DOWN                                      | Gebärdenschriftzeichen Faust Mittelfinger abwärts                                                         |
| U+1D8C5 (121029) | 𝣅               | anderes Symbol              | links nach rechts           | SIGNWRITING HAND-HINGE MIDDLE                                          | Gebärdenschriftzeichen Hand HINGE Mittelfinger                                                            |
| U+1D8C6 (121030) | 𝣆               | anderes Symbol              | links nach rechts           | SIGNWRITING HAND-FIST MIDDLE UP                                        | Gebärdenschriftzeichen Faust Mittelfinger oben                                                            |
| U+1D8C7 (121031) | 𝣇               | anderes Symbol              | links nach rechts           | SIGNWRITING HAND-CIRCLE MIDDLE UP                                      | Gebärdenschriftzeichen Hand kreisrund Mittelfinger oben                                                   |
| U+1D8C8 (121032) | 𝣈               | anderes Symbol              | links nach rechts           | SIGNWRITING HAND-FIST MIDDLE RAISED KNUCKLE                            | Gebärdenschriftzeichen Faust Mittelfinger erhoben Knöchel                                                 |
| U+1D8C9 (121033) | 𝣉               | anderes Symbol              | links nach rechts           | SIGNWRITING HAND-FIST MIDDLE UP THUMB SIDE                             | Gebärdenschriftzeichen Faust Mittelfinger oben Daumen seitlich                                            |
| U+1D8CA (121034) | 𝣊               | anderes Symbol              | links nach rechts           | SIGNWRITING HAND-HOOK MIDDLE THUMB                                     | Gebärdenschriftzeichen Hand hakenförmig Mittelfinger Daumen                                               |
| U+1D8CB (121035) | 𝣋               | anderes Symbol              | links nach rechts           | SIGNWRITING HAND-FIST MIDDLE THUMB LITTLE                              | Gebärdenschriftzeichen Faust Mittelfinger Daumen Kleinfinger                                              |
| U+1D8CC (121036) | 𝣌               | anderes Symbol              | links nach rechts           | SIGNWRITING HAND-FIST MIDDLE LITTLE                                    | Gebärdenschriftzeichen Faust Mittelfinger Kleinfinger                                                     |
| U+1D8CD (121037) | 𝣍               | anderes Symbol              | links nach rechts           | SIGNWRITING HAND-FIST MIDDLE RING LITTLE                               | Gebärdenschriftzeichen Faust Mittelfinger Ringfinger Kleinfinger                                          |
| U+1D8CE (121038) | 𝣎               | anderes Symbol              | links nach rechts           | SIGNWRITING HAND-CIRCLE MIDDLE RING LITTLE                             | Gebärdenschriftzeichen Hand kreisrund Mittelfinger Ringfinger Kleinfinger                                 |
| U+1D8CF (121039) | 𝣏               | anderes Symbol              | links nach rechts           | SIGNWRITING HAND-CURLICUE MIDDLE RING LITTLE ON                        | Gebärdenschriftzeichen Hand CURLICUE Mittelfinger Ringfinger Kleinfinger auf                              |
| U+1D8D0 (121040) | 𝣐               | anderes Symbol              | links nach rechts           | SIGNWRITING HAND-CUP MIDDLE RING LITTLE                                | Gebärdenschriftzeichen Hand gewölbt Mittelfinger Ringfinger Kleinfinger                                   |
| U+1D8D1 (121041) | 𝣑               | anderes Symbol              | links nach rechts           | SIGNWRITING HAND-HINGE MIDDLE RING LITTLE                              | Gebärdenschriftzeichen Hand HINGE Mittelfinger Ringfinger Kleinfinger                                     |
| U+1D8D2 (121042) | 𝣒               | anderes Symbol              | links nach rechts           | SIGNWRITING HAND-ANGLE MIDDLE RING LITTLE OUT                          | Gebärdenschriftzeichen Hand gewinkelt Mittelfinger Ringfinger Kleinfinger außen                           |
| U+1D8D3 (121043) | 𝣓               | anderes Symbol              | links nach rechts           | SIGNWRITING HAND-ANGLE MIDDLE RING LITTLE IN                           | Gebärdenschriftzeichen Hand gewinkelt Mittelfinger Ringfinger Kleinfinger IN                              |
| U+1D8D4 (121044) | 𝣔               | anderes Symbol              | links nach rechts           | SIGNWRITING HAND-ANGLE MIDDLE RING LITTLE                              | Gebärdenschriftzeichen Hand gewinkelt Mittelfinger Ringfinger Kleinfinger                                 |
| U+1D8D5 (121045) | 𝣕               | anderes Symbol              | links nach rechts           | SIGNWRITING HAND-CIRCLE MIDDLE RING LITTLE BENT                        | Gebärdenschriftzeichen Hand kreisrund Mittelfinger Ringfinger Kleinfinger gebogen                         |
| U+1D8D6 (121046) | 𝣖               | anderes Symbol              | links nach rechts           | SIGNWRITING HAND-CLAW MIDDLE RING LITTLE CONJOINED                     | Gebärdenschriftzeichen Hand CLAW Mittelfinger Ringfinger Kleinfinger verbunden                            |
| U+1D8D7 (121047) | 𝣗               | anderes Symbol              | links nach rechts           | SIGNWRITING HAND-CLAW MIDDLE RING LITTLE CONJOINED SIDE                | Gebärdenschriftzeichen Hand CLAW Mittelfinger Ringfinger Kleinfinger verbunden seitlich                   |
| U+1D8D8 (121048) | 𝣘               | anderes Symbol              | links nach rechts           | SIGNWRITING HAND-HOOK MIDDLE RING LITTLE CONJOINED OUT                 | Gebärdenschriftzeichen Hand hakenförmig Mittelfinger Ringfinger Kleinfinger verbunden außen               |
| U+1D8D9 (121049) | 𝣙               | anderes Symbol              | links nach rechts           | SIGNWRITING HAND-HOOK MIDDLE RING LITTLE CONJOINED IN                  | Gebärdenschriftzeichen Hand hakenförmig Mittelfinger Ringfinger Kleinfinger verbunden IN                  |
| U+1D8DA (121050) | 𝣚               | anderes Symbol              | links nach rechts           | SIGNWRITING HAND-HOOK MIDDLE RING LITTLE CONJOINED                     | Gebärdenschriftzeichen Hand hakenförmig Mittelfinger Ringfinger Kleinfinger verbunden                     |
| U+1D8DB (121051) | 𝣛               | anderes Symbol              | links nach rechts           | SIGNWRITING HAND-HINGE INDEX HINGED                                    | Gebärdenschriftzeichen Hand HINGE Zeigefinger HINGED                                                      |
| U+1D8DC (121052) | 𝣜               | anderes Symbol              | links nach rechts           | SIGNWRITING HAND-FIST INDEX THUMB SIDE                                 | Gebärdenschriftzeichen Faust Zeigefinger Daumen seitlich                                                  |
| U+1D8DD (121053) | 𝣝               | anderes Symbol              | links nach rechts           | SIGNWRITING HAND-HINGE INDEX THUMB SIDE                                | Gebärdenschriftzeichen Hand HINGE Zeigefinger Daumen seitlich                                             |
| U+1D8DE (121054) | 𝣞               | anderes Symbol              | links nach rechts           | SIGNWRITING HAND-FIST INDEX THUMB SIDE THUMB DIAGONAL                  | Gebärdenschriftzeichen Faust Zeigefinger Daumen seitlich Daumen diagonal                                  |
| U+1D8DF (121055) | 𝣟               | anderes Symbol              | links nach rechts           | SIGNWRITING HAND-FIST INDEX THUMB SIDE THUMB CONJOINED                 | Gebärdenschriftzeichen Faust Zeigefinger Daumen seitlich Daumen verbunden                                 |
| U+1D8E0 (121056) | 𝣠               | anderes Symbol              | links nach rechts           | SIGNWRITING HAND-FIST INDEX THUMB SIDE THUMB BENT                      | Gebärdenschriftzeichen Faust Zeigefinger Daumen seitlich Daumen gebogen                                   |
| U+1D8E1 (121057) | 𝣡               | anderes Symbol              | links nach rechts           | SIGNWRITING HAND-FIST INDEX THUMB SIDE INDEX BENT                      | Gebärdenschriftzeichen Faust Zeigefinger Daumen seitlich Zeigefinger gebogen                              |
| U+1D8E2 (121058) | 𝣢               | anderes Symbol              | links nach rechts           | SIGNWRITING HAND-FIST INDEX THUMB SIDE BOTH BENT                       | Gebärdenschriftzeichen Faust Zeigefinger Daumen seitlich beide gebogen                                    |
| U+1D8E3 (121059) | 𝣣               | anderes Symbol              | links nach rechts           | SIGNWRITING HAND-FIST INDEX THUMB SIDE INDEX HINGE                     | Gebärdenschriftzeichen Faust Zeigefinger Daumen seitlich Zeigefinger HINGE                                |
| U+1D8E4 (121060) | 𝣤               | anderes Symbol              | links nach rechts           | SIGNWRITING HAND-FIST INDEX THUMB FORWARD INDEX STRAIGHT               | Gebärdenschriftzeichen Faust Zeigefinger Daumen vorwärts Zeigefinger gerade                               |
| U+1D8E5 (121061) | 𝣥               | anderes Symbol              | links nach rechts           | SIGNWRITING HAND-FIST INDEX THUMB FORWARD INDEX BENT                   | Gebärdenschriftzeichen Faust Zeigefinger Daumen vorwärts Zeigefinger gebogen                              |
| U+1D8E6 (121062) | 𝣦               | anderes Symbol              | links nach rechts           | SIGNWRITING HAND-FIST INDEX THUMB HOOK                                 | Gebärdenschriftzeichen Faust Zeigefinger Daumen hakenförmig                                               |
| U+1D8E7 (121063) | 𝣧               | anderes Symbol              | links nach rechts           | SIGNWRITING HAND-FIST INDEX THUMB CURLICUE                             | Gebärdenschriftzeichen Faust Zeigefinger Daumen CURLICUE                                                  |
| U+1D8E8 (121064) | 𝣨               | anderes Symbol              | links nach rechts           | SIGNWRITING HAND-FIST INDEX THUMB CURVE THUMB INSIDE                   | Gebärdenschriftzeichen Faust Zeigefinger Daumen kurvig Daumen innerhalb                                   |
| U+1D8E9 (121065) | 𝣩               | anderes Symbol              | links nach rechts           | SIGNWRITING HAND-CLAW INDEX THUMB CURVE THUMB INSIDE                   | Gebärdenschriftzeichen Hand CLAW Zeigefinger Daumen kurvig Daumen innerhalb                               |
| U+1D8EA (121066) | 𝣪               | anderes Symbol              | links nach rechts           | SIGNWRITING HAND-FIST INDEX THUMB CURVE THUMB UNDER                    | Gebärdenschriftzeichen Faust Zeigefinger Daumen kurvig Daumen unter                                       |
| U+1D8EB (121067) | 𝣫               | anderes Symbol              | links nach rechts           | SIGNWRITING HAND-FIST INDEX THUMB CIRCLE                               | Gebärdenschriftzeichen Faust Zeigefinger Daumen kreisrund                                                 |
| U+1D8EC (121068) | 𝣬               | anderes Symbol              | links nach rechts           | SIGNWRITING HAND-CUP INDEX THUMB                                       | Gebärdenschriftzeichen Hand gewölbt Zeigefinger Daumen                                                    |
| U+1D8ED (121069) | 𝣭               | anderes Symbol              | links nach rechts           | SIGNWRITING HAND-CUP INDEX THUMB OPEN                                  | Gebärdenschriftzeichen Hand gewölbt Zeigefinger Daumen offen                                              |
| U+1D8EE (121070) | 𝣮               | anderes Symbol              | links nach rechts           | SIGNWRITING HAND-HINGE INDEX THUMB OPEN                                | Gebärdenschriftzeichen Hand HINGE Zeigefinger Daumen offen                                                |
| U+1D8EF (121071) | 𝣯               | anderes Symbol              | links nach rechts           | SIGNWRITING HAND-HINGE INDEX THUMB LARGE                               | Gebärdenschriftzeichen Hand HINGE Zeigefinger Daumen groß                                                 |
| U+1D8F0 (121072) | 𝣰               | anderes Symbol              | links nach rechts           | SIGNWRITING HAND-HINGE INDEX THUMB                                     | Gebärdenschriftzeichen Hand HINGE Zeigefinger Daumen                                                      |
| U+1D8F1 (121073) | 𝣱               | anderes Symbol              | links nach rechts           | SIGNWRITING HAND-HINGE INDEX THUMB SMALL                               | Gebärdenschriftzeichen Hand HINGE Zeigefinger Daumen klein                                                |
| U+1D8F2 (121074) | 𝣲               | anderes Symbol              | links nach rechts           | SIGNWRITING HAND-ANGLE INDEX THUMB OUT                                 | Gebärdenschriftzeichen Hand gewinkelt Zeigefinger Daumen außen                                            |
| U+1D8F3 (121075) | 𝣳               | anderes Symbol              | links nach rechts           | SIGNWRITING HAND-ANGLE INDEX THUMB IN                                  | Gebärdenschriftzeichen Hand gewinkelt Zeigefinger Daumen IN                                               |
| U+1D8F4 (121076) | 𝣴               | anderes Symbol              | links nach rechts           | SIGNWRITING HAND-ANGLE INDEX THUMB                                     | Gebärdenschriftzeichen Hand gewinkelt Zeigefinger Daumen                                                  |
| U+1D8F5 (121077) | 𝣵               | anderes Symbol              | links nach rechts           | SIGNWRITING HAND-FIST THUMB                                            | Gebärdenschriftzeichen Faust Daumen                                                                       |
| U+1D8F6 (121078) | 𝣶               | anderes Symbol              | links nach rechts           | SIGNWRITING HAND-FIST THUMB HEEL                                       | Gebärdenschriftzeichen Faust Daumen HEEL                                                                  |
| U+1D8F7 (121079) | 𝣷               | anderes Symbol              | links nach rechts           | SIGNWRITING HAND-FIST THUMB SIDE DIAGONAL                              | Gebärdenschriftzeichen Faust Daumen seitlich diagonal                                                     |
| U+1D8F8 (121080) | 𝣸               | anderes Symbol              | links nach rechts           | SIGNWRITING HAND-FIST THUMB SIDE CONJOINED                             | Gebärdenschriftzeichen Faust Daumen seitlich verbunden                                                    |
| U+1D8F9 (121081) | 𝣹               | anderes Symbol              | links nach rechts           | SIGNWRITING HAND-FIST THUMB SIDE BENT                                  | Gebärdenschriftzeichen Faust Daumen seitlich gebogen                                                      |
| U+1D8FA (121082) | 𝣺               | anderes Symbol              | links nach rechts           | SIGNWRITING HAND-FIST THUMB FORWARD                                    | Gebärdenschriftzeichen Faust Daumen vorwärts                                                              |
| U+1D8FB (121083) | 𝣻               | anderes Symbol              | links nach rechts           | SIGNWRITING HAND-FIST THUMB BETWEEN INDEX MIDDLE                       | Gebärdenschriftzeichen Faust Daumen zwischen Zeigefinger und Mittelfinger                                 |
| U+1D8FC (121084) | 𝣼               | anderes Symbol              | links nach rechts           | SIGNWRITING HAND-FIST THUMB BETWEEN MIDDLE RING                        | Gebärdenschriftzeichen Faust Daumen zwischen Mittelfinger Ringfinger                                      |
| U+1D8FD (121085) | 𝣽               | anderes Symbol              | links nach rechts           | SIGNWRITING HAND-FIST THUMB BETWEEN RING LITTLE                        | Gebärdenschriftzeichen Faust Daumen zwischen Ringfinger Kleinfinger                                       |
| U+1D8FE (121086) | 𝣾               | anderes Symbol              | links nach rechts           | SIGNWRITING HAND-FIST THUMB UNDER TWO FINGERS                          | Gebärdenschriftzeichen Faust Daumen unter zwei Finger                                                     |
| U+1D8FF (121087) | 𝣿               | anderes Symbol              | links nach rechts           | SIGNWRITING HAND-FIST THUMB OVER TWO FINGERS                           | Gebärdenschriftzeichen Faust Daumen über zwei Finger                                                      |
| U+1D900 (121088) | 𝤀               | anderes Symbol              | links nach rechts           | SIGNWRITING HAND-FIST THUMB UNDER THREE FINGERS                        | Gebärdenschriftzeichen Faust Daumen unter drei Finger                                                     |
| U+1D901 (121089) | 𝤁               | anderes Symbol              | links nach rechts           | SIGNWRITING HAND-FIST THUMB UNDER FOUR FINGERS                         | Gebärdenschriftzeichen Faust Daumen unter vier Finger                                                     |
| U+1D902 (121090) | 𝤂               | anderes Symbol              | links nach rechts           | SIGNWRITING HAND-FIST THUMB OVER FOUR RAISED KNUCKLES                  | Gebärdenschriftzeichen Faust Daumen über vier erhobene Knöchel                                            |
| U+1D903 (121091) | 𝤃               | anderes Symbol              | links nach rechts           | SIGNWRITING HAND-FIST                                                  | Gebärdenschriftzeichen Faust                                                                              |
| U+2D904 (121092) | 𭤄              | anderes Symbol              | links nach rechts           | SIGNWRITING HAND-FIST HEEL                                             | Gebärdenschriftzeichen Faust HEEL                                                                         |
| U+1D905 (121093) | 𝤅               | anderes Symbol              | links nach rechts           | SIGNWRITING TOUCH SINGLE                                               | Gebärdenschriftzeichen Berührung einmal                                                                   |
| U+1D906 (121094) | 𝤆               | anderes Symbol              | links nach rechts           | SIGNWRITING TOUCH MULTIPLE                                             | Gebärdenschriftzeichen Berührung mehrmals                                                                 |
| U+1D907 (121095) | 𝤇               | anderes Symbol              | links nach rechts           | SIGNWRITING TOUCH BETWEEN                                              | Gebärdenschriftzeichen Berührung zwischen                                                                 |
| U+1D908 (121096) | 𝤈               | anderes Symbol              | links nach rechts           | SIGNWRITING GRASP SINGLE                                               | Gebärdenschriftzeichen Greifen einmal                                                                     |
| U+1D909 (121097) | 𝤉               | anderes Symbol              | links nach rechts           | SIGNWRITING GRASP MULTIPLE                                             | Gebärdenschriftzeichen Greifen mehrmals                                                                   |
| U+1D90A (121098) | 𝤊               | anderes Symbol              | links nach rechts           | SIGNWRITING GRASP BETWEEN                                              | Gebärdenschriftzeichen Greifen zwischen                                                                   |
| U+1D90B (121099) | 𝤋               | anderes Symbol              | links nach rechts           | SIGNWRITING STRIKE SINGLE                                              | Gebärdenschriftzeichen STRIKE einmal                                                                      |
| U+1D90C (121100) | 𝤌               | anderes Symbol              | links nach rechts           | SIGNWRITING STRIKE MULTIPLE                                            | Gebärdenschriftzeichen STRIKE mehrmals                                                                    |
| U+1D90D (121101) | 𝤍               | anderes Symbol              | links nach rechts           | SIGNWRITING STRIKE BETWEEN                                             | Gebärdenschriftzeichen STRIKE zwischen                                                                    |
| U+1D90E (121102) | 𝤎               | anderes Symbol              | links nach rechts           | SIGNWRITING BRUSH SINGLE                                               | Gebärdenschriftzeichen Pinsel einmal                                                                      |
| U+1D90F (121103) | 𝤏               | anderes Symbol              | links nach rechts           | SIGNWRITING BRUSH MULTIPLE                                             | Gebärdenschriftzeichen Pinsel mehrmals                                                                    |
| U+1D910 (121104) | 𝤐               | anderes Symbol              | links nach rechts           | SIGNWRITING BRUSH BETWEEN                                              | Gebärdenschriftzeichen Pinsel zwischen                                                                    |
| U+1D911 (121105) | 𝤑               | anderes Symbol              | links nach rechts           | SIGNWRITING RUB SINGLE                                                 | Gebärdenschriftzeichen RUB einmal                                                                         |
| U+1D912 (121106) | 𝤒               | anderes Symbol              | links nach rechts           | SIGNWRITING RUB MULTIPLE                                               | Gebärdenschriftzeichen RUB mehrmals                                                                       |
| U+1D913 (121107) | 𝤓               | anderes Symbol              | links nach rechts           | SIGNWRITING RUB BETWEEN                                                | Gebärdenschriftzeichen RUB zwischen                                                                       |
| U+1D914 (121108) | 𝤔               | anderes Symbol              | links nach rechts           | SIGNWRITING SURFACE SYMBOLS                                            | Gebärdenschriftzeichen Oberfläche Symbole                                                                 |
| U+1D915 (121109) | 𝤕               | anderes Symbol              | links nach rechts           | SIGNWRITING SURFACE BETWEEN                                            | Gebärdenschriftzeichen Oberfläche zwischen                                                                |
| U+1D916 (121110) | 𝤖               | anderes Symbol              | links nach rechts           | SIGNWRITING SQUEEZE LARGE SINGLE                                       | Gebärdenschriftzeichen SQUEEZE groß einmal                                                                |
| U+1D917 (121111) | 𝤗               | anderes Symbol              | links nach rechts           | SIGNWRITING SQUEEZE SMALL SINGLE                                       | Gebärdenschriftzeichen SQUEEZE klein einmal                                                               |
| U+1D918 (121112) | 𝤘               | anderes Symbol              | links nach rechts           | SIGNWRITING SQUEEZE LARGE MULTIPLE                                     | Gebärdenschriftzeichen SQUEEZE groß mehrmals                                                              |
| U+1D919 (121113) | 𝤙               | anderes Symbol              | links nach rechts           | SIGNWRITING SQUEEZE SMALL MULTIPLE                                     | Gebärdenschriftzeichen SQUEEZE klein mehrmals                                                             |
| U+1D91A (121114) | 𝤚               | anderes Symbol              | links nach rechts           | SIGNWRITING SQUEEZE SEQUENTIAL                                         | Gebärdenschriftzeichen SQUEEZE nacheinander                                                               |
| U+1D91B (121115) | 𝤛               | anderes Symbol              | links nach rechts           | SIGNWRITING FLICK LARGE SINGLE                                         | Gebärdenschriftzeichen FLICK groß einmal                                                                  |
| U+1D91C (121116) | 𝤜               | anderes Symbol              | links nach rechts           | SIGNWRITING FLICK SMALL SINGLE                                         | Gebärdenschriftzeichen FLICK klein einmal                                                                 |
| U+1D91D (121117) | 𝤝               | anderes Symbol              | links nach rechts           | SIGNWRITING FLICK LARGE MULTIPLE                                       | Gebärdenschriftzeichen FLICK groß mehrmals                                                                |
| U+1D91E (121118) | 𝤞               | anderes Symbol              | links nach rechts           | SIGNWRITING FLICK SMALL MULTIPLE                                       | Gebärdenschriftzeichen FLICK klein mehrmals                                                               |
| U+1D91F (121119) | 𝤟               | anderes Symbol              | links nach rechts           | SIGNWRITING FLICK SEQUENTIAL                                           | Gebärdenschriftzeichen FLICK nacheinander                                                                 |
| U+1D920 (121120) | 𝤠               | anderes Symbol              | links nach rechts           | SIGNWRITING SQUEEZE FLICK ALTERNATING                                  | Gebärdenschriftzeichen SQUEEZE FLICK abwechselnd                                                          |
| U+1D921 (121121) | 𝤡               | anderes Symbol              | links nach rechts           | SIGNWRITING MOVEMENT-HINGE UP DOWN LARGE                               | Gebärdenschriftzeichen Bewegung-HINGE oben abwärts groß                                                   |
| U+1D922 (121122) | 𝤢               | anderes Symbol              | links nach rechts           | SIGNWRITING MOVEMENT-HINGE UP DOWN SMALL                               | Gebärdenschriftzeichen Bewegung-HINGE oben abwärts klein                                                  |
| U+1D923 (121123) | 𝤣               | anderes Symbol              | links nach rechts           | SIGNWRITING MOVEMENT-HINGE UP SEQUENTIAL                               | Gebärdenschriftzeichen Bewegung-HINGE oben nacheinander                                                   |
| U+1D924 (121124) | 𝤤               | anderes Symbol              | links nach rechts           | SIGNWRITING MOVEMENT-HINGE DOWN SEQUENTIAL                             | Gebärdenschriftzeichen Bewegung-HINGE abwärts nacheinander                                                |
| U+1D925 (121125) | 𝤥               | anderes Symbol              | links nach rechts           | SIGNWRITING MOVEMENT-HINGE UP DOWN ALTERNATING LARGE                   | Gebärdenschriftzeichen Bewegung-HINGE oben abwärts abwechselnd groß                                       |
| U+1D926 (121126) | 𝤦               | anderes Symbol              | links nach rechts           | SIGNWRITING MOVEMENT-HINGE UP DOWN ALTERNATING SMALL                   | Gebärdenschriftzeichen Bewegung-HINGE oben abwärts abwechselnd klein                                      |
| U+1D927 (121127) | 𝤧               | anderes Symbol              | links nach rechts           | SIGNWRITING MOVEMENT-HINGE SIDE TO SIDE SCISSORS                       | Gebärdenschriftzeichen Bewegung-HINGE seitlich TO seitlich SCISSORS                                       |
| U+1D928 (121128) | 𝤨               | anderes Symbol              | links nach rechts           | SIGNWRITING MOVEMENT-WALLPLANE FINGER CONTACT                          | Gebärdenschriftzeichen Bewegung-wandparallel FINGER CONTACT                                               |
| U+1D929 (121129) | 𝤩               | anderes Symbol              | links nach rechts           | SIGNWRITING MOVEMENT-FLOORPLANE FINGER CONTACT                         | Gebärdenschriftzeichen bodenparallele Bewegung FINGER CONTACT                                             |
| U+1D92A (121130) | 𝤪               | anderes Symbol              | links nach rechts           | SIGNWRITING MOVEMENT-WALLPLANE SINGLE STRAIGHT SMALL                   | Gebärdenschriftzeichen Bewegung-wandparallel einmal/einfach gerade klein                                  |
| U+1D92B (121131) | 𝤫               | anderes Symbol              | links nach rechts           | SIGNWRITING MOVEMENT-WALLPLANE SINGLE STRAIGHT MEDIUM                  | Gebärdenschriftzeichen Bewegung-wandparallel einmal/einfach gerade mittel                                 |
| U+1D92C (121132) | 𝤬               | anderes Symbol              | links nach rechts           | SIGNWRITING MOVEMENT-WALLPLANE SINGLE STRAIGHT LARGE                   | Gebärdenschriftzeichen Bewegung-wandparallel einmal/einfach gerade groß                                   |
| U+1D92D (121133) | 𝤭               | anderes Symbol              | links nach rechts           | SIGNWRITING MOVEMENT-WALLPLANE SINGLE STRAIGHT LARGEST                 | Gebärdenschriftzeichen Bewegung-wandparallel einmal/einfach gerade LARGEST                                |
| U+1D92E (121134) | 𝤮               | anderes Symbol              | links nach rechts           | SIGNWRITING MOVEMENT-WALLPLANE SINGLE WRIST FLEX                       | Gebärdenschriftzeichen Bewegung-wandparallel einmal/einfach Handgelenk FLEX                               |
| U+1D92F (121135) | 𝤯               | anderes Symbol              | links nach rechts           | SIGNWRITING MOVEMENT-WALLPLANE DOUBLE STRAIGHT                         | Gebärdenschriftzeichen Bewegung-wandparallel zweimal/zweifach gerade                                      |
| U+1D930 (121136) | 𝤰               | anderes Symbol              | links nach rechts           | SIGNWRITING MOVEMENT-WALLPLANE DOUBLE WRIST FLEX                       | Gebärdenschriftzeichen Bewegung-wandparallel zweimal/zweifach Handgelenk FLEX                             |
| U+1D931 (121137) | 𝤱               | anderes Symbol              | links nach rechts           | SIGNWRITING MOVEMENT-WALLPLANE DOUBLE ALTERNATING                      | Gebärdenschriftzeichen Bewegung-wandparallel zweimal/zweifach ALTERNATING                                 |
| U+1D932 (121138) | 𝤲               | anderes Symbol              | links nach rechts           | SIGNWRITING MOVEMENT-WALLPLANE DOUBLE ALTERNATING WRIST FLEX           | Gebärdenschriftzeichen Bewegung-wandparallel zweimal/zweifach ALTERNATING WRIST FLEX                      |
| U+1D933 (121139) | 𝤳               | anderes Symbol              | links nach rechts           | SIGNWRITING MOVEMENT-WALLPLANE CROSS                                   | Gebärdenschriftzeichen Bewegung-wandparallel gekreuzt                                                     |
| U+1D934 (121140) | 𝤴               | anderes Symbol              | links nach rechts           | SIGNWRITING MOVEMENT-WALLPLANE TRIPLE STRAIGHT MOVEMENT                | Gebärdenschriftzeichen Bewegung-wandparallel dreifach/dreimal gerade Bewegung                             |
| U+1D935 (121141) | 𝤵               | anderes Symbol              | links nach rechts           | SIGNWRITING MOVEMENT-WALLPLANE TRIPLE WRIST FLEX                       | Gebärdenschriftzeichen Bewegung-wandparallel dreifach/dreimal Handgelenk FLEX                             |
| U+1D936 (121142) | 𝤶               | anderes Symbol              | links nach rechts           | SIGNWRITING MOVEMENT-WALLPLANE TRIPLE ALTERNATING                      | Gebärdenschriftzeichen Bewegung-wandparallel dreifach/dreimal ALTERNATING                                 |
| U+1D937 (121143) | 𝤷               | anderes Symbol              | links nach rechts           | SIGNWRITING MOVEMENT-WALLPLANE TRIPLE ALTERNATING WRIST FLEX           | Gebärdenschriftzeichen Bewegung-wandparallel dreifach/dreimal ALTERNATING WRIST FLEX                      |
| U+1D938 (121144) | 𝤸               | anderes Symbol              | links nach rechts           | SIGNWRITING MOVEMENT-WALLPLANE BEND SMALL                              | Gebärdenschriftzeichen Bewegung-wandparallel BEND klein                                                   |
| U+1D939 (121145) | 𝤹               | anderes Symbol              | links nach rechts           | SIGNWRITING MOVEMENT-WALLPLANE BEND MEDIUM                             | Gebärdenschriftzeichen Bewegung-wandparallel BEND mittel                                                  |
| U+1D93A (121146) | 𝤺               | anderes Symbol              | links nach rechts           | SIGNWRITING MOVEMENT-WALLPLANE BEND LARGE                              | Gebärdenschriftzeichen Bewegung-wandparallel BEND groß                                                    |
| U+1D93B (121147) | 𝤻               | anderes Symbol              | links nach rechts           | SIGNWRITING MOVEMENT-WALLPLANE CORNER SMALL                            | Gebärdenschriftzeichen Bewegung-wandparallel CORNER klein                                                 |
| U+1D93C (121148) | 𝤼               | anderes Symbol              | links nach rechts           | SIGNWRITING MOVEMENT-WALLPLANE CORNER MEDIUM                           | Gebärdenschriftzeichen Bewegung-wandparallel CORNER mittel                                                |
| U+1D93D (121149) | 𝤽               | anderes Symbol              | links nach rechts           | SIGNWRITING MOVEMENT-WALLPLANE CORNER LARGE                            | Gebärdenschriftzeichen Bewegung-wandparallel CORNER groß                                                  |
| U+1D93E (121150) | 𝤾               | anderes Symbol              | links nach rechts           | SIGNWRITING MOVEMENT-WALLPLANE CORNER ROTATION                         | Gebärdenschriftzeichen Bewegung-wandparallel CORNER Rotation                                              |
| U+1D93F (121151) | 𝤿               | anderes Symbol              | links nach rechts           | SIGNWRITING MOVEMENT-WALLPLANE CHECK SMALL                             | Gebärdenschriftzeichen Bewegung-wandparallel CHECK klein                                                  |
| U+1D940 (121152) | 𝥀               | anderes Symbol              | links nach rechts           | SIGNWRITING MOVEMENT-WALLPLANE CHECK MEDIUM                            | Gebärdenschriftzeichen Bewegung-wandparallel CHECK mittel                                                 |
| U+1D941 (121153) | 𝥁               | anderes Symbol              | links nach rechts           | SIGNWRITING MOVEMENT-WALLPLANE CHECK LARGE                             | Gebärdenschriftzeichen Bewegung-wandparallel CHECK groß                                                   |
| U+1D942 (121154) | 𝥂               | anderes Symbol              | links nach rechts           | SIGNWRITING MOVEMENT-WALLPLANE BOX SMALL                               | Gebärdenschriftzeichen Bewegung-wandparallel BOX klein                                                    |
| U+1D943 (121155) | 𝥃               | anderes Symbol              | links nach rechts           | SIGNWRITING MOVEMENT-WALLPLANE BOX MEDIUM                              | Gebärdenschriftzeichen Bewegung-wandparallel BOX mittel                                                   |
| U+1D944 (121156) | 𝥄               | anderes Symbol              | links nach rechts           | SIGNWRITING MOVEMENT-WALLPLANE BOX LARGE                               | Gebärdenschriftzeichen Bewegung-wandparallel BOX groß                                                     |
| U+1D945 (121157) | 𝥅               | anderes Symbol              | links nach rechts           | SIGNWRITING MOVEMENT-WALLPLANE ZIGZAG SMALL                            | Gebärdenschriftzeichen Bewegung-wandparallel zick-zack klein                                              |
| U+1D946 (121158) | 𝥆               | anderes Symbol              | links nach rechts           | SIGNWRITING MOVEMENT-WALLPLANE ZIGZAG MEDIUM                           | Gebärdenschriftzeichen Bewegung-wandparallel zick-zack mittel                                             |
| U+1D947 (121159) | 𝥇               | anderes Symbol              | links nach rechts           | SIGNWRITING MOVEMENT-WALLPLANE ZIGZAG LARGE                            | Gebärdenschriftzeichen Bewegung-wandparallel zick-zack groß                                               |
| U+1D948 (121160) | 𝥈               | anderes Symbol              | links nach rechts           | SIGNWRITING MOVEMENT-WALLPLANE PEAKS SMALL                             | Gebärdenschriftzeichen Bewegung-wandparallel PEAKS klein                                                  |
| U+1D949 (121161) | 𝥉               | anderes Symbol              | links nach rechts           | SIGNWRITING MOVEMENT-WALLPLANE PEAKS MEDIUM                            | Gebärdenschriftzeichen Bewegung-wandparallel PEAKS mittel                                                 |
| U+1D94A (121162) | 𝥊               | anderes Symbol              | links nach rechts           | SIGNWRITING MOVEMENT-WALLPLANE PEAKS LARGE                             | Gebärdenschriftzeichen Bewegung-wandparallel PEAKS groß                                                   |
| U+1D94B (121163) | 𝥋               | anderes Symbol              | links nach rechts           | SIGNWRITING Bewegung WALLPLANE Rotation WALLPLANE SINGLE               | Gebärdenschriftzeichen wandparallele Bewegung wandparallele Rotation einmal                               |
| U+1D94C (121164) | 𝥌               | anderes Symbol              | links nach rechts           | SIGNWRITING Bewegung WALLPLANE Rotation WALLPLANE DOUBLE               | Gebärdenschriftzeichen wandparallele wandparallele Bewegunge Rotation zweimal                             |
| U+1D94D (121165) | 𝥍               | anderes Symbol              | links nach rechts           | SIGNWRITING Bewegung WALLPLANE Rotation WALLPLANE ALTERNATING          | Gebärdenschriftzeichen wandparallele Bewegung wandparallele Rotation ALTERNATING                          |
| U+1D94E (121166) | 𝥎               | anderes Symbol              | links nach rechts           | SIGNWRITING Bewegung WALLPLANE Rotation FLOORPLANE SINGLE              | Gebärdenschriftzeichen wandparallele bodenparallele Bewegunge Rotation einmal                             |
| U+1D94F (121167) | 𝥏               | anderes Symbol              | links nach rechts           | SIGNWRITING Bewegung WALLPLANE Rotation FLOORPLANE DOUBLE              | Gebärdenschriftzeichen wandparallele bodenparallele Bewegunge Rotation zweimal                            |
| U+1D950 (121168) | 𝥐               | anderes Symbol              | links nach rechts           | SIGNWRITING Bewegung WALLPLANE Rotation FLOORPLANE ALTERNATING         | Gebärdenschriftzeichen wandparallele bodenparallele Bewegunge Rotation ALTERNATING                        |
| U+1D951 (121169) | 𝥑               | anderes Symbol              | links nach rechts           | SIGNWRITING Bewegung WALLPLANE SHAKING                                 | Gebärdenschriftzeichen wandparallele Bewegung SHAKING                                                     |
| U+1D952 (121170) | 𝥒               | anderes Symbol              | links nach rechts           | SIGNWRITING Bewegung WALLPLANE ARM SPIRAL SINGLE                       | Gebärdenschriftzeichen wandparallele Bewegung ARM SPIRAL einmal                                           |
| U+1D953 (121171) | 𝥓               | anderes Symbol              | links nach rechts           | SIGNWRITING Bewegung WALLPLANE ARM SPIRAL DOUBLE                       | Gebärdenschriftzeichen wandparallele Bewegung ARM SPIRAL zweimal                                          |
| U+1D954 (121172) | 𝥔               | anderes Symbol              | links nach rechts           | SIGNWRITING Bewegung WALLPLANE ARM SPIRAL TRIPLE                       | Gebärdenschriftzeichen wandparallele Bewegung ARM SPIRAL dreifach/dreimal                                 |
| U+1D955 (121173) | 𝥕               | anderes Symbol              | links nach rechts           | SIGNWRITING MOVEMENT-DIAGONAL AWAY SMALL                               | Gebärdenschriftzeichen diagonale Bewegung AWAY klein                                                      |
| U+1D956 (121174) | 𝥖               | anderes Symbol              | links nach rechts           | SIGNWRITING MOVEMENT-DIAGONAL AWAY MEDIUM                              | Gebärdenschriftzeichen diagonale Bewegung AWAY mittel                                                     |
| U+1D957 (121175) | 𝥗               | anderes Symbol              | links nach rechts           | SIGNWRITING MOVEMENT-DIAGONAL AWAY LARGE                               | Gebärdenschriftzeichen diagonale Bewegung AWAY groß                                                       |
| U+1D958 (121176) | 𝥘               | anderes Symbol              | links nach rechts           | SIGNWRITING MOVEMENT-DIAGONAL AWAY LARGEST                             | Gebärdenschriftzeichen diagonale Bewegung AWAY LARGEST                                                    |
| U+1D959 (121177) | 𝥙               | anderes Symbol              | links nach rechts           | SIGNWRITING MOVEMENT-DIAGONAL TOWARDS SMALL                            | Gebärdenschriftzeichen diagonale Bewegung TOWARDS klein                                                   |
| U+1D95A (121178) | 𝥚               | anderes Symbol              | links nach rechts           | SIGNWRITING MOVEMENT-DIAGONAL TOWARDS MEDIUM                           | Gebärdenschriftzeichen diagonale Bewegung TOWARDS mittel                                                  |
| U+1D95B (121179) | 𝥛               | anderes Symbol              | links nach rechts           | SIGNWRITING MOVEMENT-DIAGONAL TOWARDS LARGE                            | Gebärdenschriftzeichen diagonale Bewegung TOWARDS groß                                                    |
| U+1D95C (121180) | 𝥜               | anderes Symbol              | links nach rechts           | SIGNWRITING MOVEMENT-DIAGONAL TOWARDS LARGEST                          | Gebärdenschriftzeichen diagonale Bewegung TOWARDS LARGEST                                                 |
| U+1D95D (121181) | 𝥝               | anderes Symbol              | links nach rechts           | SIGNWRITING MOVEMENT-DIAGONAL BETWEEN AWAY SMALL                       | Gebärdenschriftzeichen diagonale Bewegung zwischen AWAY klein                                             |
| U+1D95E (121182) | 𝥞               | anderes Symbol              | links nach rechts           | SIGNWRITING MOVEMENT-DIAGONAL BETWEEN AWAY MEDIUM                      | Gebärdenschriftzeichen diagonale Bewegung zwischen AWAY mittel                                            |
| U+1D95F (121183) | 𝥟               | anderes Symbol              | links nach rechts           | SIGNWRITING MOVEMENT-DIAGONAL BETWEEN AWAY LARGE                       | Gebärdenschriftzeichen diagonale Bewegung zwischen AWAY groß                                              |
| U+1D960 (121184) | 𝥠               | anderes Symbol              | links nach rechts           | SIGNWRITING MOVEMENT-DIAGONAL BETWEEN AWAY LARGEST                     | Gebärdenschriftzeichen diagonale Bewegung zwischen AWAY LARGEST                                           |
| U+1D961 (121185) | 𝥡               | anderes Symbol              | links nach rechts           | SIGNWRITING MOVEMENT-DIAGONAL BETWEEN TOWARDS SMALL                    | Gebärdenschriftzeichen diagonale Bewegung zwischen TOWARDS klein                                          |
| U+1D962 (121186) | 𝥢               | anderes Symbol              | links nach rechts           | SIGNWRITING MOVEMENT-DIAGONAL BETWEEN TOWARDS MEDIUM                   | Gebärdenschriftzeichen diagonale Bewegung zwischen TOWARDS mittel                                         |
| U+1D963 (121187) | 𝥣               | anderes Symbol              | links nach rechts           | SIGNWRITING MOVEMENT-DIAGONAL BETWEEN TOWARDS LARGE                    | Gebärdenschriftzeichen diagonale Bewegung zwischen TOWARDS groß                                           |
| U+1D964 (121188) | 𝥤               | anderes Symbol              | links nach rechts           | SIGNWRITING MOVEMENT-DIAGONAL BETWEEN TOWARDS LARGEST                  | Gebärdenschriftzeichen diagonale Bewegung zwischen TOWARDS LARGEST                                        |
| U+1D965 (121189) | 𝥥               | anderes Symbol              | links nach rechts           | SIGNWRITING MOVEMENT-FLOORPLANE SINGLE STRAIGHT SMALL                  | Gebärdenschriftzeichen bodenparallele Bewegung einmal/einfach gerade klein                                |
| U+1D966 (121190) | 𝥦               | anderes Symbol              | links nach rechts           | SIGNWRITING MOVEMENT-FLOORPLANE SINGLE STRAIGHT MEDIUM                 | Gebärdenschriftzeichen bodenparallele Bewegung einmal/einfach gerade mittel                               |
| U+1D967 (121191) | 𝥧               | anderes Symbol              | links nach rechts           | SIGNWRITING MOVEMENT-FLOORPLANE SINGLE STRAIGHT LARGE                  | Gebärdenschriftzeichen bodenparallele Bewegung einmal/einfach gerade groß                                 |
| U+1D968 (121192) | 𝥨               | anderes Symbol              | links nach rechts           | SIGNWRITING MOVEMENT-FLOORPLANE SINGLE STRAIGHT LARGEST                | Gebärdenschriftzeichen bodenparallele Bewegung einmal/einfach gerade LARGEST                              |
| U+1D969 (121193) | 𝥩               | anderes Symbol              | links nach rechts           | SIGNWRITING MOVEMENT-FLOORPLANE SINGLE WRIST FLEX                      | Gebärdenschriftzeichen bodenparallele Bewegung einmal/einfach WRIST FLEX                                  |
| U+1D96A (121194) | 𝥪               | anderes Symbol              | links nach rechts           | SIGNWRITING MOVEMENT-FLOORPLANE DOUBLE STRAIGHT                        | Gebärdenschriftzeichen bodenparallele Bewegung zweimal/zweifach gerade                                    |
| U+1D96B (121195) | 𝥫               | anderes Symbol              | links nach rechts           | SIGNWRITING MOVEMENT-FLOORPLANE DOUBLE WRIST FLEX                      | Gebärdenschriftzeichen bodenparallele Bewegung zweimal/zweifach WRIST FLEX                                |
| U+1D96C (121196) | 𝥬               | anderes Symbol              | links nach rechts           | SIGNWRITING MOVEMENT-FLOORPLANE DOUBLE ALTERNATING                     | Gebärdenschriftzeichen bodenparallele Bewegung zweimal/zweifach ALTERNATING                               |
| U+1D96D (121197) | 𝥭               | anderes Symbol              | links nach rechts           | SIGNWRITING MOVEMENT-FLOORPLANE DOUBLE ALTERNATING WRIST FLEX          | Gebärdenschriftzeichen bodenparallele Bewegung zweimal/zweifach ALTERNATING WRIST FLEX                    |
| U+1D96E (121198) | 𝥮               | anderes Symbol              | links nach rechts           | SIGNWRITING MOVEMENT-FLOORPLANE CROSS                                  | Gebärdenschriftzeichen bodenparallele Bewegung gekreuzt                                                   |
| U+1D96F (121199) | 𝥯               | anderes Symbol              | links nach rechts           | SIGNWRITING MOVEMENT-FLOORPLANE TRIPLE STRAIGHT MOVEMENT               | Gebärdenschriftzeichen bodenparallele Bewegung dreifach/dreimal gerade Bewegung                           |
| U+1D970 (121200) | 𝥰               | anderes Symbol              | links nach rechts           | SIGNWRITING MOVEMENT-FLOORPLANE TRIPLE WRIST FLEX                      | Gebärdenschriftzeichen bodenparallele Bewegung dreifach/dreimal WRIST FLEX                                |
| U+1D971 (121201) | 𝥱               | anderes Symbol              | links nach rechts           | SIGNWRITING MOVEMENT-FLOORPLANE TRIPLE ALTERNATING MOVEMENT            | Gebärdenschriftzeichen bodenparallele Bewegung dreifach/dreimal ALTERNATING Bewegung                      |
| U+1D972 (121202) | 𝥲               | anderes Symbol              | links nach rechts           | SIGNWRITING MOVEMENT-FLOORPLANE TRIPLE ALTERNATING WRIST FLEX          | Gebärdenschriftzeichen bodenparallele Bewegung dreifach/dreimal ALTERNATING WRIST FLEX                    |
| U+1D973 (121203) | 𝥳               | anderes Symbol              | links nach rechts           | SIGNWRITING MOVEMENT-FLOORPLANE BEND                                   | Gebärdenschriftzeichen bodenparallele Bewegung BEND                                                       |
| U+1D974 (121204) | 𝥴               | anderes Symbol              | links nach rechts           | SIGNWRITING MOVEMENT-FLOORPLANE CORNER SMALL                           | Gebärdenschriftzeichen bodenparallele Bewegung CORNER klein                                               |
| U+1D975 (121205) | 𝥵               | anderes Symbol              | links nach rechts           | SIGNWRITING MOVEMENT-FLOORPLANE CORNER MEDIUM                          | Gebärdenschriftzeichen bodenparallele Bewegung CORNER mittel                                              |
| U+1D976 (121206) | 𝥶               | anderes Symbol              | links nach rechts           | SIGNWRITING MOVEMENT-FLOORPLANE CORNER LARGE                           | Gebärdenschriftzeichen bodenparallele Bewegung CORNER groß                                                |
| U+1D977 (121207) | 𝥷               | anderes Symbol              | links nach rechts           | SIGNWRITING MOVEMENT-FLOORPLANE CHECK                                  | Gebärdenschriftzeichen bodenparallele Bewegung CHECK                                                      |
| U+1D978 (121208) | 𝥸               | anderes Symbol              | links nach rechts           | SIGNWRITING MOVEMENT-FLOORPLANE BOX SMALL                              | Gebärdenschriftzeichen bodenparallele Bewegung BOX klein                                                  |
| U+1D979 (121209) | 𝥹               | anderes Symbol              | links nach rechts           | SIGNWRITING MOVEMENT-FLOORPLANE BOX MEDIUM                             | Gebärdenschriftzeichen bodenparallele Bewegung BOX mittel                                                 |
| U+1D97A (121210) | 𝥺               | anderes Symbol              | links nach rechts           | SIGNWRITING MOVEMENT-FLOORPLANE BOX LARGE                              | Gebärdenschriftzeichen bodenparallele Bewegung BOX groß                                                   |
| U+1D97B (121211) | 𝥻               | anderes Symbol              | links nach rechts           | SIGNWRITING MOVEMENT-FLOORPLANE ZIGZAG SMALL                           | Gebärdenschriftzeichen bodenparallele Bewegung zick-zack klein                                            |
| U+1D97C (121212) | 𝥼               | anderes Symbol              | links nach rechts           | SIGNWRITING MOVEMENT-FLOORPLANE ZIGZAG MEDIUM                          | Gebärdenschriftzeichen bodenparallele Bewegung zick-zack mittel                                           |
| U+1D97D (121213) | 𝥽               | anderes Symbol              | links nach rechts           | SIGNWRITING MOVEMENT-FLOORPLANE ZIGZAG LARGE                           | Gebärdenschriftzeichen bodenparallele Bewegung zick-zack groß                                             |
| U+1D97E (121214) | 𝥾               | anderes Symbol              | links nach rechts           | SIGNWRITING MOVEMENT-FLOORPLANE PEAKS SMALL                            | Gebärdenschriftzeichen bodenparallele Bewegung PEAKS klein                                                |
| U+1D97F (121215) | 𝥿               | anderes Symbol              | links nach rechts           | SIGNWRITING MOVEMENT-FLOORPLANE PEAKS MEDIUM                           | Gebärdenschriftzeichen bodenparallele Bewegung PEAKS mittel                                               |
| U+1D980 (121216) | 𝦀               | anderes Symbol              | links nach rechts           | SIGNWRITING MOVEMENT-FLOORPLANE PEAKS LARGE                            | Gebärdenschriftzeichen bodenparallele Bewegung PEAKS groß                                                 |
| U+1D981 (121217) | 𝦁               | anderes Symbol              | links nach rechts           | SIGNWRITING Bewegung FLOORPLANE Rotation FLOORPLANE SINGLE             | Gebärdenschriftzeichen bodenparallele Bewegung bodenparallele Rotation einmal                             |
| U+1D982 (121218) | 𝦂               | anderes Symbol              | links nach rechts           | SIGNWRITING Bewegung FLOORPLANE Rotation FLOORPLANE DOUBLE             | Gebärdenschriftzeichen bodenparallele Bewegung bodenparallele Rotation zweimal                            |
| U+1D983 (121219) | 𝦃               | anderes Symbol              | links nach rechts           | SIGNWRITING Bewegung FLOORPLANE Rotation FLOORPLANE ALTERNATING        | Gebärdenschriftzeichen bodenparallele Bewegung bodenparallele Rotation abwechselnd                        |
| U+1D984 (121220) | 𝦄               | anderes Symbol              | links nach rechts           | SIGNWRITING Bewegung FLOORPLANE Rotation WALLPLANE SINGLE              | Gebärdenschriftzeichen bodenparallele Bewegung wandparallele Rotation einmal                              |
| U+1D985 (121221) | 𝦅               | anderes Symbol              | links nach rechts           | SIGNWRITING Bewegung FLOORPLANE Rotation WALLPLANE DOUBLE              | Gebärdenschriftzeichen bodenparallele Bewegung wandparallele Rotation zweimal                             |
| U+1D986 (121222) | 𝦆               | anderes Symbol              | links nach rechts           | SIGNWRITING Bewegung FLOORPLANE Rotation WALLPLANE ALTERNATING         | Gebärdenschriftzeichen bodenparallele Bewegung wandparallele Rotation abwechselnd                         |
| U+1D987 (121223) | 𝦇               | anderes Symbol              | links nach rechts           | SIGNWRITING Bewegung FLOORPLANE SHAKING                                | Gebärdenschriftzeichen bodenparallele Bewegung SHAKING                                                    |
| U+1D988 (121224) | 𝦈               | anderes Symbol              | links nach rechts           | SIGNWRITING MOVEMENT-WALLPLANE CURVE QUARTER SMALL                     | Gebärdenschriftzeichen Bewegung-wandparallel kurvig QUARTER klein                                         |
| U+1D989 (121225) | 𝦉               | anderes Symbol              | links nach rechts           | SIGNWRITING MOVEMENT-WALLPLANE CURVE QUARTER MEDIUM                    | Gebärdenschriftzeichen Bewegung-wandparallel kurvig QUARTER mittel                                        |
| U+1D98A (121226) | 𝦊               | anderes Symbol              | links nach rechts           | SIGNWRITING MOVEMENT-WALLPLANE CURVE QUARTER LARGE                     | Gebärdenschriftzeichen Bewegung-wandparallel kurvig QUARTER groß                                          |
| U+1D98B (121227) | 𝦋               | anderes Symbol              | links nach rechts           | SIGNWRITING MOVEMENT-WALLPLANE CURVE QUARTER LARGEST                   | Gebärdenschriftzeichen Bewegung-wandparallel kurvig QUARTER LARGEST                                       |
| U+1D98C (121228) | 𝦌               | anderes Symbol              | links nach rechts           | SIGNWRITING MOVEMENT-WALLPLANE CURVE HALF-CIRCLE SMALL                 | Gebärdenschriftzeichen Bewegung-wandparallel kurvig HALF-kreisrund klein                                  |
| U+1D98D (121229) | 𝦍               | anderes Symbol              | links nach rechts           | SIGNWRITING MOVEMENT-WALLPLANE CURVE HALF-CIRCLE MEDIUM                | Gebärdenschriftzeichen Bewegung-wandparallel kurvig HALF-kreisrund mittel                                 |
| U+1D98E (121230) | 𝦎               | anderes Symbol              | links nach rechts           | SIGNWRITING MOVEMENT-WALLPLANE CURVE HALF-CIRCLE LARGE                 | Gebärdenschriftzeichen Bewegung-wandparallel kurvig HALF-kreisrund groß                                   |
| U+1D98F (121231) | 𝦏               | anderes Symbol              | links nach rechts           | SIGNWRITING MOVEMENT-WALLPLANE CURVE HALF-CIRCLE LARGEST               | Gebärdenschriftzeichen Bewegung-wandparallel kurvig HALF-kreisrund LARGEST                                |
| U+1D990 (121232) | 𝦐               | anderes Symbol              | links nach rechts           | SIGNWRITING MOVEMENT-WALLPLANE CURVE THREE-QUARTER CIRCLE SMALL        | Gebärdenschriftzeichen Bewegung-wandparallel kurvig THREE-QUARTER kreisrund klein                         |
| U+1D991 (121233) | 𝦑               | anderes Symbol              | links nach rechts           | SIGNWRITING MOVEMENT-WALLPLANE CURVE THREE-QUARTER CIRCLE MEDIUM       | Gebärdenschriftzeichen Bewegung-wandparallel kurvig THREE-QUARTER kreisrund mittel                        |
| U+1D992 (121234) | 𝦒               | anderes Symbol              | links nach rechts           | SIGNWRITING MOVEMENT-WALLPLANE HUMP SMALL                              | Gebärdenschriftzeichen Bewegung-wandparallel HUMP klein                                                   |
| U+1D993 (121235) | 𝦓               | anderes Symbol              | links nach rechts           | SIGNWRITING MOVEMENT-WALLPLANE HUMP MEDIUM                             | Gebärdenschriftzeichen Bewegung-wandparallel HUMP mittel                                                  |
| U+1D994 (121236) | 𝦔               | anderes Symbol              | links nach rechts           | SIGNWRITING MOVEMENT-WALLPLANE HUMP LARGE                              | Gebärdenschriftzeichen Bewegung-wandparallel HUMP groß                                                    |
| U+1D995 (121237) | 𝦕               | anderes Symbol              | links nach rechts           | SIGNWRITING MOVEMENT-WALLPLANE LOOP SMALL                              | Gebärdenschriftzeichen Bewegung-wandparallel LOOP klein                                                   |
| U+1D996 (121238) | 𝦖               | anderes Symbol              | links nach rechts           | SIGNWRITING MOVEMENT-WALLPLANE LOOP MEDIUM                             | Gebärdenschriftzeichen Bewegung-wandparallel LOOP mittel                                                  |
| U+1D997 (121239) | 𝦗               | anderes Symbol              | links nach rechts           | SIGNWRITING MOVEMENT-WALLPLANE LOOP LARGE                              | Gebärdenschriftzeichen Bewegung-wandparallel LOOP groß                                                    |
| U+1D998 (121240) | 𝦘               | anderes Symbol              | links nach rechts           | SIGNWRITING MOVEMENT-WALLPLANE LOOP SMALL DOUBLE                       | Gebärdenschriftzeichen Bewegung-wandparallel LOOP klein zweimal                                           |
| U+1D999 (121241) | 𝦙               | anderes Symbol              | links nach rechts           | SIGNWRITING MOVEMENT-WALLPLANE WAVE CURVE DOUBLE SMALL                 | Gebärdenschriftzeichen Bewegung-wandparallel WAVE kurvig zweimal/zweifach klein                           |
| U+1D99A (121242) | 𝦚               | anderes Symbol              | links nach rechts           | SIGNWRITING MOVEMENT-WALLPLANE WAVE CURVE DOUBLE MEDIUM                | Gebärdenschriftzeichen Bewegung-wandparallel WAVE kurvig zweimal/zweifach mittel                          |
| U+1D99B (121243) | 𝦛               | anderes Symbol              | links nach rechts           | SIGNWRITING MOVEMENT-WALLPLANE WAVE CURVE DOUBLE LARGE                 | Gebärdenschriftzeichen Bewegung-wandparallel WAVE kurvig zweimal/zweifach groß                            |
| U+1D99C (121244) | 𝦜               | anderes Symbol              | links nach rechts           | SIGNWRITING MOVEMENT-WALLPLANE WAVE CURVE TRIPLE SMALL                 | Gebärdenschriftzeichen Bewegung-wandparallel WAVE kurvig dreifach/dreimal klein                           |
| U+1D99D (121245) | 𝦝               | anderes Symbol              | links nach rechts           | SIGNWRITING MOVEMENT-WALLPLANE WAVE CURVE TRIPLE MEDIUM                | Gebärdenschriftzeichen Bewegung-wandparallel WAVE kurvig dreifach/dreimal mittel                          |
| U+1D99E (121246) | 𝦞               | anderes Symbol              | links nach rechts           | SIGNWRITING MOVEMENT-WALLPLANE WAVE CURVE TRIPLE LARGE                 | Gebärdenschriftzeichen Bewegung-wandparallel WAVE kurvig dreifach/dreimal groß                            |
| U+1D99F (121247) | 𝦟               | anderes Symbol              | links nach rechts           | SIGNWRITING MOVEMENT-WALLPLANE CURVE THEN STRAIGHT                     | Gebärdenschriftzeichen Bewegung-wandparallel kurvig THEN gerade                                           |
| U+1D9A0 (121248) | 𝦠               | anderes Symbol              | links nach rechts           | SIGNWRITING MOVEMENT-WALLPLANE CURVED CROSS SMALL                      | Gebärdenschriftzeichen Bewegung-wandparallel kurvig gekreuzt klein                                        |
| U+1D9A1 (121249) | 𝦡               | anderes Symbol              | links nach rechts           | SIGNWRITING MOVEMENT-WALLPLANE CURVED CROSS MEDIUM                     | Gebärdenschriftzeichen Bewegung-wandparallel kurvig gekreuzt mittel                                       |
| U+1D9A2 (121250) | 𝦢               | anderes Symbol              | links nach rechts           | SIGNWRITING Rotation WALLPLANE SINGLE                                  | Gebärdenschriftzeichen wandparallele Rotation einmal                                                      |
| U+1D9A3 (121251) | 𝦣               | anderes Symbol              | links nach rechts           | SIGNWRITING Rotation WALLPLANE DOUBLE                                  | Gebärdenschriftzeichen wandparallele Rotation zweimal                                                     |
| U+1D9A4 (121252) | 𝦤               | anderes Symbol              | links nach rechts           | SIGNWRITING Rotation WALLPLANE ALTERNATE                               | Gebärdenschriftzeichen wandparallele Rotation ALTERNATE                                                   |
| U+1D9A5 (121253) | 𝦥               | anderes Symbol              | links nach rechts           | SIGNWRITING MOVEMENT-WALLPLANE SHAKING                                 | Gebärdenschriftzeichen Bewegung-wandparallel SHAKING                                                      |
| U+1D9A6 (121254) | 𝦦               | anderes Symbol              | links nach rechts           | SIGNWRITING MOVEMENT-WALLPLANE CURVE HITTING FRONT WALL                | Gebärdenschriftzeichen Bewegung-wandparallel kurvig HITTING FRONT WALL                                    |
| U+1D9A7 (121255) | 𝦧               | anderes Symbol              | links nach rechts           | SIGNWRITING MOVEMENT-WALLPLANE HUMP HITTING FRONT WALL                 | Gebärdenschriftzeichen Bewegung-wandparallel HUMP HITTING FRONT WALL                                      |
| U+1D9A8 (121256) | 𝦨               | anderes Symbol              | links nach rechts           | SIGNWRITING MOVEMENT-WALLPLANE LOOP HITTING FRONT WALL                 | Gebärdenschriftzeichen Bewegung-wandparallel LOOP HITTING FRONT WALL                                      |
| U+1D9A9 (121257) | 𝦩               | anderes Symbol              | links nach rechts           | SIGNWRITING MOVEMENT-WALLPLANE WAVE HITTING FRONT WALL                 | Gebärdenschriftzeichen Bewegung-wandparallel WAVE HITTING FRONT WALL                                      |
| U+1D9AA (121258) | 𝦪               | anderes Symbol              | links nach rechts           | SIGNWRITING Rotation WALLPLANE SINGLE HITTING FRONT WALL               | Gebärdenschriftzeichen wandparallele Rotation einmal/einfach HITTING FRONT WALL                           |
| U+1D9AB (121259) | 𝦫               | anderes Symbol              | links nach rechts           | SIGNWRITING Rotation WALLPLANE DOUBLE HITTING FRONT WALL               | Gebärdenschriftzeichen wandparallele Rotation zweimal/zweifach HITTING FRONT WALL                         |
| U+1D9AC (121260) | 𝦬               | anderes Symbol              | links nach rechts           | SIGNWRITING Rotation WALLPLANE ALTERNATING HITTING FRONT WALL          | Gebärdenschriftzeichen wandparallele Rotation ALTERNATING HITTING FRONT WALL                              |
| U+1D9AD (121261) | 𝦭               | anderes Symbol              | links nach rechts           | SIGNWRITING MOVEMENT-WALLPLANE CURVE HITTING CHEST                     | Gebärdenschriftzeichen Bewegung-wandparallel kurvig HITTING CHEST                                         |
| U+1D9AE (121262) | 𝦮               | anderes Symbol              | links nach rechts           | SIGNWRITING MOVEMENT-WALLPLANE HUMP HITTING CHEST                      | Gebärdenschriftzeichen Bewegung-wandparallel HUMP HITTING CHEST                                           |
| U+1D9AF (121263) | 𝦯               | anderes Symbol              | links nach rechts           | SIGNWRITING MOVEMENT-WALLPLANE LOOP HITTING CHEST                      | Gebärdenschriftzeichen Bewegung-wandparallel LOOP HITTING CHEST                                           |
| U+1D9B0 (121264) | 𝦰               | anderes Symbol              | links nach rechts           | SIGNWRITING MOVEMENT-WALLPLANE WAVE HITTING CHEST                      | Gebärdenschriftzeichen Bewegung-wandparallel WAVE HITTING CHEST                                           |
| U+1D9B1 (121265) | 𝦱               | anderes Symbol              | links nach rechts           | SIGNWRITING Rotation WALLPLANE SINGLE HITTING CHEST                    | Gebärdenschriftzeichen wandparallele Rotation einmal/einfach HITTING CHEST                                |
| U+1D9B2 (121266) | 𝦲               | anderes Symbol              | links nach rechts           | SIGNWRITING Rotation WALLPLANE DOUBLE HITTING CHEST                    | Gebärdenschriftzeichen wandparallele Rotation zweimal/zweifach HITTING CHEST                              |
| U+1D9B3 (121267) | 𝦳               | anderes Symbol              | links nach rechts           | SIGNWRITING Rotation WALLPLANE ALTERNATING HITTING CHEST               | Gebärdenschriftzeichen wandparallele Rotation ALTERNATING HITTING CHEST                                   |
| U+1D9B4 (121268) | 𝦴               | anderes Symbol              | links nach rechts           | SIGNWRITING MOVEMENT-WALLPLANE WAVE DIAGONAL PATH SMALL                | Gebärdenschriftzeichen Bewegung-wandparallel WAVE diagonal PATH klein                                     |
| U+1D9B5 (121269) | 𝦵               | anderes Symbol              | links nach rechts           | SIGNWRITING MOVEMENT-WALLPLANE WAVE DIAGONAL PATH MEDIUM               | Gebärdenschriftzeichen Bewegung-wandparallel WAVE diagonal PATH mittel                                    |
| U+1D9B6 (121270) | 𝦶               | anderes Symbol              | links nach rechts           | SIGNWRITING MOVEMENT-WALLPLANE WAVE DIAGONAL PATH LARGE                | Gebärdenschriftzeichen Bewegung-wandparallel WAVE diagonal PATH groß                                      |
| U+1D9B7 (121271) | 𝦷               | anderes Symbol              | links nach rechts           | SIGNWRITING MOVEMENT-FLOORPLANE CURVE HITTING CEILING SMALL            | Gebärdenschriftzeichen bodenparallele Bewegung kurvig HITTING CEILING klein                               |
| U+1D9B8 (121272) | 𝦸               | anderes Symbol              | links nach rechts           | SIGNWRITING MOVEMENT-FLOORPLANE CURVE HITTING CEILING LARGE            | Gebärdenschriftzeichen bodenparallele Bewegung kurvig HITTING CEILING groß                                |
| U+1D9B9 (121273) | 𝦹               | anderes Symbol              | links nach rechts           | SIGNWRITING MOVEMENT-FLOORPLANE HUMP HITTING CEILING SMALL DOUBLE      | Gebärdenschriftzeichen bodenparallele Bewegung HUMP HITTING CEILING klein zweimal                         |
| U+1D9BA (121274) | 𝦺               | anderes Symbol              | links nach rechts           | SIGNWRITING MOVEMENT-FLOORPLANE HUMP HITTING CEILING LARGE DOUBLE      | Gebärdenschriftzeichen bodenparallele Bewegung HUMP HITTING CEILING groß zweimal                          |
| U+1D9BB (121275) | 𝦻               | anderes Symbol              | links nach rechts           | SIGNWRITING MOVEMENT-FLOORPLANE HUMP HITTING CEILING SMALL TRIPLE      | Gebärdenschriftzeichen bodenparallele Bewegung HUMP HITTING CEILING klein dreifach/dreimal                |
| U+1D9BC (121276) | 𝦼               | anderes Symbol              | links nach rechts           | SIGNWRITING MOVEMENT-FLOORPLANE HUMP HITTING CEILING LARGE TRIPLE      | Gebärdenschriftzeichen bodenparallele Bewegung HUMP HITTING CEILING groß dreifach/dreimal                 |
| U+1D9BD (121277) | 𝦽               | anderes Symbol              | links nach rechts           | SIGNWRITING MOVEMENT-FLOORPLANE LOOP HITTING CEILING SMALL SINGLE      | Gebärdenschriftzeichen bodenparallele Bewegung LOOP HITTING CEILING klein einmal                          |
| U+1D9BE (121278) | 𝦾               | anderes Symbol              | links nach rechts           | SIGNWRITING MOVEMENT-FLOORPLANE LOOP HITTING CEILING LARGE SINGLE      | Gebärdenschriftzeichen bodenparallele Bewegung LOOP HITTING CEILING groß einmal                           |
| U+1D9BF (121279) | 𝦿               | anderes Symbol              | links nach rechts           | SIGNWRITING MOVEMENT-FLOORPLANE LOOP HITTING CEILING SMALL DOUBLE      | Gebärdenschriftzeichen bodenparallele Bewegung LOOP HITTING CEILING klein zweimal                         |
| U+1D9C0 (121280) | 𝧀               | anderes Symbol              | links nach rechts           | SIGNWRITING MOVEMENT-FLOORPLANE LOOP HITTING CEILING LARGE DOUBLE      | Gebärdenschriftzeichen bodenparallele Bewegung LOOP HITTING CEILING groß zweimal                          |
| U+1D9C1 (121281) | 𝧁               | anderes Symbol              | links nach rechts           | SIGNWRITING MOVEMENT-FLOORPLANE WAVE HITTING CEILING SMALL             | Gebärdenschriftzeichen bodenparallele Bewegung WAVE HITTING CEILING klein                                 |
| U+1D9C2 (121282) | 𝧂               | anderes Symbol              | links nach rechts           | SIGNWRITING MOVEMENT-FLOORPLANE WAVE HITTING CEILING LARGE             | Gebärdenschriftzeichen bodenparallele Bewegung WAVE HITTING CEILING groß                                  |
| U+1D9C3 (121283) | 𝧃               | anderes Symbol              | links nach rechts           | SIGNWRITING Rotation FLOORPLANE SINGLE HITTING CEILING                 | Gebärdenschriftzeichen bodenparallele Rotation einmal/einfach HITTING CEILING                             |
| U+1D9C4 (121284) | 𝧄               | anderes Symbol              | links nach rechts           | SIGNWRITING Rotation FLOORPLANE DOUBLE HITTING CEILING                 | Gebärdenschriftzeichen bodenparallele Rotation zweimal/zweifach HITTING CEILING                           |
| U+1D9C5 (121285) | 𝧅               | anderes Symbol              | links nach rechts           | SIGNWRITING Rotation FLOORPLANE ALTERNATING HITTING CEILING            | Gebärdenschriftzeichen bodenparallele Rotation ALTERNATING HITTING CEILING                                |
| U+1D9C6 (121286) | 𝧆               | anderes Symbol              | links nach rechts           | SIGNWRITING MOVEMENT-FLOORPLANE CURVE HITTING FLOOR SMALL              | Gebärdenschriftzeichen bodenparallele Bewegung kurvig HITTING FLOOR klein                                 |
| U+1D9C7 (121287) | 𝧇               | anderes Symbol              | links nach rechts           | SIGNWRITING MOVEMENT-FLOORPLANE CURVE HITTING FLOOR LARGE              | Gebärdenschriftzeichen bodenparallele Bewegung kurvig HITTING FLOOR groß                                  |
| U+1D9C8 (121288) | 𝧈               | anderes Symbol              | links nach rechts           | SIGNWRITING MOVEMENT-FLOORPLANE HUMP HITTING FLOOR SMALL DOUBLE        | Gebärdenschriftzeichen bodenparallele Bewegung HUMP HITTING FLOOR klein zweimal                           |
| U+1D9C9 (121289) | 𝧉               | anderes Symbol              | links nach rechts           | SIGNWRITING MOVEMENT-FLOORPLANE HUMP HITTING FLOOR LARGE DOUBLE        | Gebärdenschriftzeichen bodenparallele Bewegung HUMP HITTING FLOOR groß zweimal                            |
| U+1D9CA (121290) | 𝧊               | anderes Symbol              | links nach rechts           | SIGNWRITING MOVEMENT-FLOORPLANE HUMP HITTING FLOOR TRIPLE SMALL TRIPLE | Gebärdenschriftzeichen bodenparallele Bewegung HUMP HITTING FLOOR dreifach/dreimal klein dreifach/dreimal |
| U+1D9CB (121291) | 𝧋               | anderes Symbol              | links nach rechts           | SIGNWRITING MOVEMENT-FLOORPLANE HUMP HITTING FLOOR TRIPLE LARGE TRIPLE | Gebärdenschriftzeichen bodenparallele Bewegung HUMP HITTING FLOOR dreifach/dreimal groß dreifach/dreimal  |
| U+1D9CC (121292) | 𝧌               | anderes Symbol              | links nach rechts           | SIGNWRITING MOVEMENT-FLOORPLANE LOOP HITTING FLOOR SMALL SINGLE        | Gebärdenschriftzeichen bodenparallele Bewegung LOOP HITTING FLOOR klein einmal                            |
| U+1D9CD (121293) | 𝧍               | anderes Symbol              | links nach rechts           | SIGNWRITING MOVEMENT-FLOORPLANE LOOP HITTING FLOOR LARGE SINGLE        | Gebärdenschriftzeichen bodenparallele Bewegung LOOP HITTING FLOOR groß einmal                             |
| U+1D9CE (121294) | 𝧎               | anderes Symbol              | links nach rechts           | SIGNWRITING MOVEMENT-FLOORPLANE LOOP HITTING FLOOR SMALL DOUBLE        | Gebärdenschriftzeichen bodenparallele Bewegung LOOP HITTING FLOOR klein zweimal                           |
| U+1D9CF (121295) | 𝧏               | anderes Symbol              | links nach rechts           | SIGNWRITING MOVEMENT-FLOORPLANE LOOP HITTING FLOOR LARGE DOUBLE        | Gebärdenschriftzeichen bodenparallele Bewegung LOOP HITTING FLOOR groß zweimal                            |
| U+1D9D0 (121296) | 𝧐               | anderes Symbol              | links nach rechts           | SIGNWRITING MOVEMENT-FLOORPLANE WAVE HITTING FLOOR SMALL               | Gebärdenschriftzeichen bodenparallele Bewegung WAVE HITTING FLOOR klein                                   |
| U+1D9D1 (121297) | 𝧑               | anderes Symbol              | links nach rechts           | SIGNWRITING MOVEMENT-FLOORPLANE WAVE HITTING FLOOR LARGE               | Gebärdenschriftzeichen bodenparallele Bewegung WAVE HITTING FLOOR groß                                    |
| U+1D9D2 (121298) | 𝧒               | anderes Symbol              | links nach rechts           | SIGNWRITING Rotation FLOORPLANE SINGLE HITTING FLOOR                   | Gebärdenschriftzeichen bodenparallele Rotation einmal/einfach HITTING FLOOR                               |
| U+1D9D3 (121299) | 𝧓               | anderes Symbol              | links nach rechts           | SIGNWRITING Rotation FLOORPLANE DOUBLE HITTING FLOOR                   | Gebärdenschriftzeichen bodenparallele Rotation zweimal/zweifach HITTING FLOOR                             |
| U+1D9D4 (121300) | 𝧔               | anderes Symbol              | links nach rechts           | SIGNWRITING Rotation FLOORPLANE ALTERNATING HITTING FLOOR              | Gebärdenschriftzeichen bodenparallele Rotation ALTERNATING HITTING FLOOR                                  |
| U+1D9D5 (121301) | 𝧕               | anderes Symbol              | links nach rechts           | SIGNWRITING MOVEMENT-FLOORPLANE CURVE SMALL                            | Gebärdenschriftzeichen bodenparallele Bewegung kurvig klein                                               |
| U+1D9D6 (121302) | 𝧖               | anderes Symbol              | links nach rechts           | SIGNWRITING MOVEMENT-FLOORPLANE CURVE MEDIUM                           | Gebärdenschriftzeichen bodenparallele Bewegung kurvig mittel                                              |
| U+1D9D7 (121303) | 𝧗               | anderes Symbol              | links nach rechts           | SIGNWRITING MOVEMENT-FLOORPLANE CURVE LARGE                            | Gebärdenschriftzeichen bodenparallele Bewegung kurvig groß                                                |
| U+1D9D8 (121304) | 𝧘               | anderes Symbol              | links nach rechts           | SIGNWRITING MOVEMENT-FLOORPLANE CURVE LARGEST                          | Gebärdenschriftzeichen bodenparallele Bewegung kurvig LARGEST                                             |
| U+1D9D9 (121305) | 𝧙               | anderes Symbol              | links nach rechts           | SIGNWRITING MOVEMENT-FLOORPLANE CURVE COMBINED                         | Gebärdenschriftzeichen bodenparallele Bewegung kurvig COMBINED                                            |
| U+1D9DA (121306) | 𝧚               | anderes Symbol              | links nach rechts           | SIGNWRITING MOVEMENT-FLOORPLANE HUMP SMALL                             | Gebärdenschriftzeichen bodenparallele Bewegung HUMP klein                                                 |
| U+1D9DB (121307) | 𝧛               | anderes Symbol              | links nach rechts           | SIGNWRITING MOVEMENT-FLOORPLANE LOOP SMALL                             | Gebärdenschriftzeichen bodenparallele Bewegung LOOP klein                                                 |
| U+1D9DC (121308) | 𝧜               | anderes Symbol              | links nach rechts           | SIGNWRITING MOVEMENT-FLOORPLANE WAVE SNAKE                             | Gebärdenschriftzeichen bodenparallele Bewegung WAVE SNAKE                                                 |
| U+1D9DD (121309) | 𝧝               | anderes Symbol              | links nach rechts           | SIGNWRITING MOVEMENT-FLOORPLANE WAVE SMALL                             | Gebärdenschriftzeichen bodenparallele Bewegung WAVE klein                                                 |
| U+1D9DE (121310) | 𝧞               | anderes Symbol              | links nach rechts           | SIGNWRITING MOVEMENT-FLOORPLANE WAVE LARGE                             | Gebärdenschriftzeichen bodenparallele Bewegung WAVE groß                                                  |
| U+1D9DF (121311) | 𝧟               | anderes Symbol              | links nach rechts           | SIGNWRITING Rotation FLOORPLANE SINGLE                                 | Gebärdenschriftzeichen bodenparallele Rotation einmal                                                     |
| U+1D9E0 (121312) | 𝧠               | anderes Symbol              | links nach rechts           | SIGNWRITING Rotation FLOORPLANE DOUBLE                                 | Gebärdenschriftzeichen bodenparallele Rotation zweimal                                                    |
| U+1D9E1 (121313) | 𝧡               | anderes Symbol              | links nach rechts           | SIGNWRITING Rotation FLOORPLANE ALTERNATING                            | Gebärdenschriftzeichen bodenparallele Rotation ALTERNATING                                                |
| U+1D9E2 (121314) | 𝧢               | anderes Symbol              | links nach rechts           | SIGNWRITING MOVEMENT-FLOORPLANE SHAKING PARALLEL                       | Gebärdenschriftzeichen bodenparallele Bewegung SHAKING PARALLEL                                           |
| U+1D9E3 (121315) | 𝧣               | anderes Symbol              | links nach rechts           | SIGNWRITING MOVEMENT-WALLPLANE ARM CIRCLE SMALL SINGLE                 | Gebärdenschriftzeichen Bewegung-wandparallel ARM kreisrund klein einmal                                   |
| U+1D9E4 (121316) | 𝧤               | anderes Symbol              | links nach rechts           | SIGNWRITING MOVEMENT-WALLPLANE ARM CIRCLE MEDIUM SINGLE                | Gebärdenschriftzeichen Bewegung-wandparallel ARM kreisrund mittel einmal                                  |
| U+1D9E5 (121317) | 𝧥               | anderes Symbol              | links nach rechts           | SIGNWRITING MOVEMENT-WALLPLANE ARM CIRCLE SMALL DOUBLE                 | Gebärdenschriftzeichen Bewegung-wandparallel ARM kreisrund klein zweimal                                  |
| U+1D9E6 (121318) | 𝧦               | anderes Symbol              | links nach rechts           | SIGNWRITING MOVEMENT-WALLPLANE ARM CIRCLE MEDIUM DOUBLE                | Gebärdenschriftzeichen Bewegung-wandparallel ARM kreisrund mittel zweimal                                 |
| U+1D9E7 (121319) | 𝧧               | anderes Symbol              | links nach rechts           | SIGNWRITING MOVEMENT-FLOORPLANE ARM CIRCLE HITTING WALL SMALL SINGLE   | Gebärdenschriftzeichen bodenparallele Bewegung ARM kreisrund HITTING WALL klein einmal                    |
| U+1D9E8 (121320) | 𝧨               | anderes Symbol              | links nach rechts           | SIGNWRITING MOVEMENT-FLOORPLANE ARM CIRCLE HITTING WALL MEDIUM SINGLE  | Gebärdenschriftzeichen bodenparallele Bewegung ARM kreisrund HITTING WALL mittel einmal                   |
| U+1D9E9 (121321) | 𝧩               | anderes Symbol              | links nach rechts           | SIGNWRITING MOVEMENT-FLOORPLANE ARM CIRCLE HITTING WALL LARGE SINGLE   | Gebärdenschriftzeichen bodenparallele Bewegung ARM kreisrund HITTING WALL groß einmal                     |
| U+1D9EA (121322) | 𝧪               | anderes Symbol              | links nach rechts           | SIGNWRITING MOVEMENT-FLOORPLANE ARM CIRCLE HITTING WALL SMALL DOUBLE   | Gebärdenschriftzeichen bodenparallele Bewegung ARM kreisrund HITTING WALL klein zweimal                   |
| U+1D9EB (121323) | 𝧫               | anderes Symbol              | links nach rechts           | SIGNWRITING MOVEMENT-FLOORPLANE ARM CIRCLE HITTING WALL MEDIUM DOUBLE  | Gebärdenschriftzeichen bodenparallele Bewegung ARM kreisrund HITTING WALL mittel zweimal                  |
| U+1D9EC (121324) | 𝧬               | anderes Symbol              | links nach rechts           | SIGNWRITING MOVEMENT-FLOORPLANE ARM CIRCLE HITTING WALL LARGE DOUBLE   | Gebärdenschriftzeichen bodenparallele Bewegung ARM kreisrund HITTING WALL groß zweimal                    |
| U+1D9ED (121325) | 𝧭               | anderes Symbol              | links nach rechts           | SIGNWRITING MOVEMENT-WALLPLANE WRIST CIRCLE FRONT SINGLE               | Gebärdenschriftzeichen Bewegung-wandparallel WRIST kreisrund FRONT einmal                                 |
| U+1D9EE (121326) | 𝧮               | anderes Symbol              | links nach rechts           | SIGNWRITING MOVEMENT-WALLPLANE WRIST CIRCLE FRONT DOUBLE               | Gebärdenschriftzeichen Bewegung-wandparallel WRIST kreisrund FRONT zweimal                                |
| U+1D9EF (121327) | 𝧯               | anderes Symbol              | links nach rechts           | SIGNWRITING MOVEMENT-FLOORPLANE WRIST CIRCLE HITTING WALL SINGLE       | Gebärdenschriftzeichen bodenparallele Bewegung WRIST kreisrund HITTING WALL einmal                        |
| U+1D9F0 (121328) | 𝧰               | anderes Symbol              | links nach rechts           | SIGNWRITING MOVEMENT-FLOORPLANE WRIST CIRCLE HITTING WALL DOUBLE       | Gebärdenschriftzeichen bodenparallele Bewegung WRIST kreisrund HITTING WALL zweimal                       |
| U+1D9F1 (121329) | 𝧱               | anderes Symbol              | links nach rechts           | SIGNWRITING MOVEMENT-WALLPLANE FINGER CIRCLES SINGLE                   | Gebärdenschriftzeichen Bewegung-wandparallel FINGER CIRCLES einmal                                        |
| U+1D9F2 (121330) | 𝧲               | anderes Symbol              | links nach rechts           | SIGNWRITING MOVEMENT-WALLPLANE FINGER CIRCLES DOUBLE                   | Gebärdenschriftzeichen Bewegung-wandparallel FINGER CIRCLES zweimal                                       |
| U+1D9F3 (121331) | 𝧳               | anderes Symbol              | links nach rechts           | SIGNWRITING MOVEMENT-FLOORPLANE FINGER CIRCLES HITTING WALL SINGLE     | Gebärdenschriftzeichen bodenparallele Bewegung FINGER CIRCLES HITTING WALL einmal                         |
| U+1D9F4 (121332) | 𝧴               | anderes Symbol              | links nach rechts           | SIGNWRITING MOVEMENT-FLOORPLANE FINGER CIRCLES HITTING WALL DOUBLE     | Gebärdenschriftzeichen bodenparallele Bewegung FINGER CIRCLES HITTING WALL zweimal                        |
| U+1D9F5 (121333) | 𝧵               | anderes Symbol              | links nach rechts           | SIGNWRITING DYNAMIC ARROWHEAD SMALL                                    | Gebärdenschriftzeichen DYNAMIC ARROWHEAD klein                                                            |
| U+1D9F6 (121334) | 𝧶               | anderes Symbol              | links nach rechts           | SIGNWRITING DYNAMIC ARROWHEAD LARGE                                    | Gebärdenschriftzeichen DYNAMIC ARROWHEAD groß                                                             |
| U+1D9F7 (121335) | 𝧷               | anderes Symbol              | links nach rechts           | SIGNWRITING DYNAMIC FAST                                               | Gebärdenschriftzeichen DYNAMIC FAST                                                                       |
| U+1D9F8 (121336) | 𝧸               | anderes Symbol              | links nach rechts           | SIGNWRITING DYNAMIC SLOW                                               | Gebärdenschriftzeichen DYNAMIC SLOW                                                                       |
| U+1D9F9 (121337) | 𝧹               | anderes Symbol              | links nach rechts           | SIGNWRITING DYNAMIC TENSE                                              | Gebärdenschriftzeichen DYNAMIC TENSE                                                                      |
| U+1D9FA (121338) | 𝧺               | anderes Symbol              | links nach rechts           | SIGNWRITING DYNAMIC RELAXED                                            | Gebärdenschriftzeichen DYNAMIC RELAXED                                                                    |
| U+1D9FB (121339) | 𝧻               | anderes Symbol              | links nach rechts           | SIGNWRITING DYNAMIC SIMULTANEOUS                                       | Gebärdenschriftzeichen DYNAMIC SIMULTANEOUS                                                               |
| U+1D9FC (121340) | 𝧼               | anderes Symbol              | links nach rechts           | SIGNWRITING DYNAMIC SIMULTANEOUS ALTERNATING                           | Gebärdenschriftzeichen DYNAMIC SIMULTANEOUS ALTERNATING                                                   |
| U+1D9FD (121341) | 𝧽               | anderes Symbol              | links nach rechts           | SIGNWRITING DYNAMIC EVERY OTHER TIME                                   | Gebärdenschriftzeichen DYNAMIC EVERY OTHER TIME                                                           |
| U+1D9FE (121342) | 𝧾               | anderes Symbol              | links nach rechts           | SIGNWRITING DYNAMIC GRADUAL                                            | Gebärdenschriftzeichen DYNAMIC GRADUAL                                                                    |
| U+1D9FF (121343) | 𝧿               | anderes Symbol              | links nach rechts           | SIGNWRITING HEAD                                                       | Gebärdenschriftzeichen HEAD                                                                               |
| U+1DA00 (121344) | 𝨀                | Markierung ohne Extrabreite | Markierung ohne Extrabreite | SIGNWRITING HEAD RIM                                                   | Gebärdenschriftzeichen HEAD RIM                                                                           |
| U+1DA01 (121345) | 𝨁                | Markierung ohne Extrabreite | Markierung ohne Extrabreite | SIGNWRITING HEAD MOVEMENT-WALLPLANE STRAIGHT                           | Gebärdenschriftzeichen HEAD Bewegung-wandparallel gerade                                                  |
| U+1DA02 (121346) | 𝨂                | Markierung ohne Extrabreite | Markierung ohne Extrabreite | SIGNWRITING HEAD MOVEMENT-WALLPLANE TILT                               | Gebärdenschriftzeichen HEAD Bewegung-wandparallel TILT                                                    |
| U+1DA03 (121347) | 𝨃                | Markierung ohne Extrabreite | Markierung ohne Extrabreite | SIGNWRITING HEAD MOVEMENT-FLOORPLANE STRAIGHT                          | Gebärdenschriftzeichen HEAD bodenparallele Bewegung gerade                                                |
| U+1DA04 (121348) | 𝨄                | Markierung ohne Extrabreite | Markierung ohne Extrabreite | SIGNWRITING HEAD MOVEMENT-WALLPLANE CURVE                              | Gebärdenschriftzeichen HEAD Bewegung-wandparallel kurvig                                                  |
| U+1DA05 (121349) | 𝨅                | Markierung ohne Extrabreite | Markierung ohne Extrabreite | SIGNWRITING HEAD MOVEMENT-FLOORPLANE CURVE                             | Gebärdenschriftzeichen HEAD bodenparallele Bewegung kurvig                                                |
| U+1DA06 (121350) | 𝨆                | Markierung ohne Extrabreite | Markierung ohne Extrabreite | SIGNWRITING HEAD MOVEMENT CIRCLE                                       | Gebärdenschriftzeichen HEAD Bewegung kreisrund                                                            |
| U+1DA07 (121351) | 𝨇                | Markierung ohne Extrabreite | Markierung ohne Extrabreite | SIGNWRITING FACE DIRECTION POSITION NOSE FORWARD TILTING               | Gebärdenschriftzeichen FACE DIRECTION POSITION NOSE vorwärts TILTING                                      |
| U+1DA08 (121352) | 𝨈                | Markierung ohne Extrabreite | Markierung ohne Extrabreite | SIGNWRITING FACE DIRECTION POSITION NOSE UP OR DOWN                    | Gebärdenschriftzeichen FACE DIRECTION POSITION NOSE oben OR abwärts                                       |
| U+1DA09 (121353) | 𝨉                | Markierung ohne Extrabreite | Markierung ohne Extrabreite | SIGNWRITING FACE DIRECTION POSITION NOSE UP OR DOWN TILTING            | Gebärdenschriftzeichen FACE DIRECTION POSITION NOSE oben OR abwärts TILTING                               |
| U+1DA0A (121354) | 𝨊                | Markierung ohne Extrabreite | Markierung ohne Extrabreite | SIGNWRITING EYEBROWS STRAIGHT UP                                       | Gebärdenschriftzeichen EYEBROWS gerade oben                                                               |
| U+1DA0B (121355) | 𝨋                | Markierung ohne Extrabreite | Markierung ohne Extrabreite | SIGNWRITING EYEBROWS STRAIGHT NEUTRAL                                  | Gebärdenschriftzeichen EYEBROWS gerade NEUTRAL                                                            |
| U+1DA0C (121356) | 𝨌                | Markierung ohne Extrabreite | Markierung ohne Extrabreite | SIGNWRITING EYEBROWS STRAIGHT DOWN                                     | Gebärdenschriftzeichen EYEBROWS gerade abwärts                                                            |
| U+1DA0D (121357) | 𝨍                | Markierung ohne Extrabreite | Markierung ohne Extrabreite | SIGNWRITING DREAMY EYEBROWS NEUTRAL DOWN                               | Gebärdenschriftzeichen DREAMY EYEBROWS NEUTRAL abwärts                                                    |
| U+1DA0E (121358) | 𝨎                | Markierung ohne Extrabreite | Markierung ohne Extrabreite | SIGNWRITING DREAMY EYEBROWS DOWN NEUTRAL                               | Gebärdenschriftzeichen DREAMY EYEBROWS abwärts NEUTRAL                                                    |
| U+1DA0F (121359) | 𝨏                | Markierung ohne Extrabreite | Markierung ohne Extrabreite | SIGNWRITING DREAMY EYEBROWS UP NEUTRAL                                 | Gebärdenschriftzeichen DREAMY EYEBROWS oben NEUTRAL                                                       |
| U+1DA10 (121360) | 𝨐                | Markierung ohne Extrabreite | Markierung ohne Extrabreite | SIGNWRITING DREAMY EYEBROWS NEUTRAL UP                                 | Gebärdenschriftzeichen DREAMY EYEBROWS NEUTRAL oben                                                       |
| U+1DA11 (121361) | 𝨑                | Markierung ohne Extrabreite | Markierung ohne Extrabreite | SIGNWRITING FOREHEAD NEUTRAL                                           | Gebärdenschriftzeichen FOREHEAD NEUTRAL                                                                   |
| U+1DA12 (121362) | 𝨒                | Markierung ohne Extrabreite | Markierung ohne Extrabreite | SIGNWRITING FOREHEAD CONTACT                                           | Gebärdenschriftzeichen FOREHEAD CONTACT                                                                   |
| U+1DA13 (121363) | 𝨓                | Markierung ohne Extrabreite | Markierung ohne Extrabreite | SIGNWRITING FOREHEAD WRINKLED                                          | Gebärdenschriftzeichen FOREHEAD WRINKLED                                                                  |
| U+1DA14 (121364) | 𝨔                | Markierung ohne Extrabreite | Markierung ohne Extrabreite | SIGNWRITING EYES OPEN                                                  | Gebärdenschriftzeichen EYES offen                                                                         |
| U+1DA15 (121365) | 𝨕                | Markierung ohne Extrabreite | Markierung ohne Extrabreite | SIGNWRITING EYES SQUEEZED                                              | Gebärdenschriftzeichen EYES SQUEEZED                                                                      |
| U+1DA16 (121366) | 𝨖                | Markierung ohne Extrabreite | Markierung ohne Extrabreite | SIGNWRITING EYES CLOSED                                                | Gebärdenschriftzeichen EYES CLOSED                                                                        |
| U+1DA17 (121367) | 𝨗                | Markierung ohne Extrabreite | Markierung ohne Extrabreite | SIGNWRITING EYE BLINK SINGLE                                           | Gebärdenschriftzeichen EYE BLINK einmal                                                                   |
| U+1DA18 (121368) | 𝨘                | Markierung ohne Extrabreite | Markierung ohne Extrabreite | SIGNWRITING EYE BLINK MULTIPLE                                         | Gebärdenschriftzeichen EYE BLINK mehrmals                                                                 |
| U+1DA19 (121369) | 𝨙                | Markierung ohne Extrabreite | Markierung ohne Extrabreite | SIGNWRITING EYES HALF OPEN                                             | Gebärdenschriftzeichen EYES HALF offen                                                                    |
| U+1DA1A (121370) | 𝨚                | Markierung ohne Extrabreite | Markierung ohne Extrabreite | SIGNWRITING EYES WIDE OPEN                                             | Gebärdenschriftzeichen EYES WIDE offen                                                                    |
| U+1DA1B (121371) | 𝨛                | Markierung ohne Extrabreite | Markierung ohne Extrabreite | SIGNWRITING EYES HALF CLOSED                                           | Gebärdenschriftzeichen EYES HALF CLOSED                                                                   |
| U+1DA1C (121372) | 𝨜                | Markierung ohne Extrabreite | Markierung ohne Extrabreite | SIGNWRITING EYES WIDENING MOVEMENT                                     | Gebärdenschriftzeichen EYES WIDENING Bewegung                                                             |
| U+1DA1D (121373) | 𝨝                | Markierung ohne Extrabreite | Markierung ohne Extrabreite | SIGNWRITING EYE WINK                                                   | Gebärdenschriftzeichen EYE WINK                                                                           |
| U+1DA1E (121374) | 𝨞                | Markierung ohne Extrabreite | Markierung ohne Extrabreite | SIGNWRITING EYELASHES UP                                               | Gebärdenschriftzeichen EYELASHES oben                                                                     |
| U+1DA1F (121375) | 𝨟                | Markierung ohne Extrabreite | Markierung ohne Extrabreite | SIGNWRITING EYELASHES DOWN                                             | Gebärdenschriftzeichen EYELASHES abwärts                                                                  |
| U+1DA20 (121376) | 𝨠                | Markierung ohne Extrabreite | Markierung ohne Extrabreite | SIGNWRITING EYELASHES FLUTTERING                                       | Gebärdenschriftzeichen EYELASHES FLUTTERING                                                               |
| U+1DA21 (121377) | 𝨡                | Markierung ohne Extrabreite | Markierung ohne Extrabreite | SIGNWRITING EYEGAZE-WALLPLANE STRAIGHT                                 | Gebärdenschriftzeichen EYEGAZE-wandparallel gerade                                                        |
| U+1DA22 (121378) | 𝨢                | Markierung ohne Extrabreite | Markierung ohne Extrabreite | SIGNWRITING EYEGAZE-WALLPLANE STRAIGHT DOUBLE                          | Gebärdenschriftzeichen EYEGAZE-wandparallel gerade zweimal                                                |
| U+1DA23 (121379) | 𝨣                | Markierung ohne Extrabreite | Markierung ohne Extrabreite | SIGNWRITING EYEGAZE-WALLPLANE STRAIGHT ALTERNATING                     | Gebärdenschriftzeichen EYEGAZE-wandparallel gerade ALTERNATING                                            |
| U+1DA24 (121380) | 𝨤                | Markierung ohne Extrabreite | Markierung ohne Extrabreite | SIGNWRITING EYEGAZE-FLOORPLANE STRAIGHT                                | Gebärdenschriftzeichen EYEGAZE-bodenparallel gerade                                                       |
| U+1DA25 (121381) | 𝨥                | Markierung ohne Extrabreite | Markierung ohne Extrabreite | SIGNWRITING EYEGAZE-FLOORPLANE STRAIGHT DOUBLE                         | Gebärdenschriftzeichen EYEGAZE-bodenparallel gerade zweimal                                               |
| U+1DA26 (121382) | 𝨦                | Markierung ohne Extrabreite | Markierung ohne Extrabreite | SIGNWRITING EYEGAZE-FLOORPLANE STRAIGHT ALTERNATING                    | Gebärdenschriftzeichen EYEGAZE-bodenparallel gerade ALTERNATING                                           |
| U+1DA27 (121383) | 𝨧                | Markierung ohne Extrabreite | Markierung ohne Extrabreite | SIGNWRITING EYEGAZE-WALLPLANE CURVED                                   | Gebärdenschriftzeichen EYEGAZE-wandparallel kurvig                                                        |
| U+1DA28 (121384) | 𝨨                | Markierung ohne Extrabreite | Markierung ohne Extrabreite | SIGNWRITING EYEGAZE-FLOORPLANE CURVED                                  | Gebärdenschriftzeichen EYEGAZE-bodenparallel kurvig                                                       |
| U+1DA29 (121385) | 𝨩                | Markierung ohne Extrabreite | Markierung ohne Extrabreite | SIGNWRITING EYEGAZE-WALLPLANE CIRCLING                                 | Gebärdenschriftzeichen EYEGAZE-wandparallel CIRCLING                                                      |
| U+1DA2A (121386) | 𝨪                | Markierung ohne Extrabreite | Markierung ohne Extrabreite | SIGNWRITING CHEEKS PUFFED                                              | Gebärdenschriftzeichen CHEEKS PUFFED                                                                      |
| U+1DA2B (121387) | 𝨫                | Markierung ohne Extrabreite | Markierung ohne Extrabreite | SIGNWRITING CHEEKS NEUTRAL                                             | Gebärdenschriftzeichen CHEEKS NEUTRAL                                                                     |
| U+1DA2C (121388) | 𝨬                | Markierung ohne Extrabreite | Markierung ohne Extrabreite | SIGNWRITING CHEEKS SUCKED                                              | Gebärdenschriftzeichen CHEEKS SUCKED                                                                      |
| U+1DA2D (121389) | 𝨭                | Markierung ohne Extrabreite | Markierung ohne Extrabreite | SIGNWRITING TENSE CHEEKS HIGH                                          | Gebärdenschriftzeichen TENSE CHEEKS HIGH                                                                  |
| U+1DA2E (121390) | 𝨮                | Markierung ohne Extrabreite | Markierung ohne Extrabreite | SIGNWRITING TENSE CHEEKS MIDDLE                                        | Gebärdenschriftzeichen TENSE CHEEKS Mittelfinger                                                          |
| U+1DA2F (121391) | 𝨯                | Markierung ohne Extrabreite | Markierung ohne Extrabreite | SIGNWRITING TENSE CHEEKS LOW                                           | Gebärdenschriftzeichen TENSE CHEEKS LOW                                                                   |
| U+1DA30 (121392) | 𝨰                | Markierung ohne Extrabreite | Markierung ohne Extrabreite | SIGNWRITING EARS                                                       | Gebärdenschriftzeichen EARS                                                                               |
| U+1DA31 (121393) | 𝨱                | Markierung ohne Extrabreite | Markierung ohne Extrabreite | SIGNWRITING NOSE NEUTRAL                                               | Gebärdenschriftzeichen NOSE NEUTRAL                                                                       |
| U+1DA32 (121394) | 𝨲                | Markierung ohne Extrabreite | Markierung ohne Extrabreite | SIGNWRITING NOSE CONTACT                                               | Gebärdenschriftzeichen NOSE CONTACT                                                                       |
| U+1DA33 (121395) | 𝨳                | Markierung ohne Extrabreite | Markierung ohne Extrabreite | SIGNWRITING NOSE WRINKLES                                              | Gebärdenschriftzeichen NOSE WRINKLES                                                                      |
| U+1DA34 (121396) | 𝨴                | Markierung ohne Extrabreite | Markierung ohne Extrabreite | SIGNWRITING NOSE WIGGLES                                               | Gebärdenschriftzeichen NOSE WIGGLES                                                                       |
| U+1DA35 (121397) | 𝨵                | Markierung ohne Extrabreite | Markierung ohne Extrabreite | SIGNWRITING AIR BLOWING OUT                                            | Gebärdenschriftzeichen AIR BLOWING außen                                                                  |
| U+1DA36 (121398) | 𝨶                | Markierung ohne Extrabreite | Markierung ohne Extrabreite | SIGNWRITING AIR SUCKING IN                                             | Gebärdenschriftzeichen AIR SUCKING IN                                                                     |
| U+1DA37 (121399) | 𝨷               | anderes Symbol              | links nach rechts           | SIGNWRITING AIR BLOW SMALL ROTATIONS                                   | Gebärdenschriftzeichen AIR BLOW klein RotationS                                                           |
| U+1DA38 (121400) | 𝨸               | anderes Symbol              | links nach rechts           | SIGNWRITING AIR SUCK SMALL ROTATIONS                                   | Gebärdenschriftzeichen AIR SUCK klein RotationS                                                           |
| U+1DA39 (121401) | 𝨹               | anderes Symbol              | links nach rechts           | SIGNWRITING BREATH INHALE                                              | Gebärdenschriftzeichen BREATH INHALE                                                                      |
| U+1DA3A (121402) | 𝨺               | anderes Symbol              | links nach rechts           | SIGNWRITING BREATH EXHALE                                              | Gebärdenschriftzeichen BREATH EXHALE                                                                      |
| U+1DA3B (121403) | 𝨻                | Markierung ohne Extrabreite | Markierung ohne Extrabreite | SIGNWRITING MOUTH CLOSED NEUTRAL                                       | Gebärdenschriftzeichen Mund CLOSED NEUTRAL                                                                |
| U+1DA3C (121404) | 𝨼                | Markierung ohne Extrabreite | Markierung ohne Extrabreite | SIGNWRITING MOUTH CLOSED FORWARD                                       | Gebärdenschriftzeichen Mund CLOSED vorwärts                                                               |
| U+1DA3D (121405) | 𝨽                | Markierung ohne Extrabreite | Markierung ohne Extrabreite | SIGNWRITING MOUTH CLOSED CONTACT                                       | Gebärdenschriftzeichen Mund CLOSED CONTACT                                                                |
| U+1DA3E (121406) | 𝨾                | Markierung ohne Extrabreite | Markierung ohne Extrabreite | SIGNWRITING MOUTH SMILE                                                | Gebärdenschriftzeichen Mund SMILE                                                                         |
| U+1DA3F (121407) | 𝨿                | Markierung ohne Extrabreite | Markierung ohne Extrabreite | SIGNWRITING MOUTH SMILE WRINKLED                                       | Gebärdenschriftzeichen Mund SMILE WRINKLED                                                                |
| U+1DA40 (121408) | 𝩀                | Markierung ohne Extrabreite | Markierung ohne Extrabreite | SIGNWRITING MOUTH SMILE OPEN                                           | Gebärdenschriftzeichen Mund SMILE offen                                                                   |
| U+1DA41 (121409) | 𝩁                | Markierung ohne Extrabreite | Markierung ohne Extrabreite | SIGNWRITING MOUTH FROWN                                                | Gebärdenschriftzeichen Mund FROWN                                                                         |
| U+1DA42 (121410) | 𝩂                | Markierung ohne Extrabreite | Markierung ohne Extrabreite | SIGNWRITING MOUTH FROWN WRINKLED                                       | Gebärdenschriftzeichen Mund FROWN WRINKLED                                                                |
| U+1DA43 (121411) | 𝩃                | Markierung ohne Extrabreite | Markierung ohne Extrabreite | SIGNWRITING MOUTH FROWN OPEN                                           | Gebärdenschriftzeichen Mund FROWN offen                                                                   |
| U+1DA44 (121412) | 𝩄                | Markierung ohne Extrabreite | Markierung ohne Extrabreite | SIGNWRITING MOUTH OPEN CIRCLE                                          | Gebärdenschriftzeichen Mund offen kreisrund                                                               |
| U+1DA45 (121413) | 𝩅                | Markierung ohne Extrabreite | Markierung ohne Extrabreite | SIGNWRITING MOUTH OPEN FORWARD                                         | Gebärdenschriftzeichen Mund offen vorwärts                                                                |
| U+1DA46 (121414) | 𝩆                | Markierung ohne Extrabreite | Markierung ohne Extrabreite | SIGNWRITING MOUTH OPEN WRINKLED                                        | Gebärdenschriftzeichen Mund offen WRINKLED                                                                |
| U+1DA47 (121415) | 𝩇                | Markierung ohne Extrabreite | Markierung ohne Extrabreite | SIGNWRITING MOUTH OPEN OVAL                                            | Gebärdenschriftzeichen Mund offen oval                                                                    |
| U+1DA48 (121416) | 𝩈                | Markierung ohne Extrabreite | Markierung ohne Extrabreite | SIGNWRITING MOUTH OPEN OVAL WRINKLED                                   | Gebärdenschriftzeichen Mund offen oval WRINKLED                                                           |
| U+1DA49 (121417) | 𝩉                | Markierung ohne Extrabreite | Markierung ohne Extrabreite | SIGNWRITING MOUTH OPEN OVAL YAWN                                       | Gebärdenschriftzeichen Mund offen oval YAWN                                                               |
| U+1DA4A (121418) | 𝩊                | Markierung ohne Extrabreite | Markierung ohne Extrabreite | SIGNWRITING MOUTH OPEN RECTANGLE                                       | Gebärdenschriftzeichen Mund offen RECTANGLE                                                               |
| U+1DA4B (121419) | 𝩋                | Markierung ohne Extrabreite | Markierung ohne Extrabreite | SIGNWRITING MOUTH OPEN RECTANGLE WRINKLED                              | Gebärdenschriftzeichen Mund offen RECTANGLE WRINKLED                                                      |
| U+1DA4C (121420) | 𝩌                | Markierung ohne Extrabreite | Markierung ohne Extrabreite | SIGNWRITING MOUTH OPEN RECTANGLE YAWN                                  | Gebärdenschriftzeichen Mund offen RECTANGLE YAWN                                                          |
| U+1DA4D (121421) | 𝩍                | Markierung ohne Extrabreite | Markierung ohne Extrabreite | SIGNWRITING MOUTH KISS                                                 | Gebärdenschriftzeichen Mund KISS                                                                          |
| U+1DA4E (121422) | 𝩎                | Markierung ohne Extrabreite | Markierung ohne Extrabreite | SIGNWRITING MOUTH KISS FORWARD                                         | Gebärdenschriftzeichen Mund KISS vorwärts                                                                 |
| U+1DA4F (121423) | 𝩏                | Markierung ohne Extrabreite | Markierung ohne Extrabreite | SIGNWRITING MOUTH KISS WRINKLED                                        | Gebärdenschriftzeichen Mund KISS WRINKLED                                                                 |
| U+1DA50 (121424) | 𝩐                | Markierung ohne Extrabreite | Markierung ohne Extrabreite | SIGNWRITING MOUTH TENSE                                                | Gebärdenschriftzeichen Mund TENSE                                                                         |
| U+1DA51 (121425) | 𝩑                | Markierung ohne Extrabreite | Markierung ohne Extrabreite | SIGNWRITING MOUTH TENSE FORWARD                                        | Gebärdenschriftzeichen Mund TENSE vorwärts                                                                |
| U+1DA52 (121426) | 𝩒                | Markierung ohne Extrabreite | Markierung ohne Extrabreite | SIGNWRITING MOUTH TENSE SUCKED                                         | Gebärdenschriftzeichen Mund TENSE SUCKED                                                                  |
| U+1DA53 (121427) | 𝩓                | Markierung ohne Extrabreite | Markierung ohne Extrabreite | SIGNWRITING LIPS PRESSED TOGETHER                                      | Gebärdenschriftzeichen Lippen zusammengepresst                                                            |
| U+1DA54 (121428) | 𝩔                | Markierung ohne Extrabreite | Markierung ohne Extrabreite | SIGNWRITING LIP LOWER OVER UPPER                                       | Gebärdenschriftzeichen Unterlippe über Oberlippe                                                          |
| U+1DA55 (121429) | 𝩕                | Markierung ohne Extrabreite | Markierung ohne Extrabreite | SIGNWRITING LIP UPPER OVER LOWER                                       | Gebärdenschriftzeichen Oberlippe über Unterlippe                                                          |
| U+1DA56 (121430) | 𝩖                | Markierung ohne Extrabreite | Markierung ohne Extrabreite | SIGNWRITING MOUTH CORNERS                                              | Gebärdenschriftzeichen Mundwinkel                                                                         |
| U+1DA57 (121431) | 𝩗                | Markierung ohne Extrabreite | Markierung ohne Extrabreite | SIGNWRITING MOUTH WRINKLES SINGLE                                      | Gebärdenschriftzeichen Mund WRINKLES einmal                                                               |
| U+1DA58 (121432) | 𝩘                | Markierung ohne Extrabreite | Markierung ohne Extrabreite | SIGNWRITING MOUTH WRINKLES DOUBLE                                      | Gebärdenschriftzeichen Mund WRINKLES zweimal                                                              |
| U+1DA59 (121433) | 𝩙                | Markierung ohne Extrabreite | Markierung ohne Extrabreite | SIGNWRITING TONGUE STICKING OUT FAR                                    | Gebärdenschriftzeichen Zunge STICKING außen FAR                                                           |
| U+1DA5A (121434) | 𝩚                | Markierung ohne Extrabreite | Markierung ohne Extrabreite | SIGNWRITING TONGUE LICKING LIPS                                        | Gebärdenschriftzeichen Zunge leckt Lippen                                                                 |
| U+1DA5B (121435) | 𝩛                | Markierung ohne Extrabreite | Markierung ohne Extrabreite | SIGNWRITING TONGUE TIP BETWEEN LIPS                                    | Gebärdenschriftzeichen Zunge TIP zwischen Lippen                                                          |
| U+1DA5C (121436) | 𝩜                | Markierung ohne Extrabreite | Markierung ohne Extrabreite | SIGNWRITING TONGUE TIP TOUCHING INSIDE MOUTH                           | Gebärdenschriftzeichen Zunge TIP TOUCHING innerhalb Mund                                                  |
| U+1DA5D (121437) | 𝩝                | Markierung ohne Extrabreite | Markierung ohne Extrabreite | SIGNWRITING TONGUE INSIDE MOUTH RELAXED                                | Gebärdenschriftzeichen Zunge innerhalb Mund RELAXED                                                       |
| U+1DA5E (121438) | 𝩞                | Markierung ohne Extrabreite | Markierung ohne Extrabreite | SIGNWRITING TONGUE MOVES AGAINST CHEEK                                 | Gebärdenschriftzeichen Zunge MOVES AGAINST CHEEK                                                          |
| U+1DA5F (121439) | 𝩟                | Markierung ohne Extrabreite | Markierung ohne Extrabreite | SIGNWRITING TONGUE CENTRE STICKING OUT                                 | Gebärdenschriftzeichen Zunge CENTRE STICKING außen                                                        |
| U+1DA60 (121440) | 𝩠                | Markierung ohne Extrabreite | Markierung ohne Extrabreite | SIGNWRITING TONGUE CENTRE INSIDE MOUTH                                 | Gebärdenschriftzeichen Zunge CENTRE innerhalb Mund                                                        |
| U+1DA61 (121441) | 𝩡                | Markierung ohne Extrabreite | Markierung ohne Extrabreite | SIGNWRITING TEETH                                                      | Gebärdenschriftzeichen Zähne                                                                              |
| U+1DA62 (121442) | 𝩢                | Markierung ohne Extrabreite | Markierung ohne Extrabreite | SIGNWRITING TEETH MOVEMENT                                             | Gebärdenschriftzeichen Zähne Bewegung                                                                     |
| U+1DA63 (121443) | 𝩣                | Markierung ohne Extrabreite | Markierung ohne Extrabreite | SIGNWRITING TEETH ON TONGUE                                            | Gebärdenschriftzeichen Zähne auf Zunge                                                                    |
| U+1DA64 (121444) | 𝩤                | Markierung ohne Extrabreite | Markierung ohne Extrabreite | SIGNWRITING TEETH ON TONGUE MOVEMENT                                   | Gebärdenschriftzeichen Zähne auf Zunge Bewegung                                                           |
| U+1DA65 (121445) | 𝩥                | Markierung ohne Extrabreite | Markierung ohne Extrabreite | SIGNWRITING TEETH ON LIPS                                              | Gebärdenschriftzeichen Zähne auf Lippen                                                                   |
| U+1DA66 (121446) | 𝩦                | Markierung ohne Extrabreite | Markierung ohne Extrabreite | SIGNWRITING TEETH ON LIPS MOVEMENT                                     | Gebärdenschriftzeichen Zähne auf Lippen Bewegung                                                          |
| U+1DA67 (121447) | 𝩧                | Markierung ohne Extrabreite | Markierung ohne Extrabreite | SIGNWRITING TEETH BITE LIPS                                            | Gebärdenschriftzeichen Zähne BITE Lippen                                                                  |
| U+1DA68 (121448) | 𝩨                | Markierung ohne Extrabreite | Markierung ohne Extrabreite | SIGNWRITING MOVEMENT-WALLPLANE JAW                                     | Gebärdenschriftzeichen Bewegung-wandparallel JAW                                                          |
| U+1DA69 (121449) | 𝩩                | Markierung ohne Extrabreite | Markierung ohne Extrabreite | SIGNWRITING MOVEMENT-FLOORPLANE JAW                                    | Gebärdenschriftzeichen bodenparallele Bewegung JAW                                                        |
| U+1DA6A (121450) | 𝩪                | Markierung ohne Extrabreite | Markierung ohne Extrabreite | SIGNWRITING NECK                                                       | Gebärdenschriftzeichen NECK                                                                               |
| U+1DA6B (121451) | 𝩫                | Markierung ohne Extrabreite | Markierung ohne Extrabreite | SIGNWRITING HAIR                                                       | Gebärdenschriftzeichen Haar                                                                               |
| U+1DA6C (121452) | 𝩬                | Markierung ohne Extrabreite | Markierung ohne Extrabreite | SIGNWRITING EXCITEMENT                                                 | Gebärdenschriftzeichen EXCITEMENT                                                                         |
| U+1DA6D (121453) | 𝩭               | anderes Symbol              | links nach rechts           | SIGNWRITING SHOULDER HIP SPINE                                         | Gebärdenschriftzeichen SHOULDER HIP SPINE                                                                 |
| U+1DA6E (121454) | 𝩮               | anderes Symbol              | links nach rechts           | SIGNWRITING SHOULDER HIP POSITIONS                                     | Gebärdenschriftzeichen SHOULDER HIP POSITIONS                                                             |
| U+1DA6F (121455) | 𝩯               | anderes Symbol              | links nach rechts           | SIGNWRITING WALLPLANE SHOULDER HIP MOVE                                | Gebärdenschriftzeichen wandparallel SHOULDER HIP MOVE                                                     |
| U+1DA70 (121456) | 𝩰               | anderes Symbol              | links nach rechts           | SIGNWRITING FLOORPLANE SHOULDER HIP MOVE                               | Gebärdenschriftzeichen bodenparallel SHOULDER HIP MOVE                                                    |
| U+1DA71 (121457) | 𝩱               | anderes Symbol              | links nach rechts           | SIGNWRITING SHOULDER TILTING FROM WAIST                                | Gebärdenschriftzeichen SHOULDER TILTING FROM WAIST                                                        |
| U+1DA72 (121458) | 𝩲               | anderes Symbol              | links nach rechts           | SIGNWRITING TORSO-WALLPLANE STRAIGHT STRETCH                           | Gebärdenschriftzeichen TORSO-wandparallel gerade STRETCH                                                  |
| U+1DA73 (121459) | 𝩳               | anderes Symbol              | links nach rechts           | SIGNWRITING TORSO-WALLPLANE CURVED BEND                                | Gebärdenschriftzeichen TORSO-wandparallel kurvig BEND                                                     |
| U+1DA74 (121460) | 𝩴               | anderes Symbol              | links nach rechts           | SIGNWRITING TORSO-FLOORPLANE TWISTING                                  | Gebärdenschriftzeichen TORSO-bodenparallel TWISTING                                                       |
| U+1DA75 (121461) | 𝩵                | Markierung ohne Extrabreite | Markierung ohne Extrabreite | SIGNWRITING UPPER BODY TILTING FROM HIP JOINTS                         | Gebärdenschriftzeichen obere BODY TILTING FROM HIP JOINTS                                                 |
| U+1DA76 (121462) | 𝩶               | anderes Symbol              | links nach rechts           | SIGNWRITING LIMB COMBINATION                                           | Gebärdenschriftzeichen LIMB COMBINATION                                                                   |
| U+1DA77 (121463) | 𝩷               | anderes Symbol              | links nach rechts           | SIGNWRITING LIMB LENGTH-1                                              | Gebärdenschriftzeichen LIMB LENGTH-1                                                                      |
| U+1DA78 (121464) | 𝩸               | anderes Symbol              | links nach rechts           | SIGNWRITING LIMB LENGTH-2                                              | Gebärdenschriftzeichen LIMB LENGTH-2                                                                      |
| U+1DA79 (121465) | 𝩹               | anderes Symbol              | links nach rechts           | SIGNWRITING LIMB LENGTH-3                                              | Gebärdenschriftzeichen LIMB LENGTH-3                                                                      |
| U+1DA7A (121466) | 𝩺               | anderes Symbol              | links nach rechts           | SIGNWRITING LIMB LENGTH-4                                              | Gebärdenschriftzeichen LIMB LENGTH-4                                                                      |
| U+1DA7B (121467) | 𝩻               | anderes Symbol              | links nach rechts           | SIGNWRITING LIMB LENGTH-5                                              | Gebärdenschriftzeichen LIMB LENGTH-5                                                                      |
| U+1DA7C (121468) | 𝩼               | anderes Symbol              | links nach rechts           | SIGNWRITING LIMB LENGTH-6                                              | Gebärdenschriftzeichen LIMB LENGTH-6                                                                      |
| U+1DA7D (121469) | 𝩽               | anderes Symbol              | links nach rechts           | SIGNWRITING LIMB LENGTH-7                                              | Gebärdenschriftzeichen LIMB LENGTH-7                                                                      |
| U+1DA7E (121470) | 𝩾               | anderes Symbol              | links nach rechts           | SIGNWRITING FINGER                                                     | Gebärdenschriftzeichen Finger                                                                             |
| U+1DA7F (121471) | 𝩿               | anderes Symbol              | links nach rechts           | SIGNWRITING LOCATION-WALLPLANE SPACE                                   | Gebärdenschriftzeichen LOCATION-wandparallel SPACE                                                        |
| U+1DA80 (121472) | 𝪀               | anderes Symbol              | links nach rechts           | SIGNWRITING LOCATION-FLOORPLANE SPACE                                  | Gebärdenschriftzeichen LOCATION-bodenparallel SPACE                                                       |
| U+1DA81 (121473) | 𝪁               | anderes Symbol              | links nach rechts           | SIGNWRITING LOCATION HEIGHT                                            | Gebärdenschriftzeichen LOCATION HEIGHT                                                                    |
| U+1DA82 (121474) | 𝪂               | anderes Symbol              | links nach rechts           | SIGNWRITING LOCATION WIDTH                                             | Gebärdenschriftzeichen LOCATION WIDTH                                                                     |
| U+1DA83 (121475) | 𝪃               | anderes Symbol              | links nach rechts           | SIGNWRITING LOCATION DEPTH                                             | Gebärdenschriftzeichen LOCATION DEPTH                                                                     |
| U+1DA84 (121476) | 𝪄                | Markierung ohne Extrabreite | Markierung ohne Extrabreite | SIGNWRITING LOCATION HEAD NECK                                         | Gebärdenschriftzeichen LOCATION HEAD NECK                                                                 |
| U+1DA85 (121477) | 𝪅               | anderes Symbol              | links nach rechts           | SIGNWRITING LOCATION TORSO                                             | Gebärdenschriftzeichen LOCATION TORSO                                                                     |
| U+1DA86 (121478) | 𝪆               | anderes Symbol              | links nach rechts           | SIGNWRITING LOCATION LIMBS DIGITS                                      | Gebärdenschriftzeichen LOCATION LIMBS DIGITS                                                              |
| U+1DA87 (121479) | 𝪇               | andere Interpunktion        | links nach rechts           | SIGNWRITING COMMA                                                      | Gebärdenschriftzeichen Komma                                                                              |
| U+1DA88 (121480) | 𝪈               | andere Interpunktion        | links nach rechts           | SIGNWRITING FULL STOP                                                  | Gebärdenschriftzeichen Punkt                                                                              |
| U+1DA89 (121481) | 𝪉               | andere Interpunktion        | links nach rechts           | SIGNWRITING SEMICOLON                                                  | Gebärdenschriftzeichen Semikolon                                                                          |
| U+1DA8A (121482) | 𝪊               | andere Interpunktion        | links nach rechts           | SIGNWRITING COLON                                                      | Gebärdenschriftzeichen Doppelpunkt                                                                        |
| U+1DA8B (121483) | 𝪋               | andere Interpunktion        | links nach rechts           | SIGNWRITING PARENTHESIS                                                | Gebärdenschriftzeichen Klammer                                                                            |
| U+1DA9B (121499) | 𝪛                | Markierung ohne Extrabreite | Markierung ohne Extrabreite | SIGNWRITING FILL MODIFIER-2                                            | Gebärdenschriftzeichen Füllung-Modifizierer-2                                                             |
| U+1DA9C (121500) | 𝪜                | Markierung ohne Extrabreite | Markierung ohne Extrabreite | SIGNWRITING FILL MODIFIER-3                                            | Gebärdenschriftzeichen Füllung-Modifizierer-3                                                             |
| U+1DA9D (121501) | 𝪝                | Markierung ohne Extrabreite | Markierung ohne Extrabreite | SIGNWRITING FILL MODIFIER-4                                            | Gebärdenschriftzeichen Füllung-Modifizierer-4                                                             |
| U+1DA9E (121502) | 𝪞                | Markierung ohne Extrabreite | Markierung ohne Extrabreite | SIGNWRITING FILL MODIFIER-5                                            | Gebärdenschriftzeichen Füllung-Modifizierer-5                                                             |
| U+1DA9F (121503) | 𝪟                | Markierung ohne Extrabreite | Markierung ohne Extrabreite | SIGNWRITING FILL MODIFIER-6                                            | Gebärdenschriftzeichen Füllung-Modifizierer-6                                                             |
| U+1DAA1 (121505) | 𝪡                | Markierung ohne Extrabreite | Markierung ohne Extrabreite | SIGNWRITING ROTATION MODIFIER-2                                        | Gebärdenschriftzeichen Drehung-Modifizierer-2                                                             |
| U+1DAA2 (121506) | 𝪢                | Markierung ohne Extrabreite | Markierung ohne Extrabreite | SIGNWRITING ROTATION MODIFIER-3                                        | Gebärdenschriftzeichen Drehung-Modifizierer-3                                                             |
| U+1DAA3 (121507) | 𝪣                | Markierung ohne Extrabreite | Markierung ohne Extrabreite | SIGNWRITING ROTATION MODIFIER-4                                        | Gebärdenschriftzeichen Drehung-Modifizierer-4                                                             |
| U+1DAA4 (121508) | 𝪤                | Markierung ohne Extrabreite | Markierung ohne Extrabreite | SIGNWRITING ROTATION MODIFIER-5                                        | Gebärdenschriftzeichen Drehung-Modifizierer-5                                                             |
| U+1DAA5 (121509) | 𝪥                | Markierung ohne Extrabreite | Markierung ohne Extrabreite | SIGNWRITING ROTATION MODIFIER-6                                        | Gebärdenschriftzeichen Drehung-Modifizierer-6                                                             |
| U+1DAA6 (121510) | 𝪦                | Markierung ohne Extrabreite | Markierung ohne Extrabreite | SIGNWRITING ROTATION MODIFIER-7                                        | Gebärdenschriftzeichen Drehung-Modifizierer-7                                                             |
| U+1DAA7 (121511) | 𝪧                | Markierung ohne Extrabreite | Markierung ohne Extrabreite | SIGNWRITING ROTATION MODIFIER-8                                        | Gebärdenschriftzeichen Drehung-Modifizierer-8                                                             |
| U+1DAA8 (121512) | 𝪨                | Markierung ohne Extrabreite | Markierung ohne Extrabreite | SIGNWRITING ROTATION MODIFIER-9                                        | Gebärdenschriftzeichen Drehung-Modifizierer-9                                                             |
| U+1DAA9 (121513) | 𝪩                | Markierung ohne Extrabreite | Markierung ohne Extrabreite | SIGNWRITING ROTATION MODIFIER-10                                       | Gebärdenschriftzeichen Drehung-Modifizierer-10                                                            |
| U+1DAAA (121514) | 𝪪                | Markierung ohne Extrabreite | Markierung ohne Extrabreite | SIGNWRITING ROTATION MODIFIER-11                                       | Gebärdenschriftzeichen Drehung-Modifizierer-11                                                            |
| U+1DAAB (121515) | 𝪫                | Markierung ohne Extrabreite | Markierung ohne Extrabreite | SIGNWRITING ROTATION MODIFIER-12                                       | Gebärdenschriftzeichen Drehung-Modifizierer-12                                                            |
| U+1DAAC (121516) | 𝪬                | Markierung ohne Extrabreite | Markierung ohne Extrabreite | SIGNWRITING ROTATION MODIFIER-13                                       | Gebärdenschriftzeichen Drehung-Modifizierer-13                                                            |
| U+1DAAD (121517) | 𝪭                | Markierung ohne Extrabreite | Markierung ohne Extrabreite | SIGNWRITING ROTATION MODIFIER-14                                       | Gebärdenschriftzeichen Drehung-Modifizierer-14                                                            |
| U+1DAAE (121518) | 𝪮                | Markierung ohne Extrabreite | Markierung ohne Extrabreite | SIGNWRITING ROTATION MODIFIER-15                                       | Gebärdenschriftzeichen Drehung-Modifizierer-15                                                            |
| U+1DAAF (121519) | 𝪯                | Markierung ohne Extrabreite | Markierung ohne Extrabreite | SIGNWRITING ROTATION MODIFIER-16                                       | Gebärdenschriftzeichen Drehung-Modifizierer-16                                                            |